# Jacinto de Matos
Jacinto de Matos, também grafado Jacintho de Mattos, (Porto, 1864 - Porto, 1 de agosto 1948) foi um horticultor e jardineiro-paisagista português do final do século XIX e primeira metade do século XX. Suas obras comtemplavam a mistura do modelo clássico e formalista com modelos românticos, naturalistas e pitorescos, aderindo ao estilo Arts and Crafts e inaugurando a experimentação dos jardins rebaixados (sunken gardens) em Portugal.

## Biografia
Pouco se sabe sobre a infância e juventude de Jacinto de Matos. Segundo Abel Magro, em seu artigo "Um jardineiro de mérito" (1950), Matos possuia uma incrível sensibilidade artística e grande paixão por flores. Viagens pela Bélgica, Holanda, Alemanha, Inglaterra e França, lhe deram a oportunidade de aprender sobre floricultura e a arte da jardinagem.
Em 1870, Jacinto de Matos herdou um horto fundado por seu pai, Zeferino de Mattos, no Porto. Após a morte de seu pai, em 1878, o horto designou-se "Viúva de Zeferino de Mattos", pertencendo à sua mãe e sendo ele director. Em 1900, ele se torna proprietário.
O seu estabelecimento (a Quinta dos Salgueiros, na região de Antas) era um grande viveiro com estufas e armações de jardim. Possuia também um departamento técnico para o desenho de jardins e parques. Alguns dos viveiros eram situados em Vila Nova de Gaia.
O Parque das Pedras Salgadas em 1889 é considerado o seu primeiro projeto de um percurso que integra 50 jardins públicos e mais de 650 parques e jardins privados.

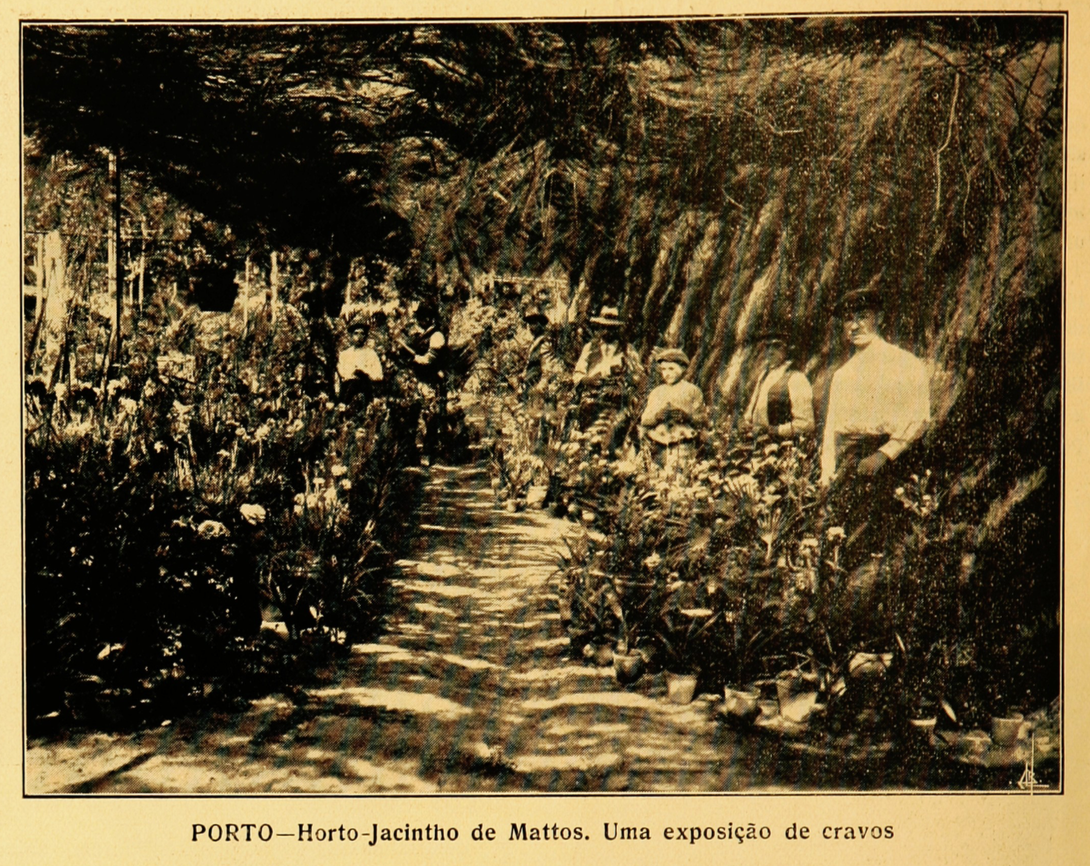
Horto de Jacinto de Matos no Porto, foto de Augusto Chaim publicada na Ilustração Católica (Braga), 6 de dezembro de 1913

Em 1898, Jacinto de Matos foi sócio fundador, em Lisboa, da Sociedade Nacional de Horticultura de Portugal. Em 1899, participou à fundação da União dos Jardineiros do Porto enquanto presidente da assembleia geral (sendo reeleito em outubro de 1901).
Em 1903, Jacinto de Matos presidia (com Jeronimo Monteiro da Costa e José Duarte Oliveira) a reuniões da Sociedade de Horticultura do Porto, a primeira sociedade hortícola em Portugal (1897), onde eram apresentadas espécies ornamentais e frutos para avaliação pelos membros. Embora não tendo realizado a sua formação neste estabelecimento, Jacinto assume um protagonismo significativo nas actividades da Sociedade associadas à homenagem póstuma a Marques Loureiro, demonstrando que, também ele, teria sido, de algum modo, marcado pelo ‘decano da horticultura portuguesa’.
Na sessão de 6 de Junho de 1899 da Sociedade de Horticultura do Porto, Jacinto de Matos informou que, em Julho, partia em viagem de estudo pelos principais centros hortícolas da Europa. A Sociedade de Horticultura deu-lhe plenos poderes para que ele a pudesse representar no estrangeiro e relacioná-la com todas as sociedades congéneres.

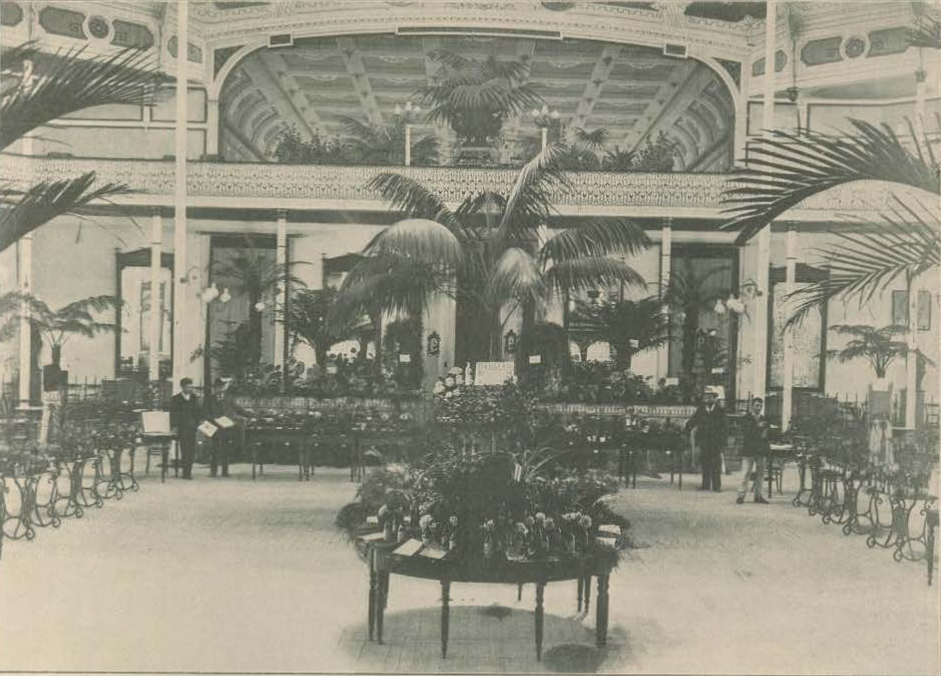
Exposição de Flores organizada por Jacinto de Matos no Casino Peninsular da Figueira da Foz em junho de 1905. Foto publicada na Ilustração Portuguesa de 24 de julho de 1905

A partir de 1882, organizou e participou em diversas exposições no Palácio de Cristal do Porto e no Ateneu Portuense. Participou também numa exposição de fruticultura em Alcobaça; outra de flores e fruticultura na Cúria; três exposições de crisântemos e fruticultura na Galiza, (Pontevedra e Vigo); uma exposição de rosas por si organizada em Vigo; e uma exposição de flores na Figueira da Foz.
No livro Jardins Históricos do Porto (Ed. Inapa, 2001), Teresa Andresen e Teresa Portela Marques enumeram alguns dos jardins e parques projectados por Jacinto de Matos em todo o país: Parque de São Roque, jardim da Ordem dos Médicos (à Arca d'Água), Parque da Curia, Parque das Pedras Salgadas, espelhos de água dos jardins da Presidência do Conselho de Ministros, Jardim da Fundação Eng. António de Matos, jardim da Ordem dos Médicos, Jardim municipal de Nisa, e, ainda existentes no Porto, a Quinta de S. Roque da Lameira e o jardim da Casa Allen (Casa das Artes) e a Quinta dos Salgueiros no Porto, onde do antigo arvoredo, sobrevivem ainda camélias, pinheiros, cedros, ciprestes-do-Buçaco, bétulas, prunus, magnólias, grevíleas, carvalhos-americanos e uma imponente faia. Foi ainda autor do Jardim do Cardal e do Jardim da Várzea, em Pombal.

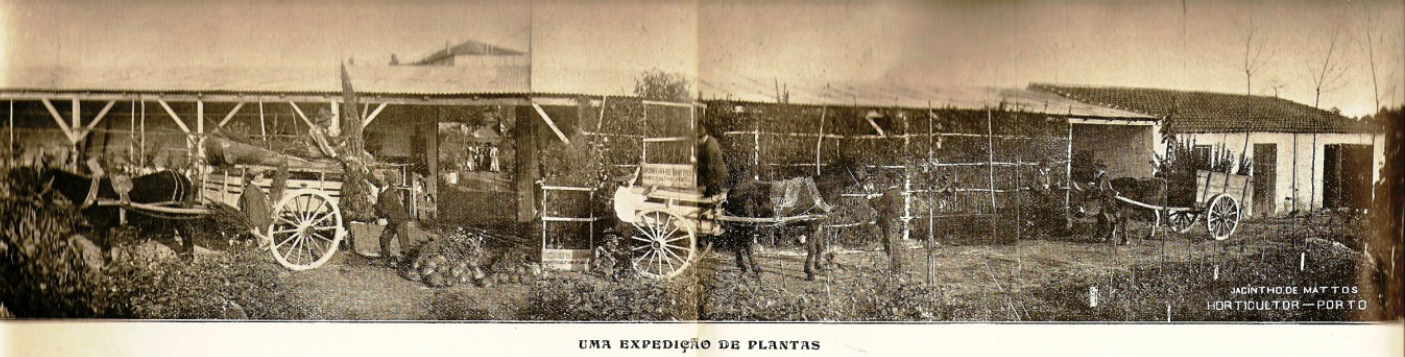
Expedição de Plantas na Quinta dos Salgueiros em Antas (Porto). ‘Catálogo Geral de Plantas e Sementes nº 28 (1910)’ de Jacinto de Matos

## Obra (por ordem geográfica)
Em 2009, Teresa Dulce Portela Marques estabeleceu a seguinte lista para os parques e jardins da sua autoria:
- Jardim de feitio antigo na Herdade de Luís de Sommer em Agolada de Cima, Coruche
- Jardim de Américo Martins Pereira, Albergaria-a-Velha
- Jardim público de Alcobaça, 1935 (estilo século XVII)
- Jardim público de Alijó
- Jardim Público da Anadia
- Jardim da Casa de Calvos, Arcos de Valdevez, década de 1910
- Jardim do Hospital de Arganil, 1924
- Avenida e jardim em volta da Capela do Senhor da Ladeira – Mont’Alto, Arganil, 1926
- Parque Municipal Infante D. Pedro, Aveiro, 1925-1927 / década de 1930
- Parque da Graça / Parque de Joaquim Pinto da Fonseca, Braga, 1900
- Termas de Caldelas, Braga, 1918-1923
- Jardins do Casino do Bom Jesus, Braga, 1927 / década de 1930
- Jardim do Capitão Francisco Meireles (Soutelo), Braga
- Jardim público de Cantanhede
- Jardim público de Castelo de Vide
- Jardim público de Chaves
- Reabilitação do Choupal, Coimbra
- Penedo da Saudade, Coimbra, 1930
- Jardim do Palácio da Justiça, Coimbra
- Jardim do Dr. Bissaia Barreto, Coimbra, 1925
- Jardim do Sr. Planas Dória, Coimbra
- Jardim do Sanatório de Cellas (Hospital Pediátrico de Coimbra), Coimbra
- Parque da Cidade (Parque Dr. Manuel Braga)de Coimbra, 1927
- Grande Parque de Turismo de Vale de Canas, Coimbra
- Jardim estilo século XVIII no Parque de Santa Cruz, Coimbra
- Jardim Sá da Bandeira (Av. Sá da Bandeira), Coimbra, 1928
- Avenida do Dr. Júlio Henriques, Coimbra
- Parque e Jardim do Sanatório da Colónia Portuguesa do Brasil (Hospital dos Covões), Coimbra, 1925
- Grande Parque e Lago das Águas de Curia, 1913-1926
- Jardins do Palace-Hotel, Curia, 1926
- Jardins do Hospital Visconde de Salreu, Estarreja, 1926-1935
- Jardim paisagem na propriedade de Victor de Ávila Perez, Estoril
- Jardim rural do Dr. Fernandes da Silva, Estoril
- Jardim século XVIII na Quinta da Costa, (Mouquim), Famalicão, 1932
- Jardim de Manuel Ferreira Barbosa, Famalicão
- Jardim de José Carlos Barbosa, Famalicão
- Jardim de Alfredo Ferreira, Riba d'Ave, Famalicão, 1919
- Jardim de Raul Ferreira, Riba d'Ave, Famalicão, 1922 / década de 1930
- Parque de Manuel Ferreira, Riba d'Ave, Famalicão
- Parque do Dr. António Mendes de Castro Vasconcellos (Casa de Cabeça de Porca), Felgueiras
- «Parque dos Marqueses de Gouveia (Mata da Cerca)». , Gouveia
- Jardim público da Guarda
- Parque e jardim de Altino Cunha (Ronfe), Guimarães
- Jardins de Narciso Lobo (Ronfe), Guimarães
- Jardim de Belmiro Mendes d’Oliveira, Guimarães
- Jardim estilo séc. XVIII na Quinta da Costa, Guimarães, 1932
- Jardim Público de Guimarães
- Jardim de Amadeu de Carvalho, Guimarães
- Jardim de José Ribeiro, Guimarães
- Jardim público de Lamego, 1930
- Parque de Ernesto Nogueira Pinto, Leça da Palmeira (destruído)
- Parque de D. Adelaide Nogueira Pinto, Leça da Palmeira (destruído)
- Jardim e Parque na Quinta de São Cristóvão, Paço do Lumiar (Quinta de N. Sra. da Paz e Quinta de São Cristóvão), Lisboa, 1934
- Jardim século XVIII e Parque na Quinta da Ameixoeira (Quinta de Santa Clara), Lisboa, 1929-1932
- Tabuleiro com espelho de água dos jardins da secretaria da Presidência do Conselho (Casa e Quinta de S.Bento), Lisboa, 1938
- Jardins estilo século XVIII fronteiro à Câmara Municipal da Lousã, 1934
- Parque da Casa da Costilha, propriedade de Luiz Otto Burmester, Lousada, 1902
- Jardins século XVIII na Casa de Ronfe, Meinedo, Lousada
- Jardim público da Mealhada
- Jardim público de Mira
- Palácio da Brejoeira, Monção, 1901-1910
- Jardim público de Murtosa
- Jardim público da Nazaré
- Jardim de Francisco Machado Guimarães, Negrelos, Santo Tirso
- Jardins do roseirista-amador Alberto de Figueiredo, Nine e Porto
- Jardim público de Nisa, 1932
- Jardim de Júlio Borges, Oliveira de Azeméis
- Jardim de Alzira Ferreira da Silva, Paredes
- Parque das Pedras Salgadas, 1889
- Jardim público de Poiares
- Jardim público de Pombal
- Propriedade de Guilherme Andresen, Porto, 1898
- Parque de Hermann Burmester, Porto
- Parque de José Zagallo Ilharco, Porto
- Jardim de Guilherme Hitzeman, Porto
- Jardim de Eduardo Honório de Lima, Porto
- Jardim de Adriano Ramos Pinto (Quinta de S. Roque da Lameira), Porto
- Jardim de António Manuel de Almeida (Casa Nova, Fundação Eng. António de Almeida), Porto
- Jardim de Joaquim Aires de Gouveia Allen (Casa de S. Miguel, Casa Allen, hoje Casa das Artes), Porto
- Jardim de A. Amorim Pinto, Porto
- Jardim de Rita Ferreira (Casa do Médico), Porto
- Jardim de Raul Ferreira (Sede da CCDR-N), Porto
- Jardim de Manuel Ferreira (Sede da AEP), Porto, 1919
- Jardim do Comandante João de Paiva (Foz), Porto
- Jardim de José Manuel Cabral, Porto
- Jardim de David Ferreira da Silva (Azevedo, Campanhã), Porto
- Jardim de Augusto da Silva Spratley da Silva Júnior, Porto
- Jardim de Álvaro de Magalhães Júnior, Porto
- Jardim de Carlos Cardoso, Porto
- Jardim de Henrique Serrano, Porto
- Jardim de José Pereira de Araújo, Póvoa do Lanhoso
- Jardim da Praça do Almada, Póvoa de Varzim, 1918-1919
- Jardim público de Resende
- Parque de N. Sra. dos Milagres. S. João da Madeira, 1930
- Parque do Bonfim, Setúbal
- Ajardinamento do cais do novo porto marítimo, Setúbal
- Transformação do Jardim Luísa Todi, Setúbal
- Quinta do Bom Retiro, Tabuaço, 1922
- Jardim público de Tomar
- Jardim de Salus, Vidago
- Jardim do Eng. Almeida Braga (Boega Hotel, Gondarém), Vila Nova de Cerveira
- Jardim de Augusto Spratley da Silva, Vizela
- Parque do Belvedere, Pontevedra, Espanha[5]
- Jardim Botânico de Lourizán, Pontevedra, Espanha[6]
- Jardim de D. Garra, Galiza

## Catálogo de Jardins e Parques

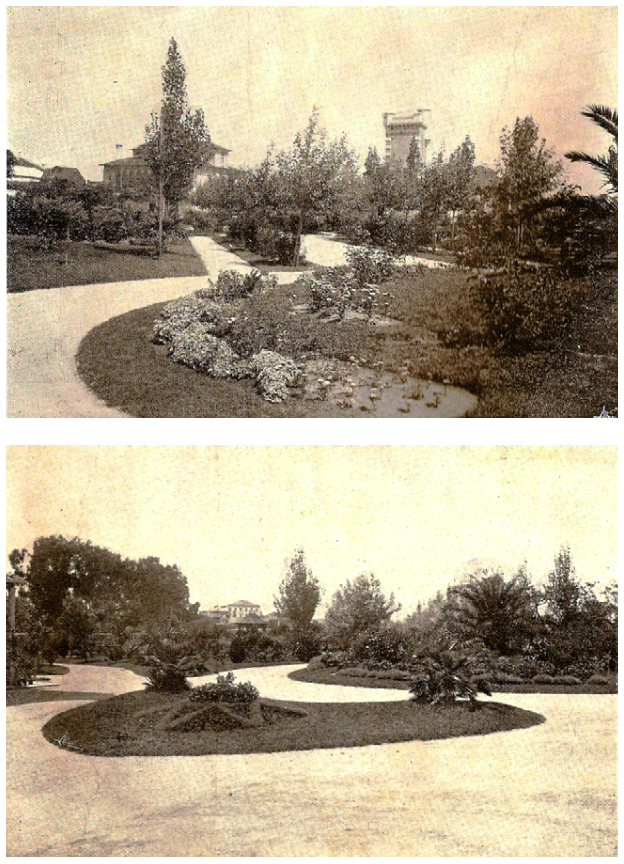
Leça da Palmeira. Jardim da casa de Ernesto de Nogueira Pinto. Catálogo Geral de Plantas e Sementes – Jacinto de Matos, nº 28, 1910.
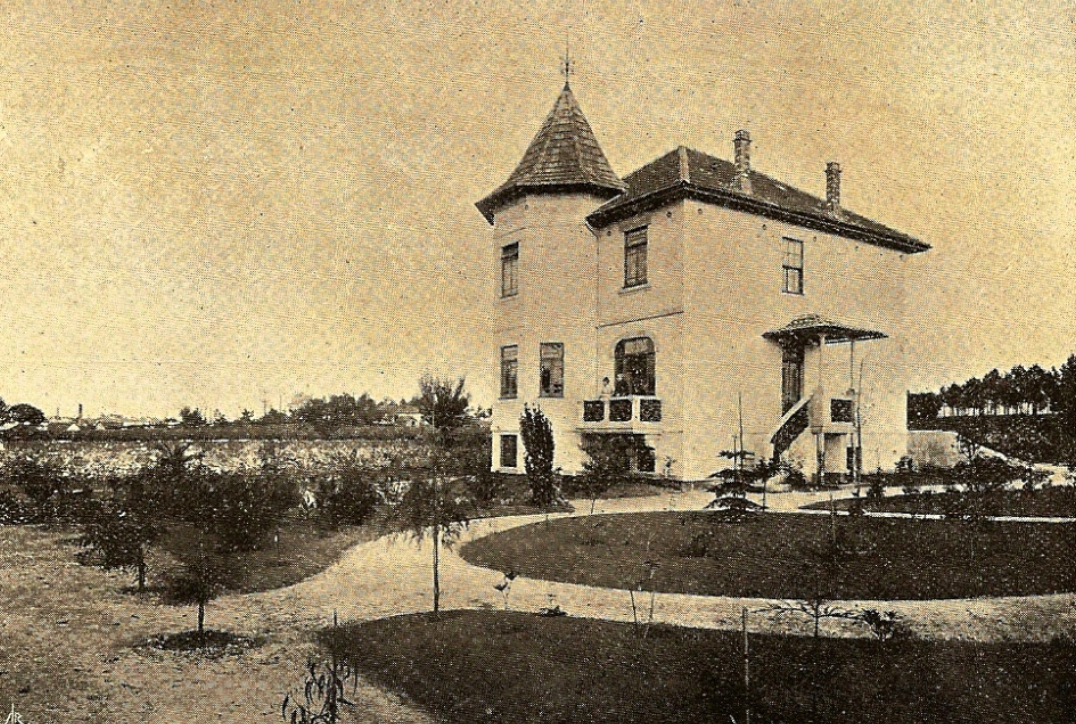
Porto, Casa de José Zagallo Ilharco. Catálogo Geral de Plantas e Sementes – Jacinto de Matos, nº 28, 1910.
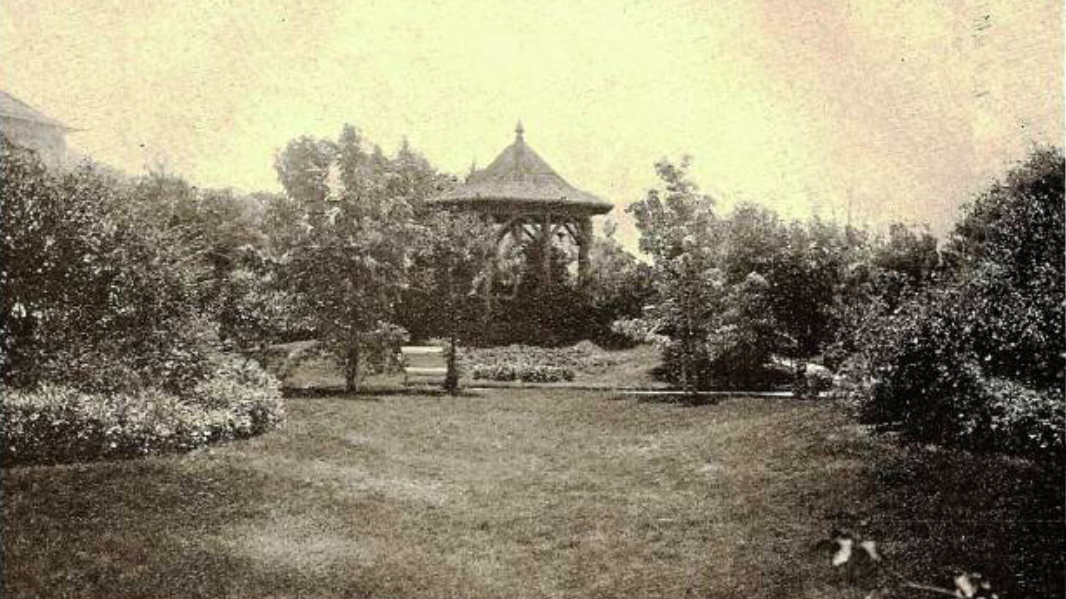
Leça da Palmeira, Jardim de Adelaide Nogueira Pinto. Catálogo Geral de Plantas e Sementes – Jacinto de Matos, nº 28, 1910.
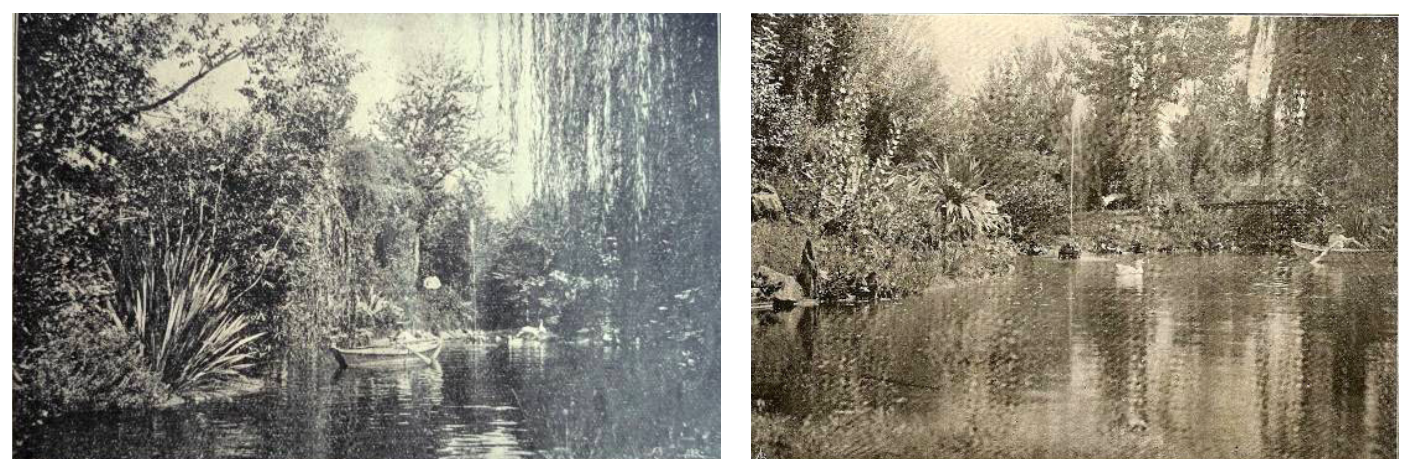
Braga, Lago naturalizado no Parque de Joaquim Pinto da Fonseca, apresentado no catálogo de Jacinto de Matos de 1904 e no catálogo de 1910.
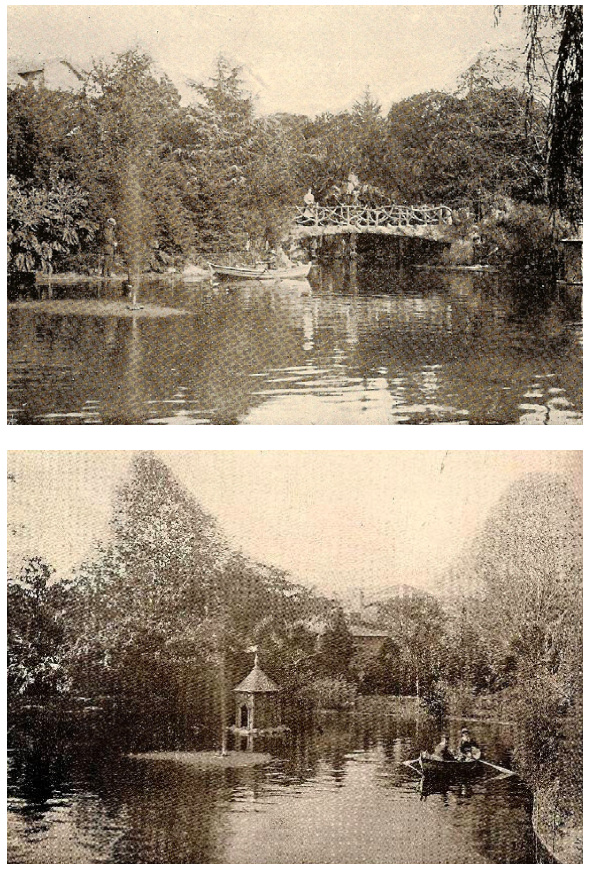
Porto, Lago do Parque de Hermann Burmester. Fotografias publicadas no Catálogo Geral de Plantas e Sementes – Jacinto de Matos, nº 28, 1910.
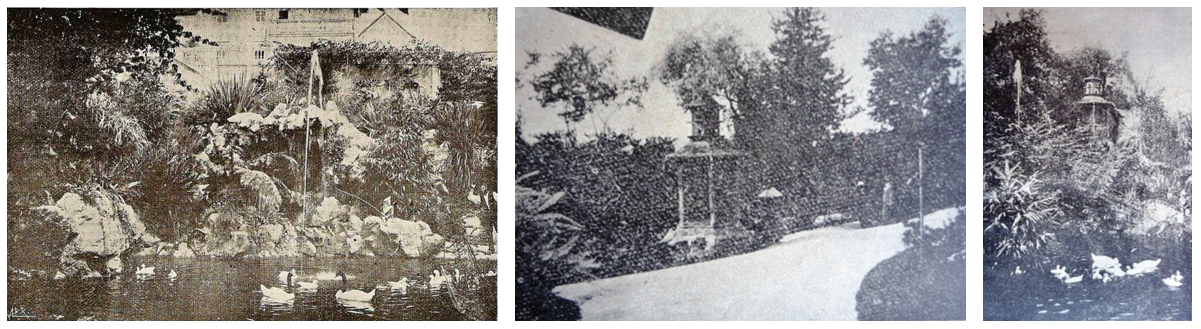
Lousada, freguesia de Cristelos. Parque da Casa da Costilha, propriedade de Luiz Otto Burmester, fotografias publicadas no catálogo nº 20 de Jacinto de Matos, para 1904. Lago, gruta e passarinheira.
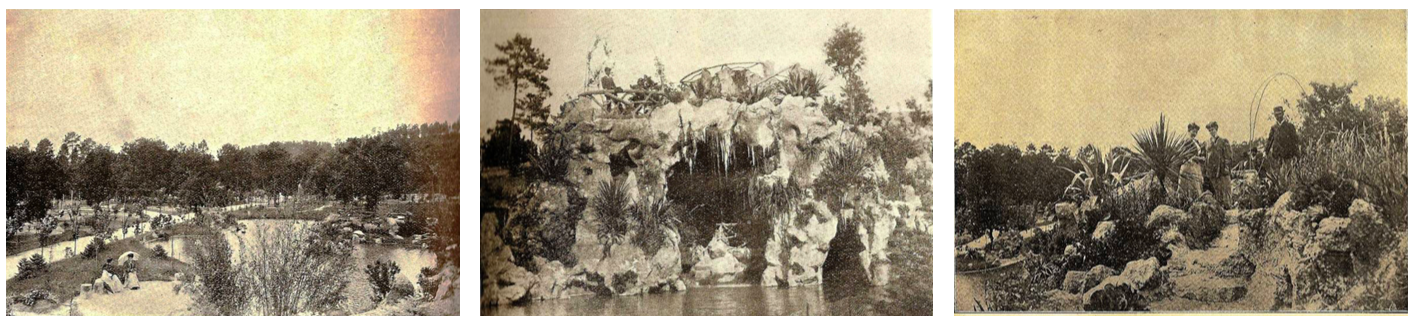
Felgueiras. Parque de António Mendes de Castro Vasconcellos ou Casa de Cabeça de Porca. Fotografias publicadas no catálogo nº 28 (1910) da Casa Jacinto de Matos. A alameda dava acesso ao lago, à gruta-miradouro e ao jardim alpino.
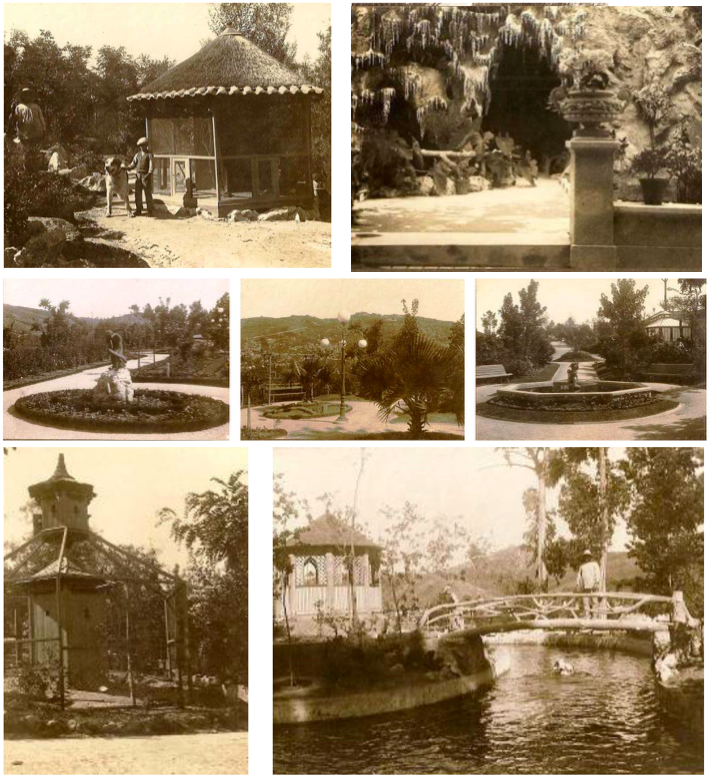
Riba d'Ave, Famalicão. Casa de Raul Ferreira, conde de Riba d'Ave. Fotografias de 1922 publicadas no catálogo da Casa Jacinto de Matos.
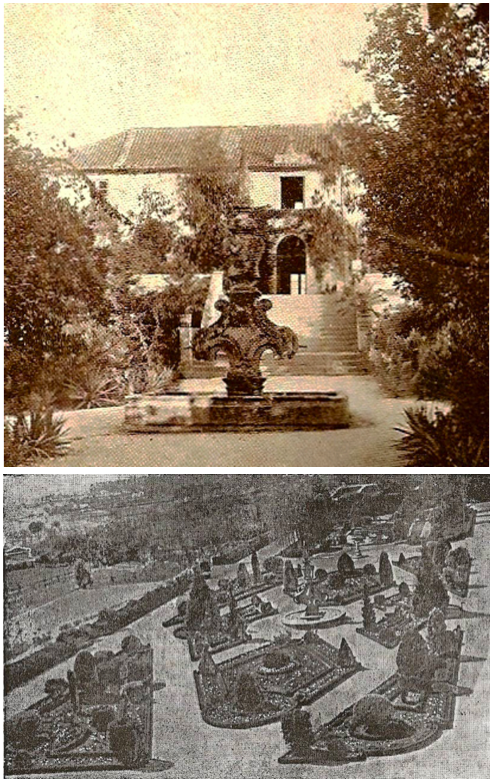
Mouquim, Famalicão. Jardim da Quinta da Costa. Fotografias publicadas no catálogo da Casa Jacinto de Matos.
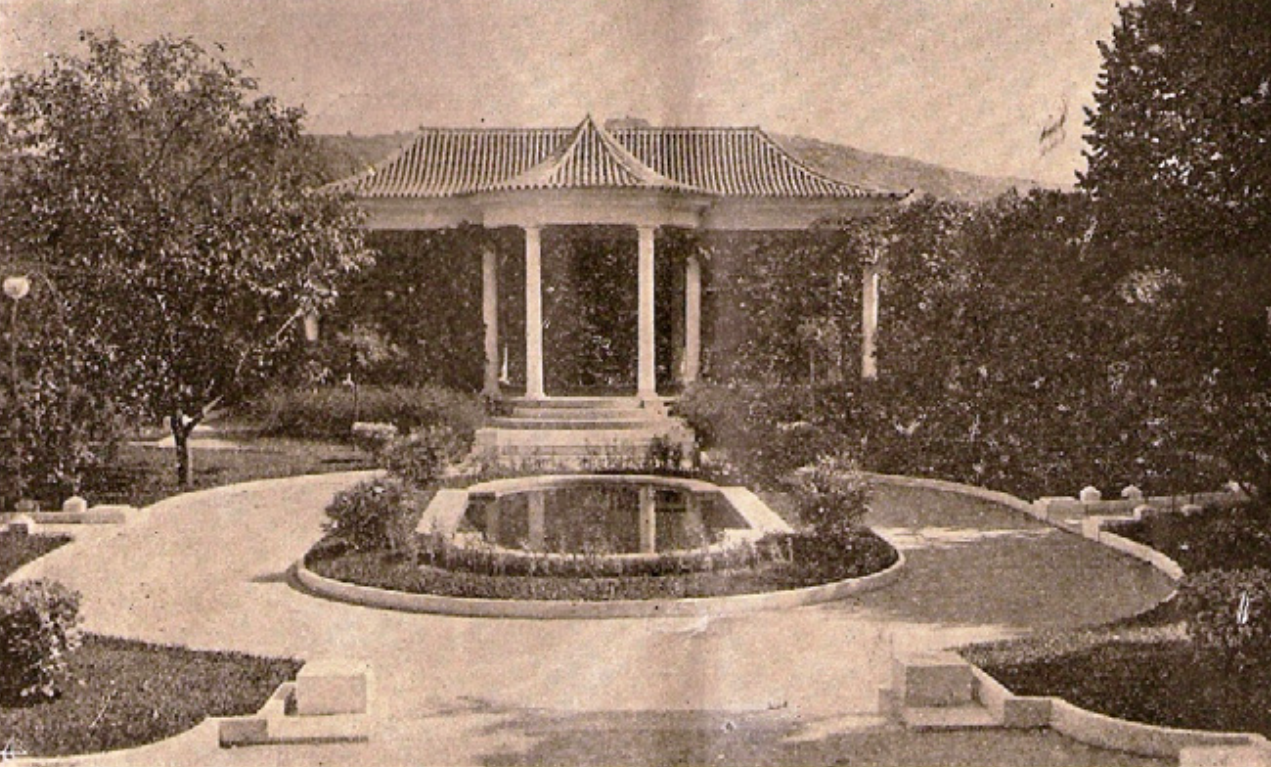
Riba d’Ave, Famalicão. Pavilhão e Jardim de Manuel Ferreira. Fotografias publicadas no catálogo da Casa Jacinto de Matos.

### Parque das Pedras Salgadas, Vila Pouca de Aguiar, 1889

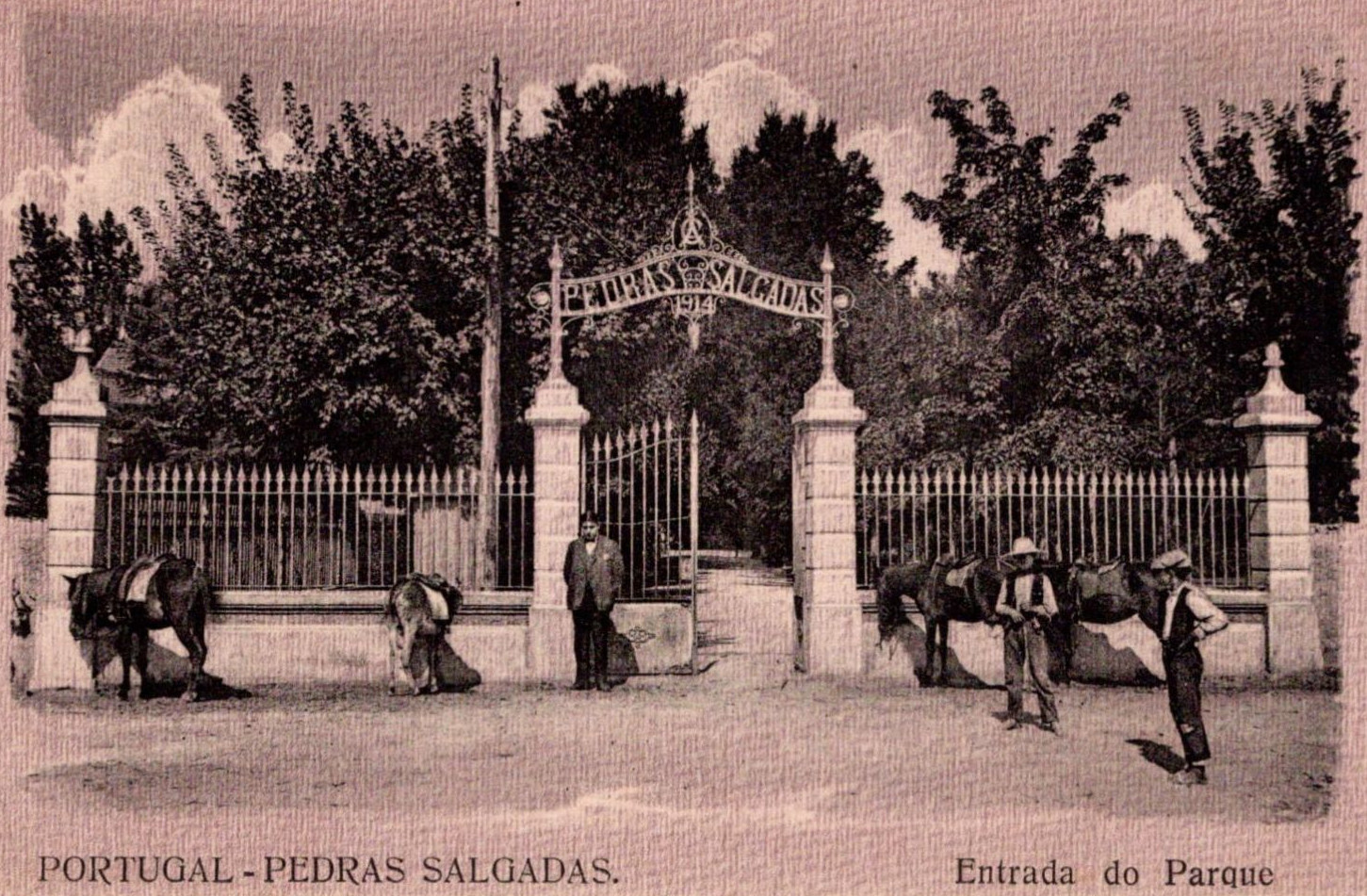
Entrada.
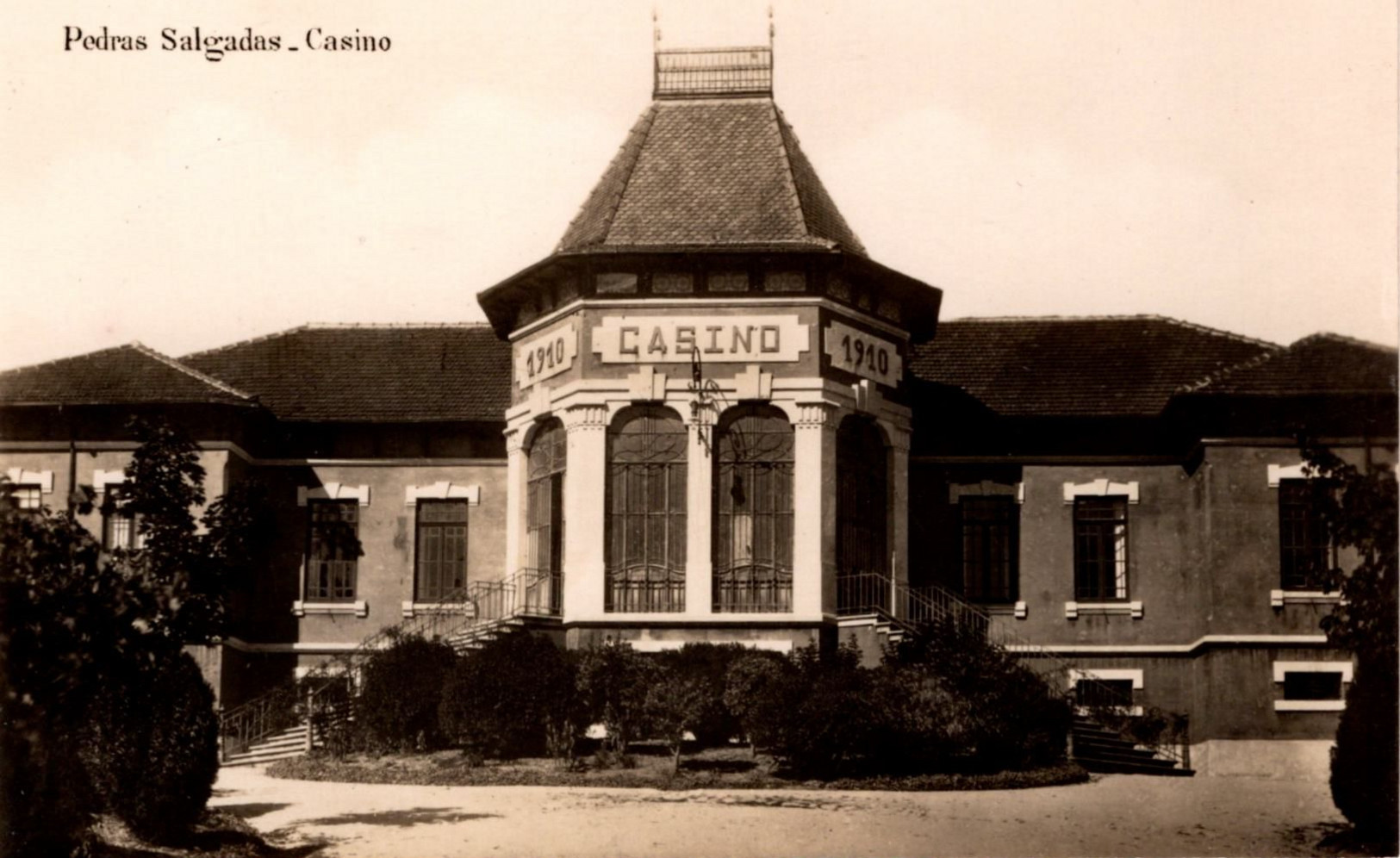
Casino.
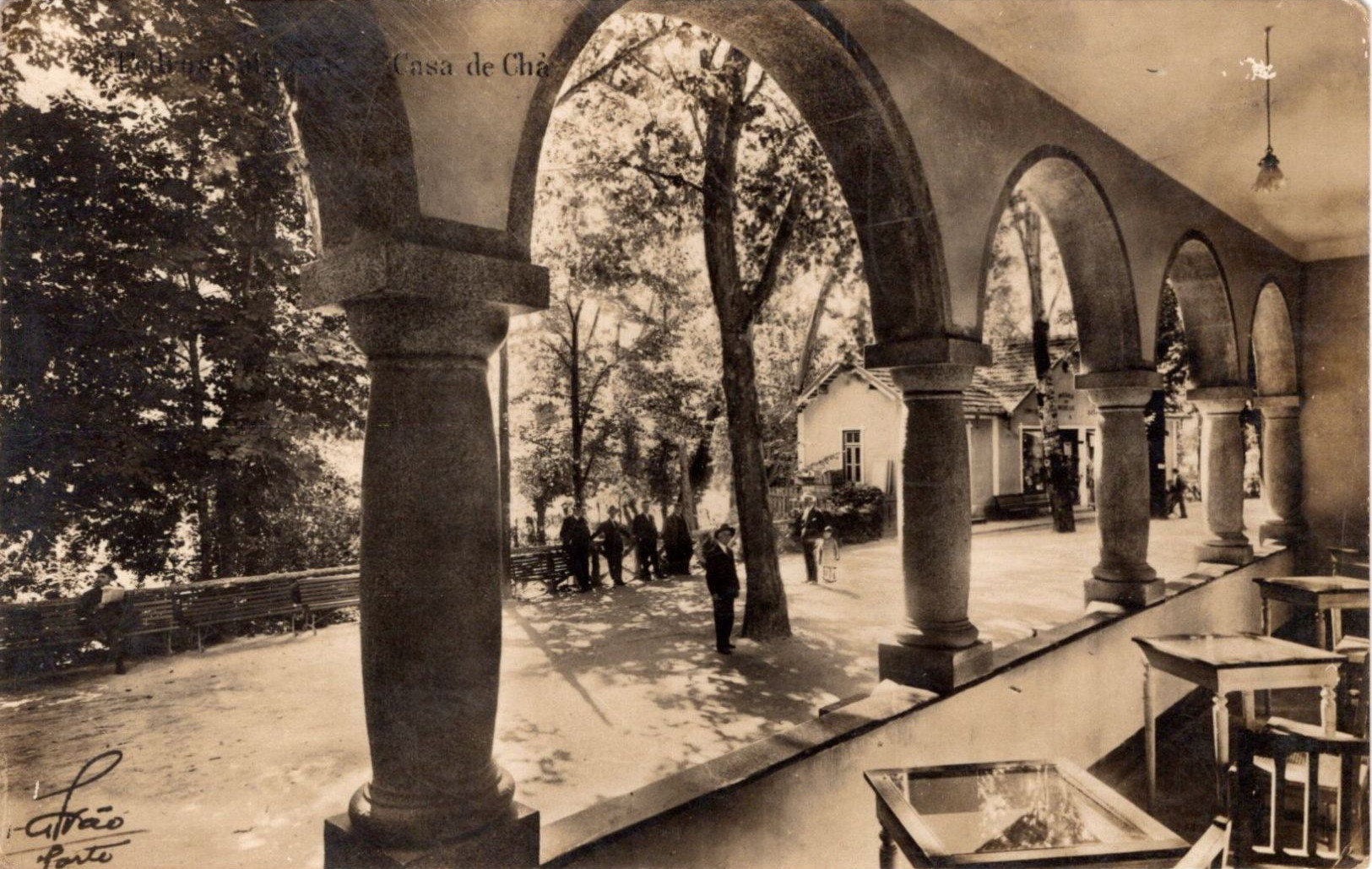
Casa de Chá.
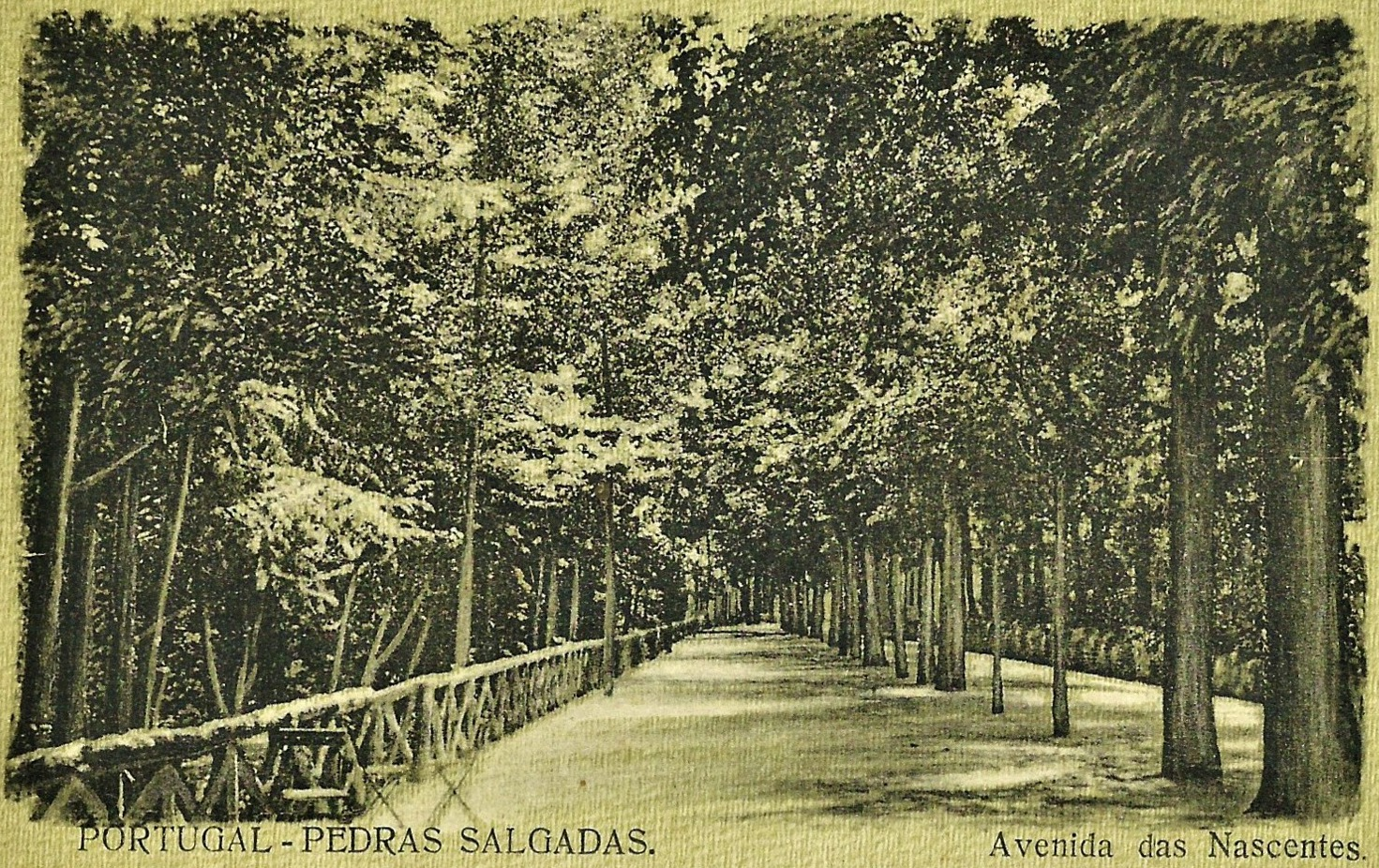
Avenida das Nascentes.
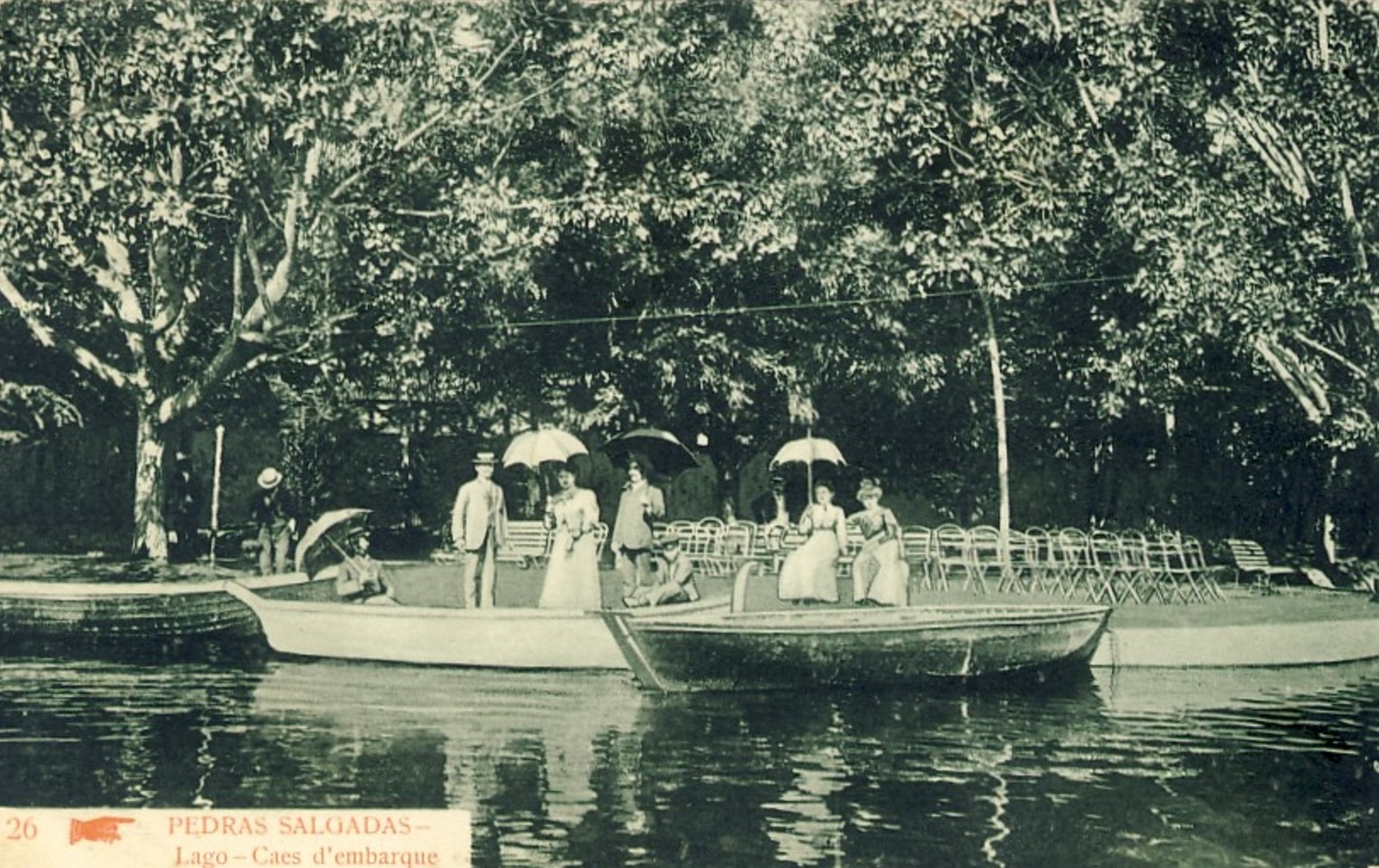
Cais d'embarque.
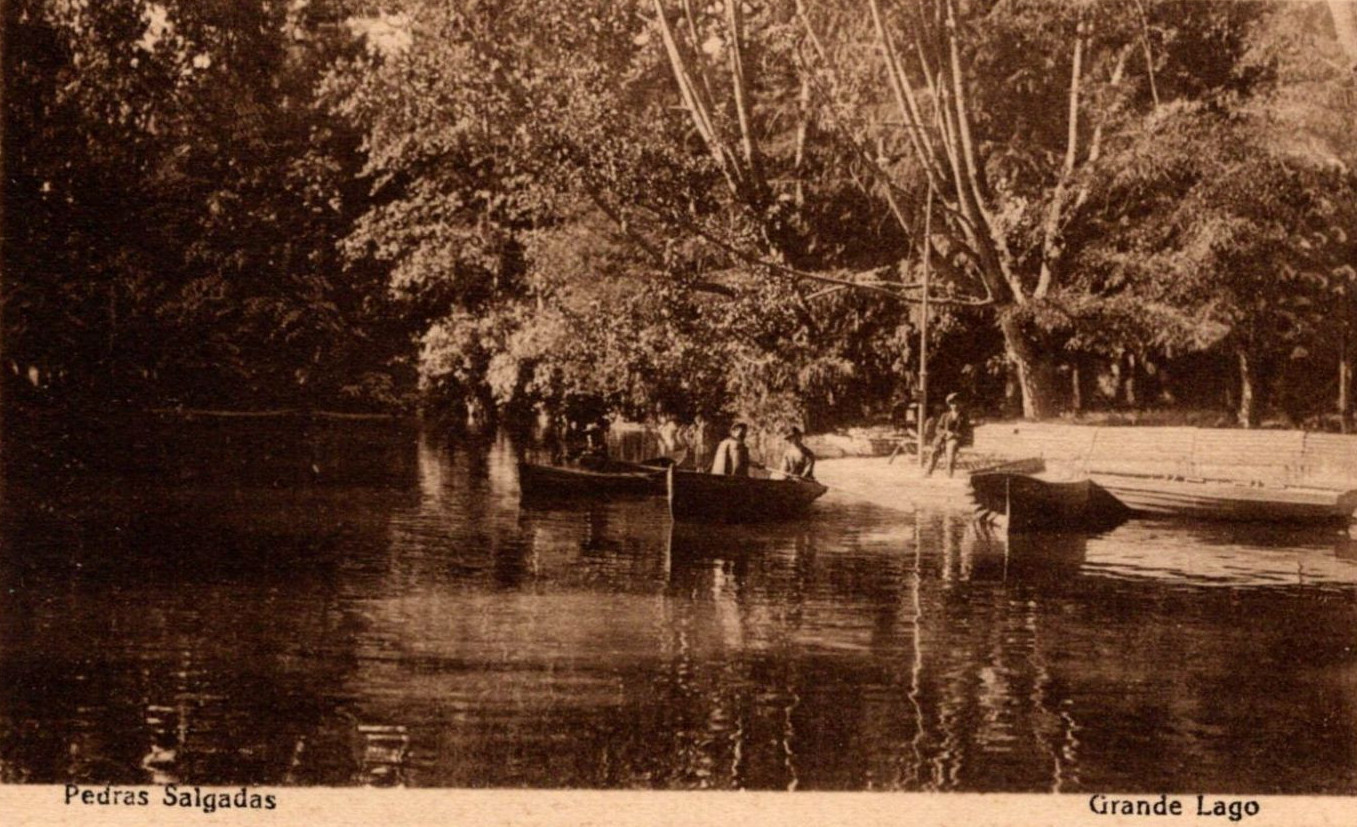
Lago.
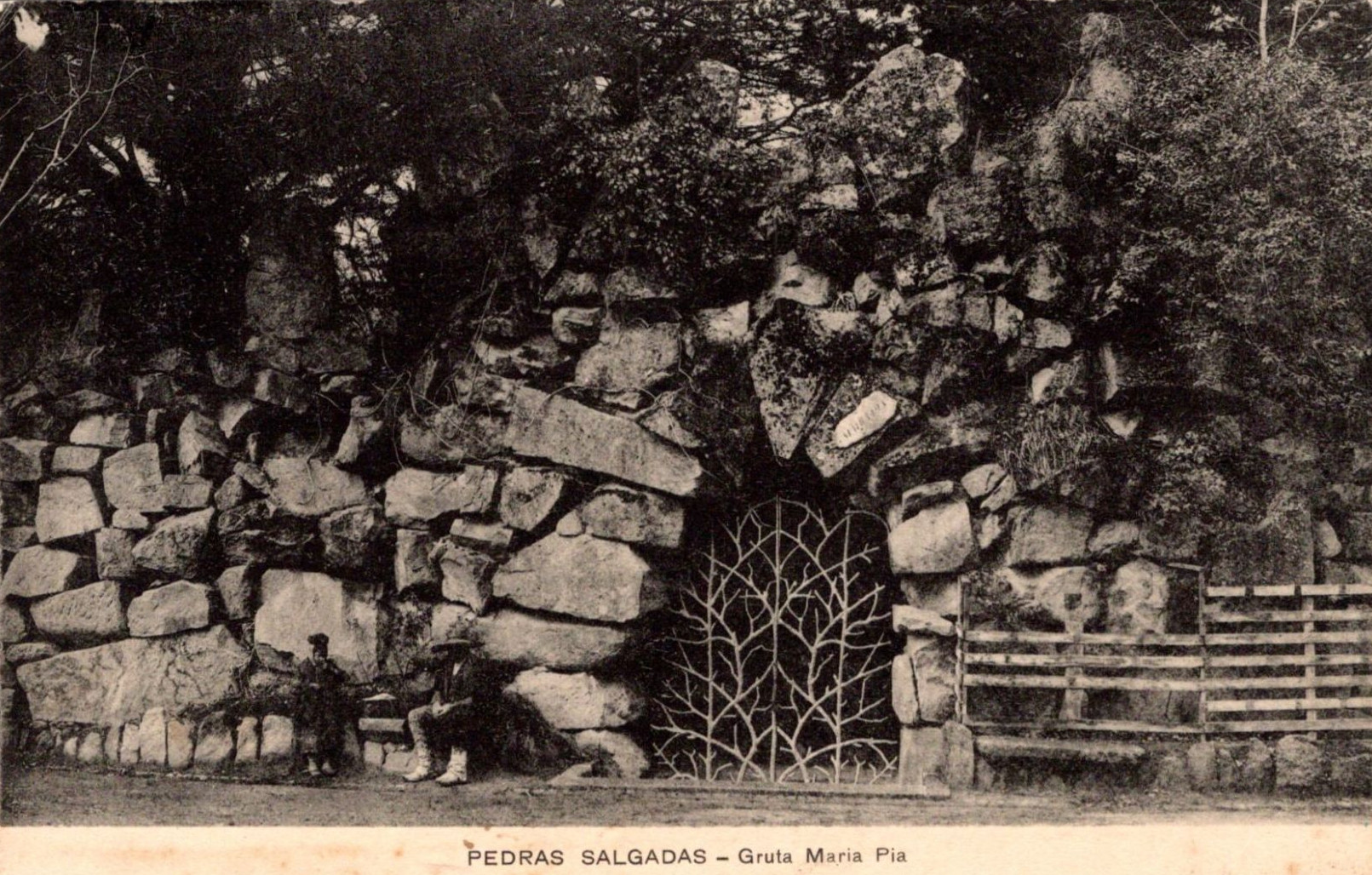
Gruta Maria Pia.
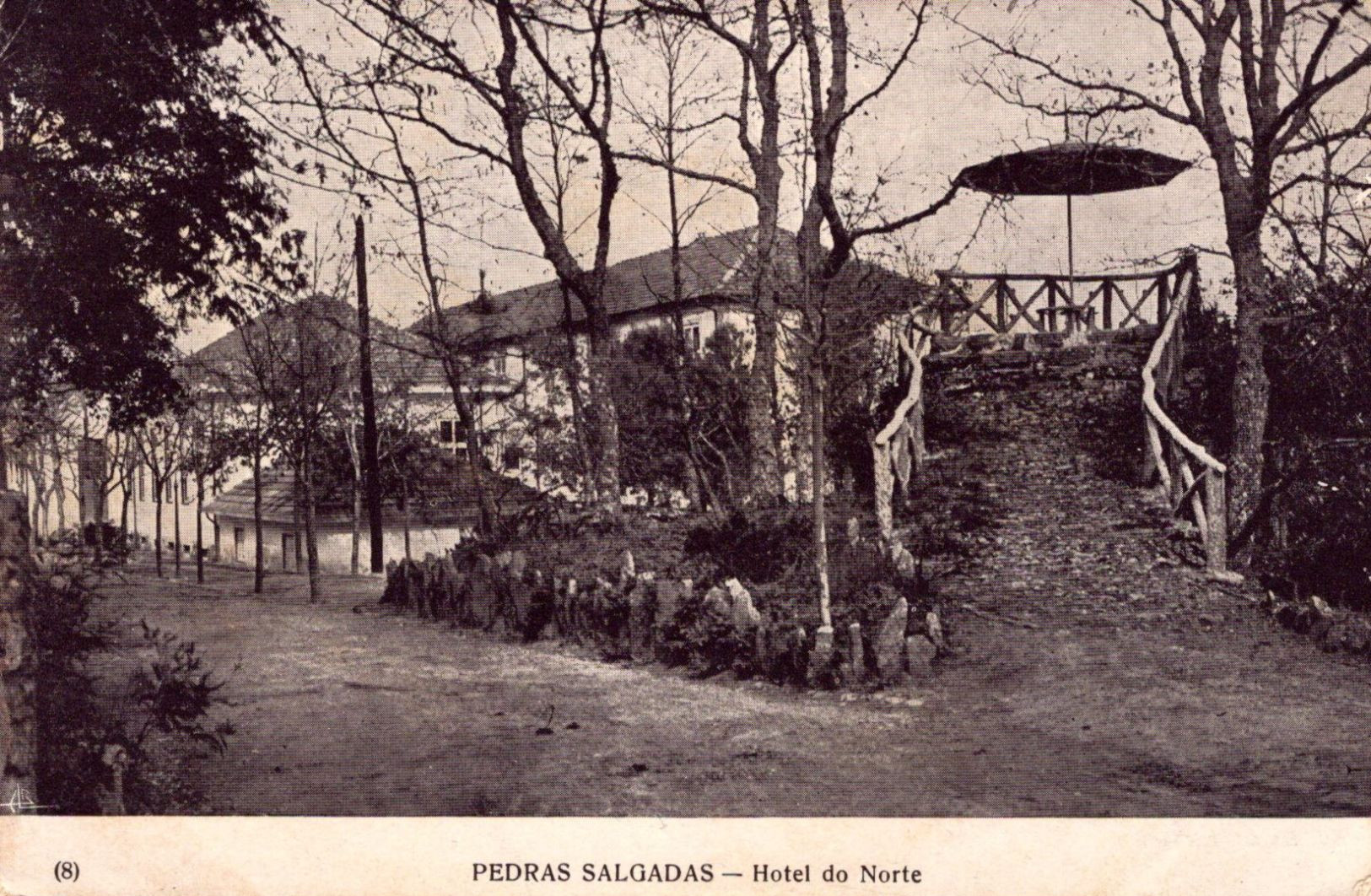
Hotel do Norte.
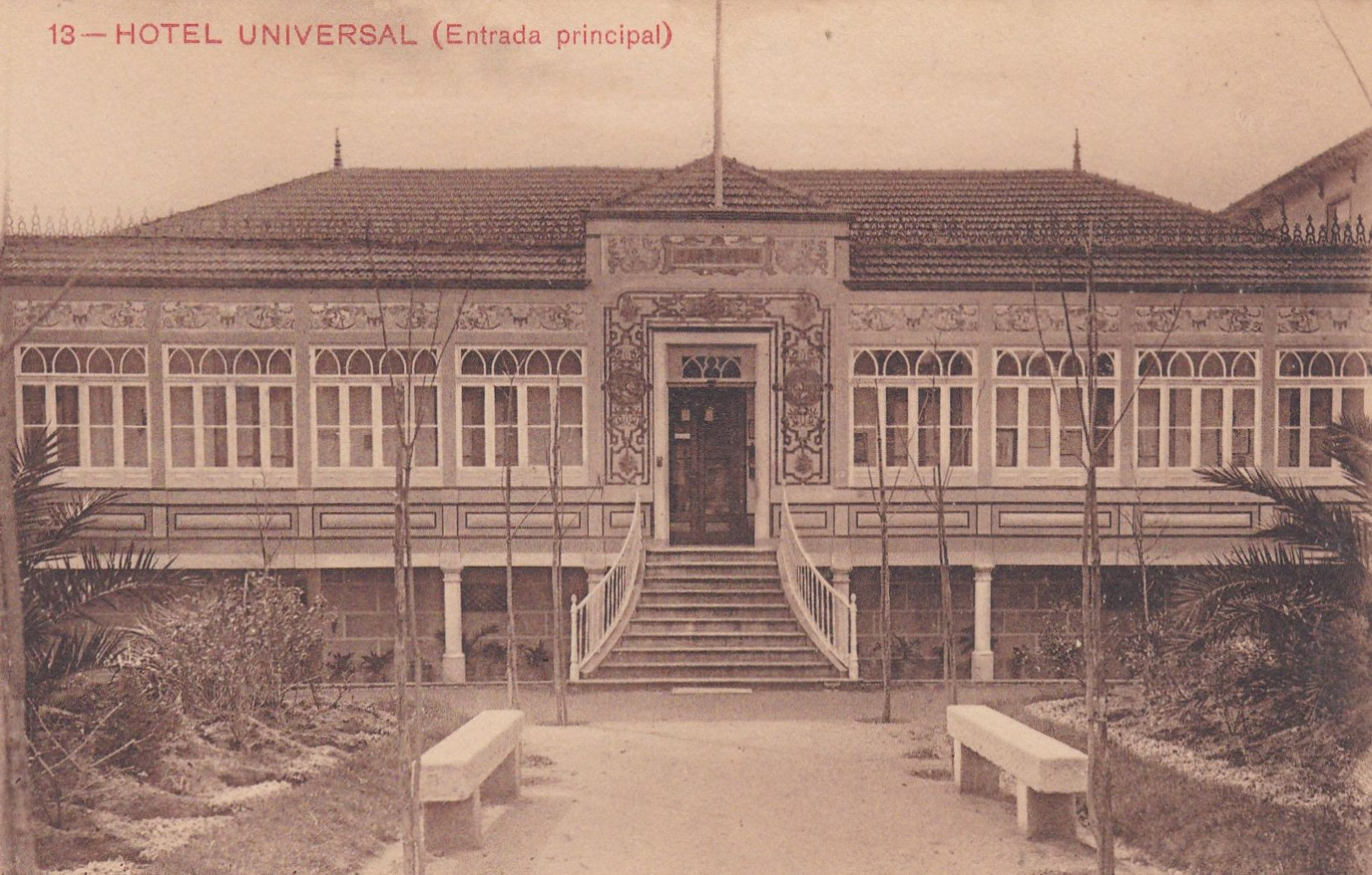
Hotel Universal.
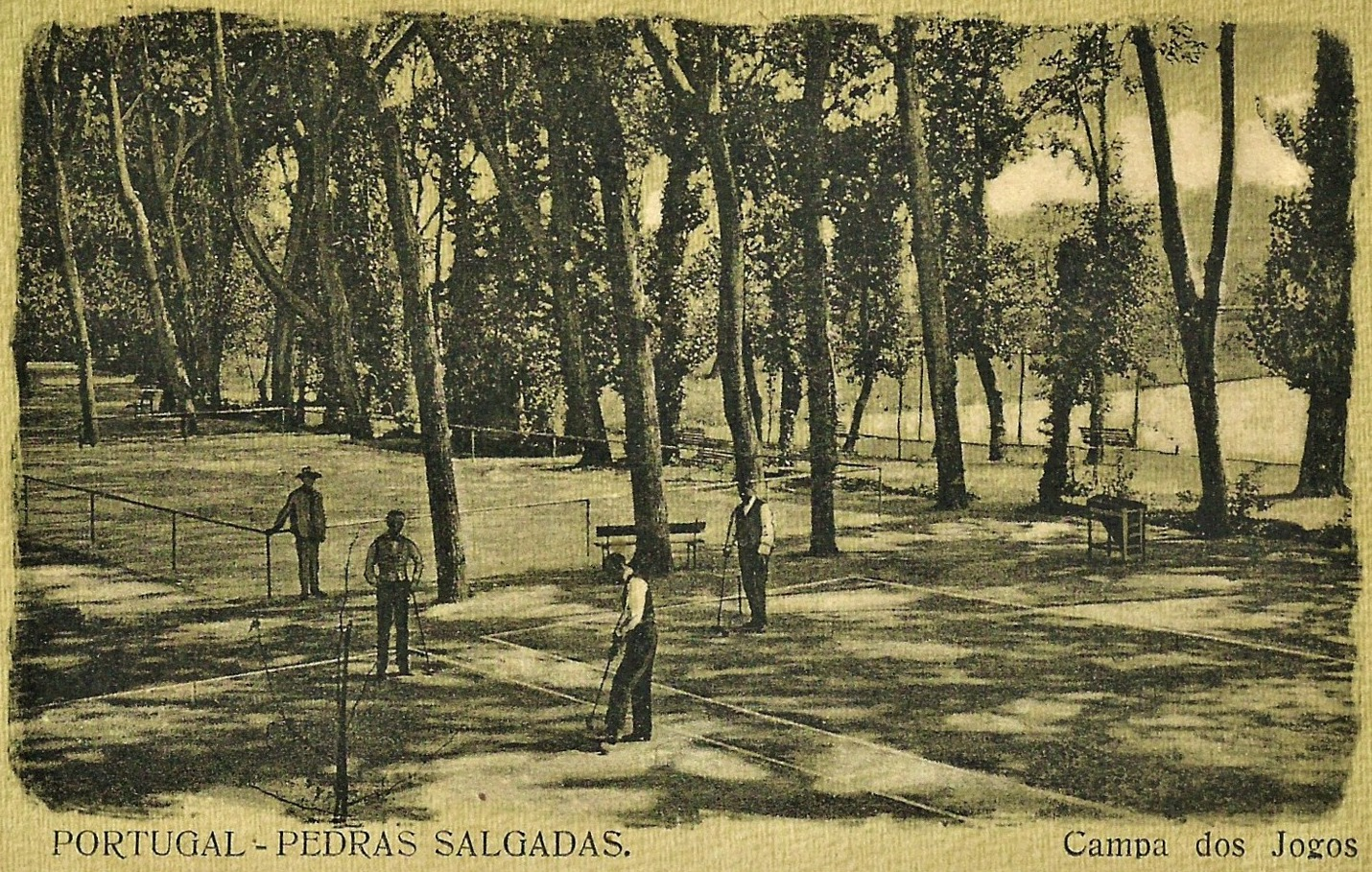
Campo de Jogos.
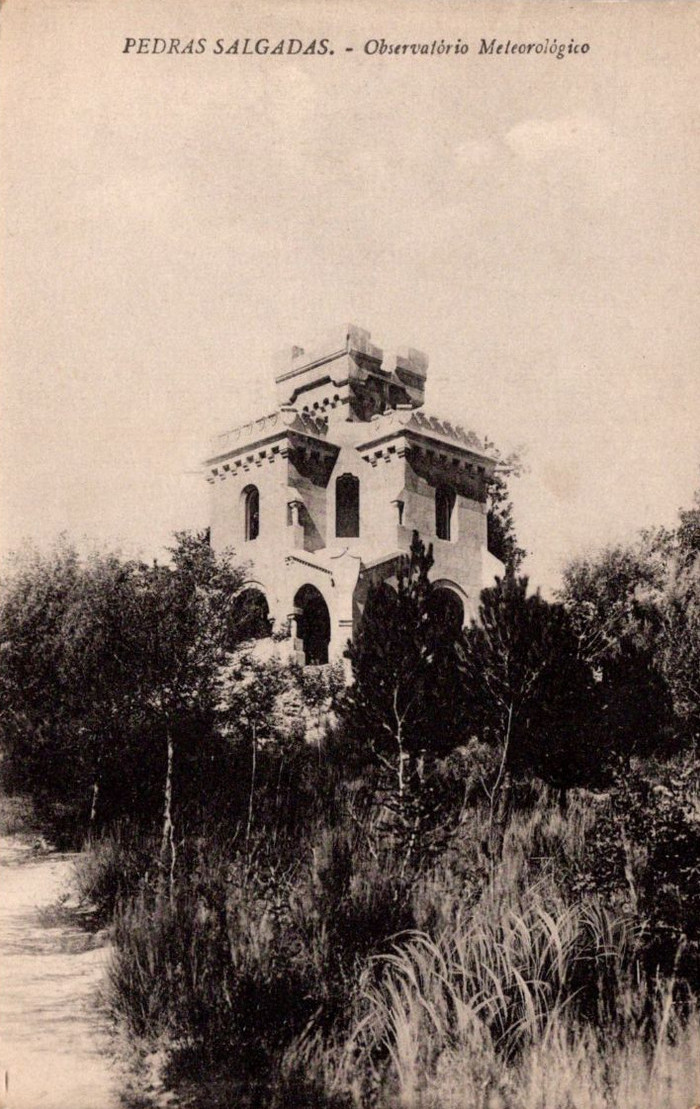
Observatório.
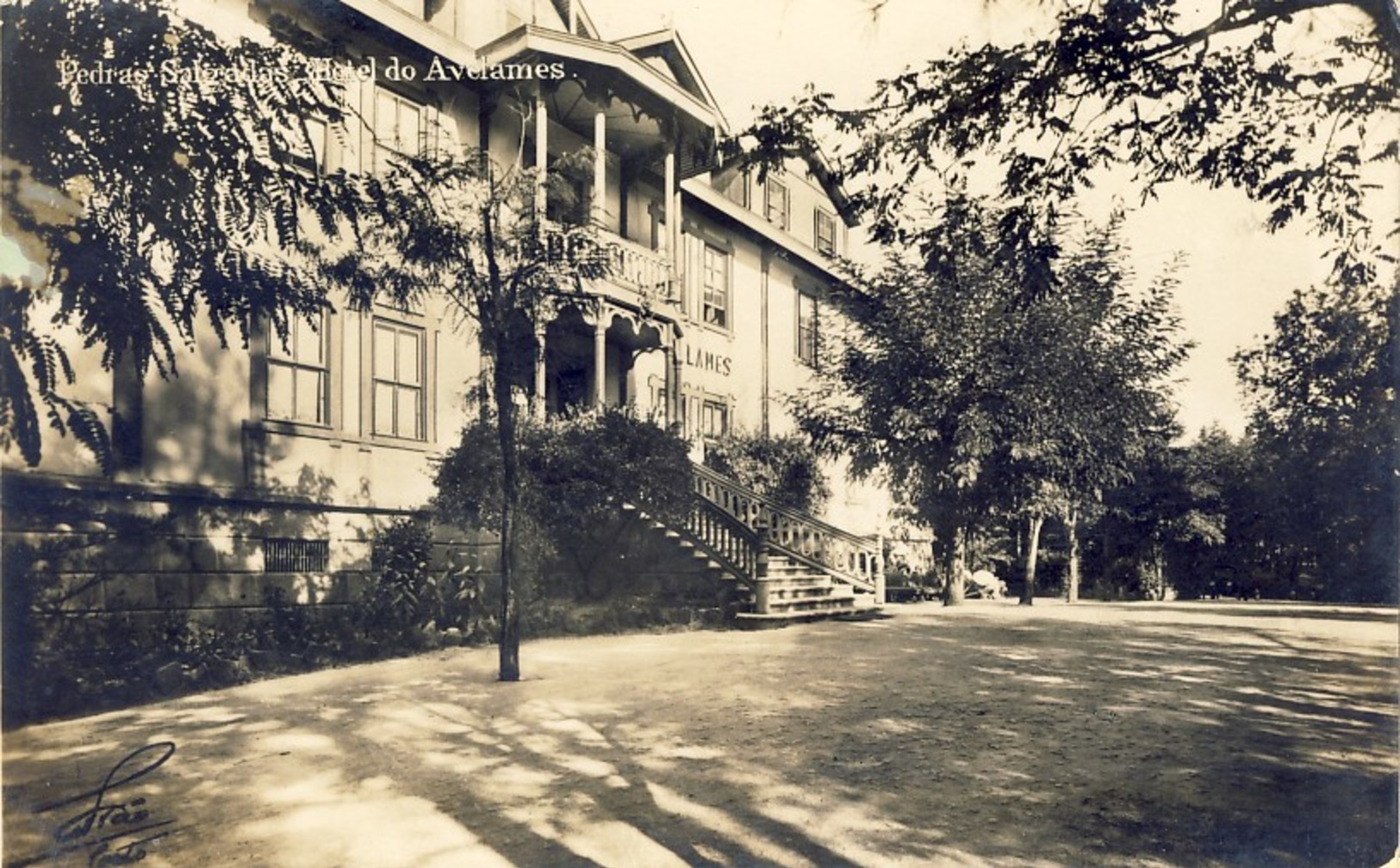
Hotel do Avelames.

### Palácio da Brejoeira, Monção, 1901-1910

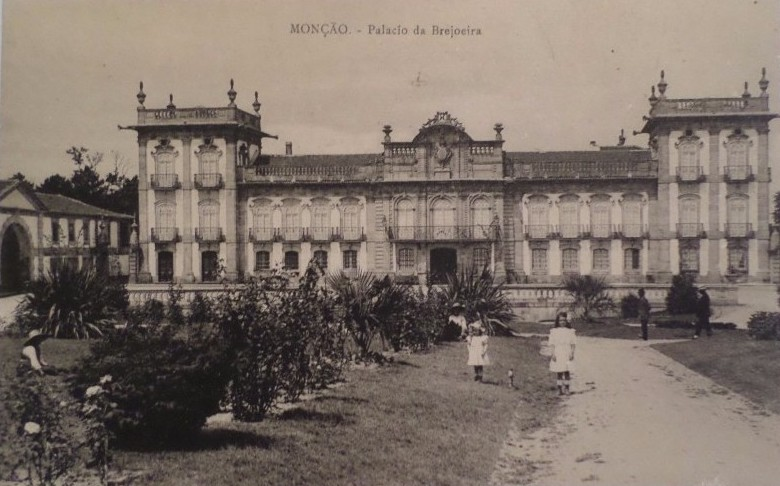
Parterre.
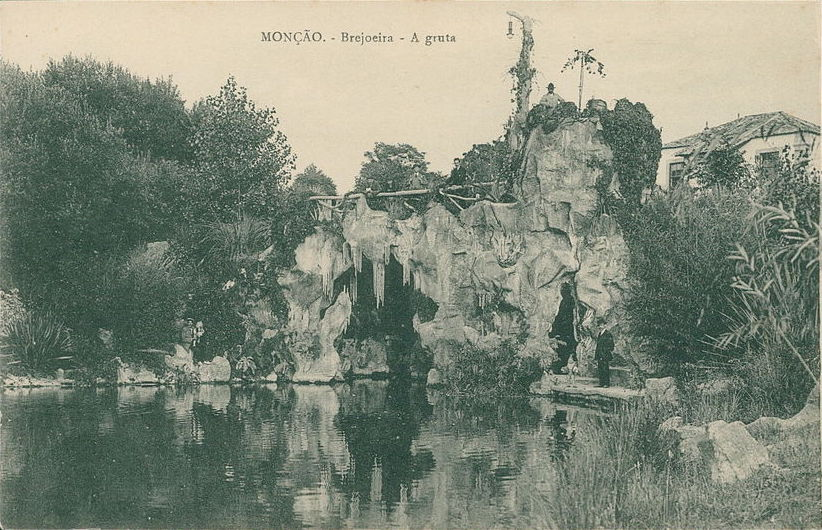
Gruta.
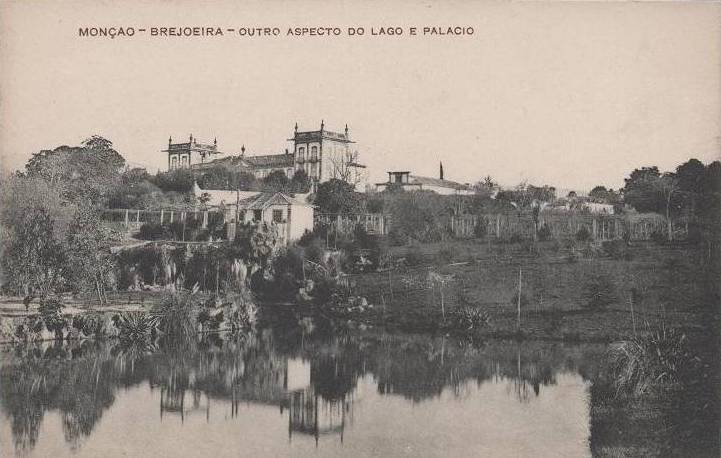
Lago.
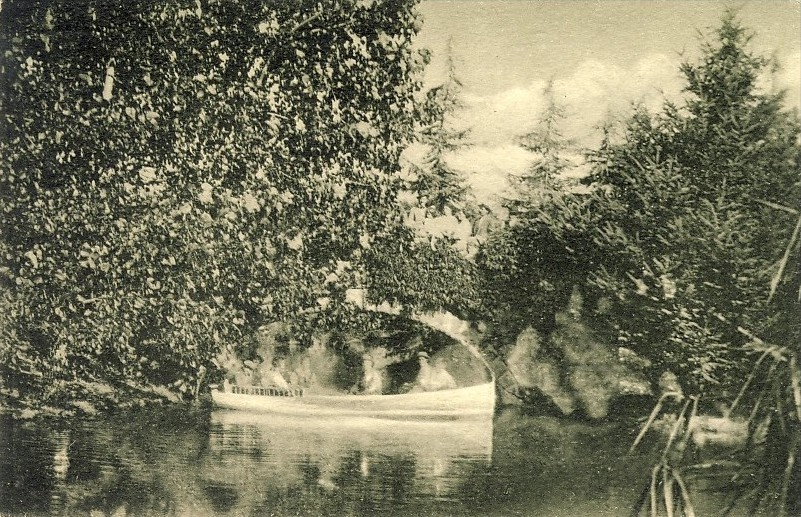
Passeio de barco.
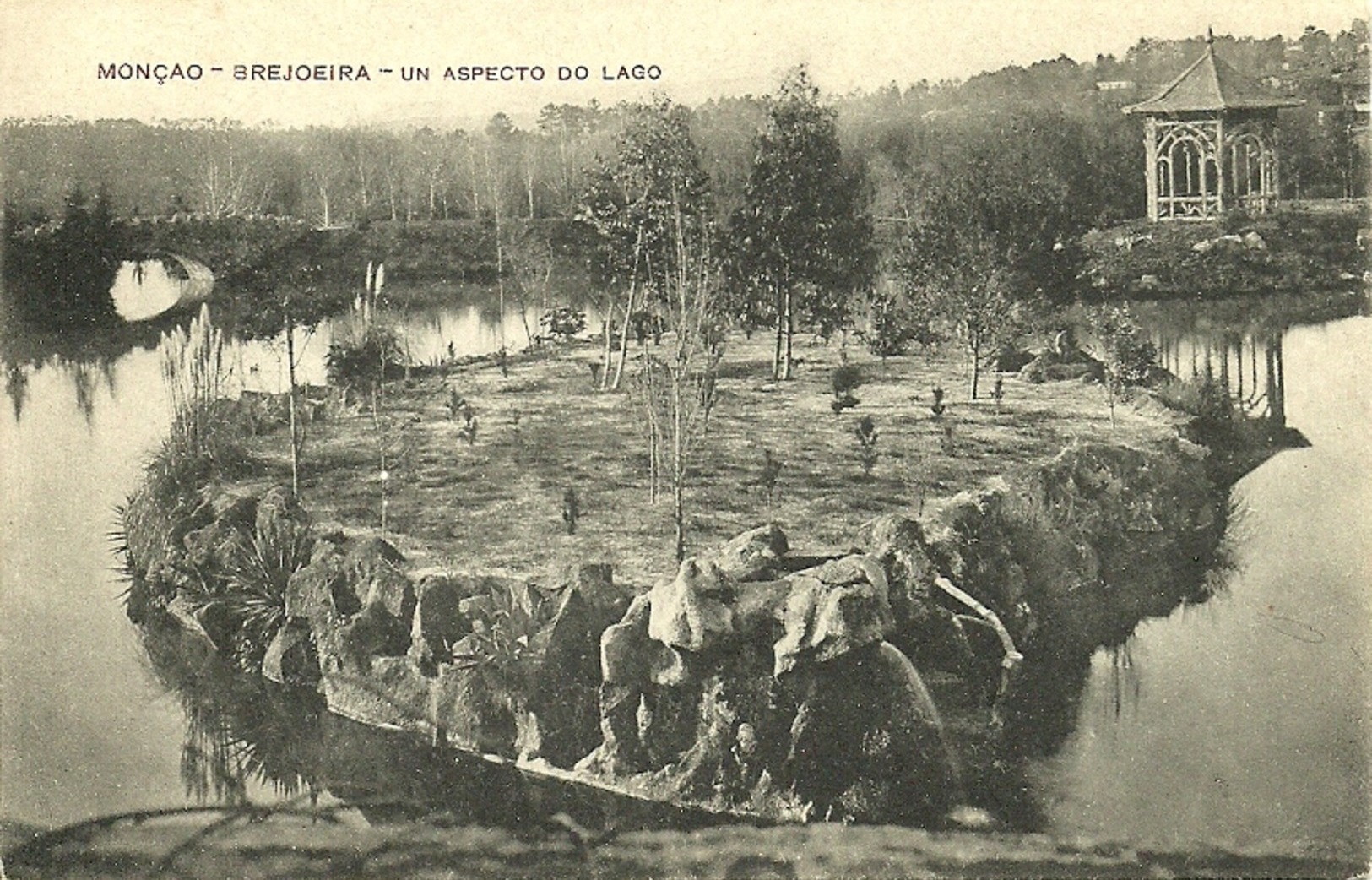
Ilha.

### Termas de Caldelas, 1918-1923

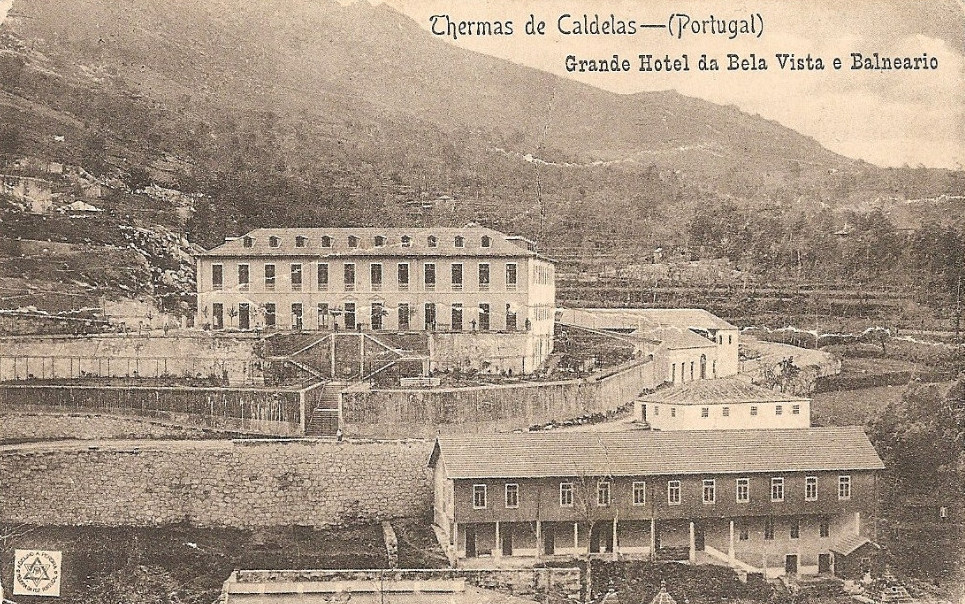
Hotel Bela Vista e Balneário.
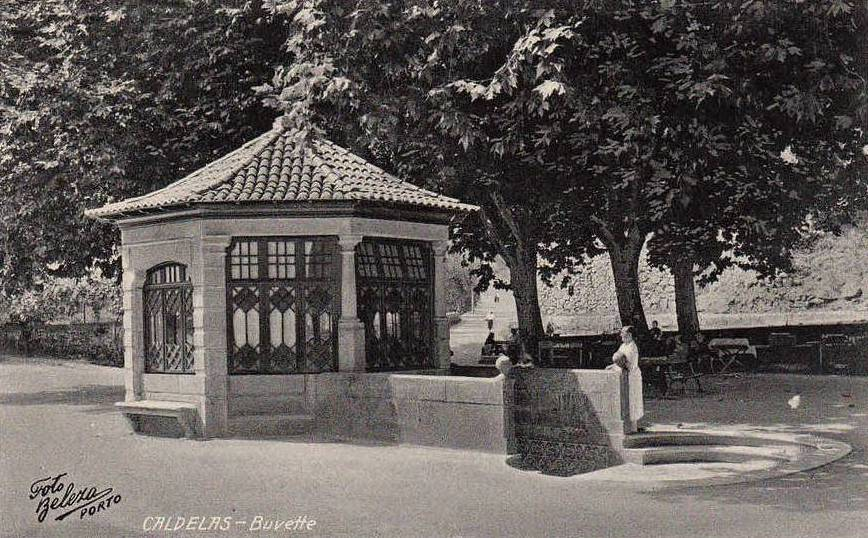
Buvette.
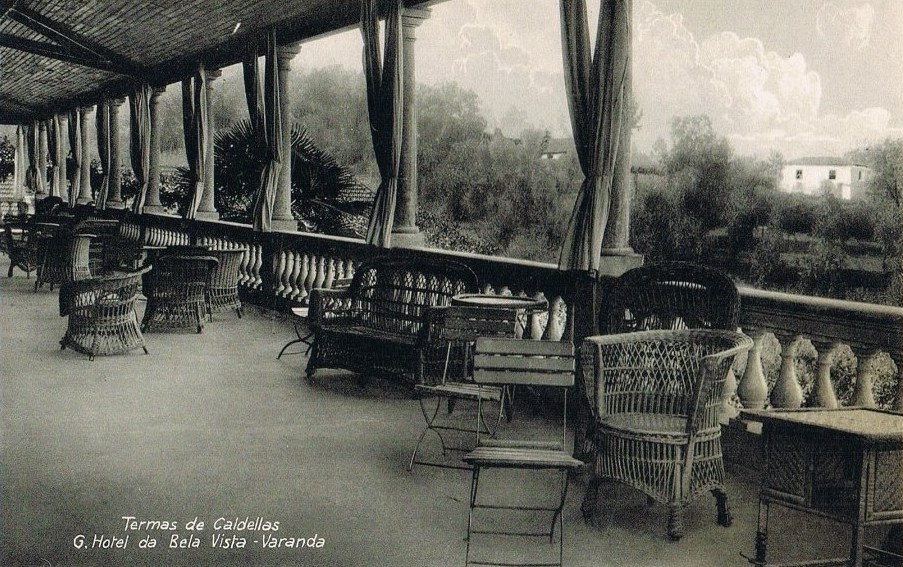
Varanda do Hotel Bela Vista.
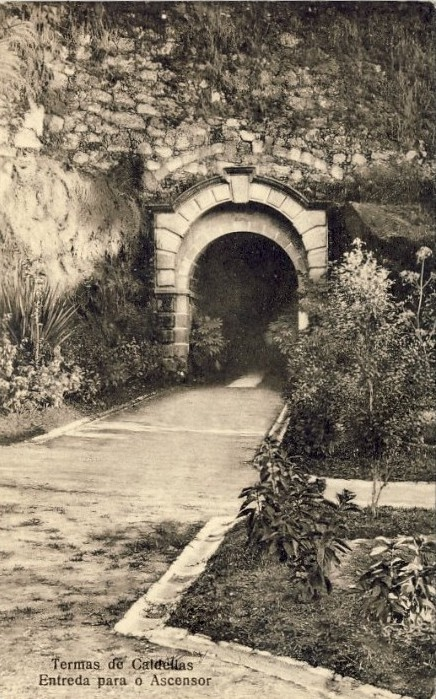
Elevador.
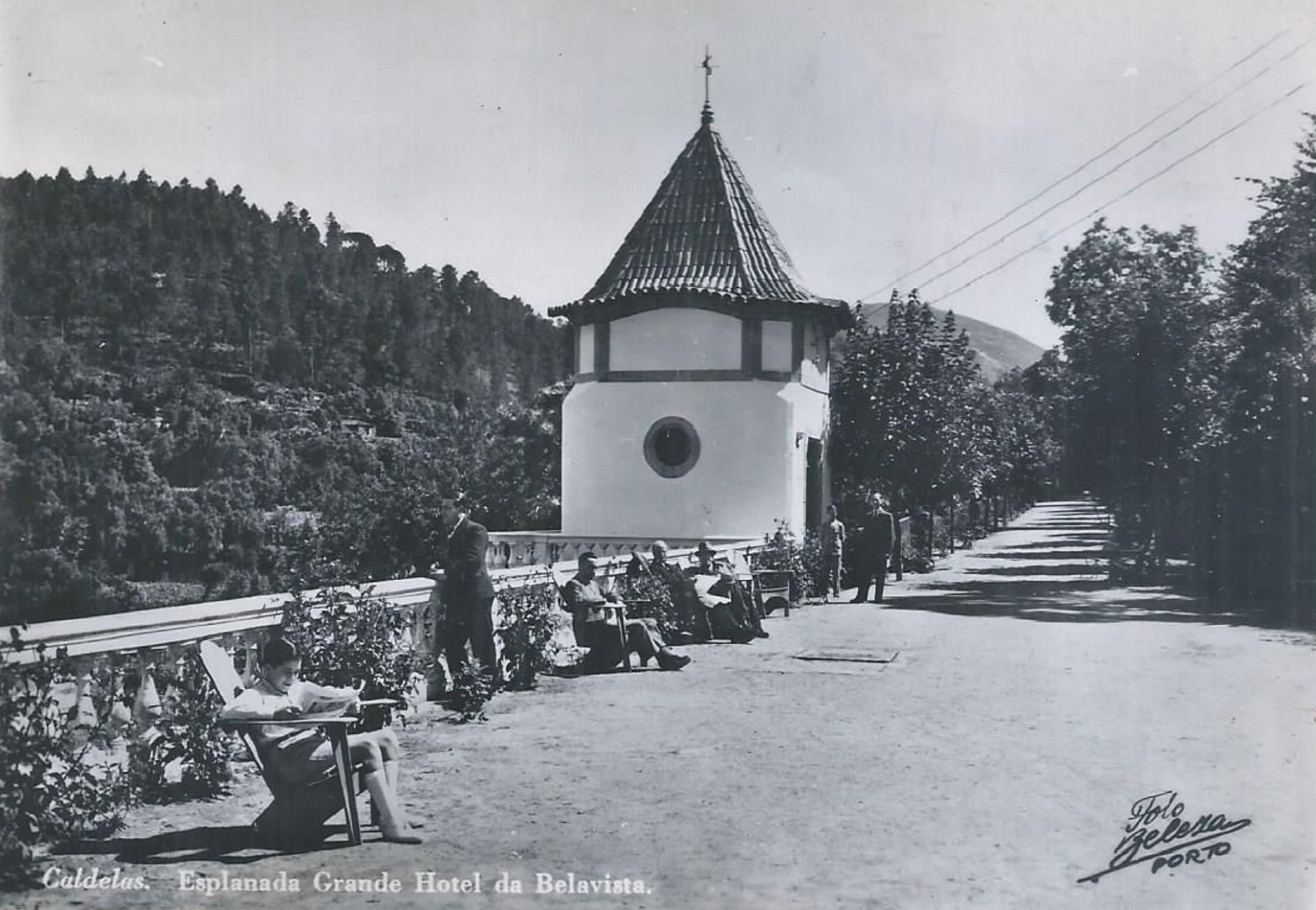
Esplanada e elevador.

### Termas da Curia, Anadia, 1913-1926

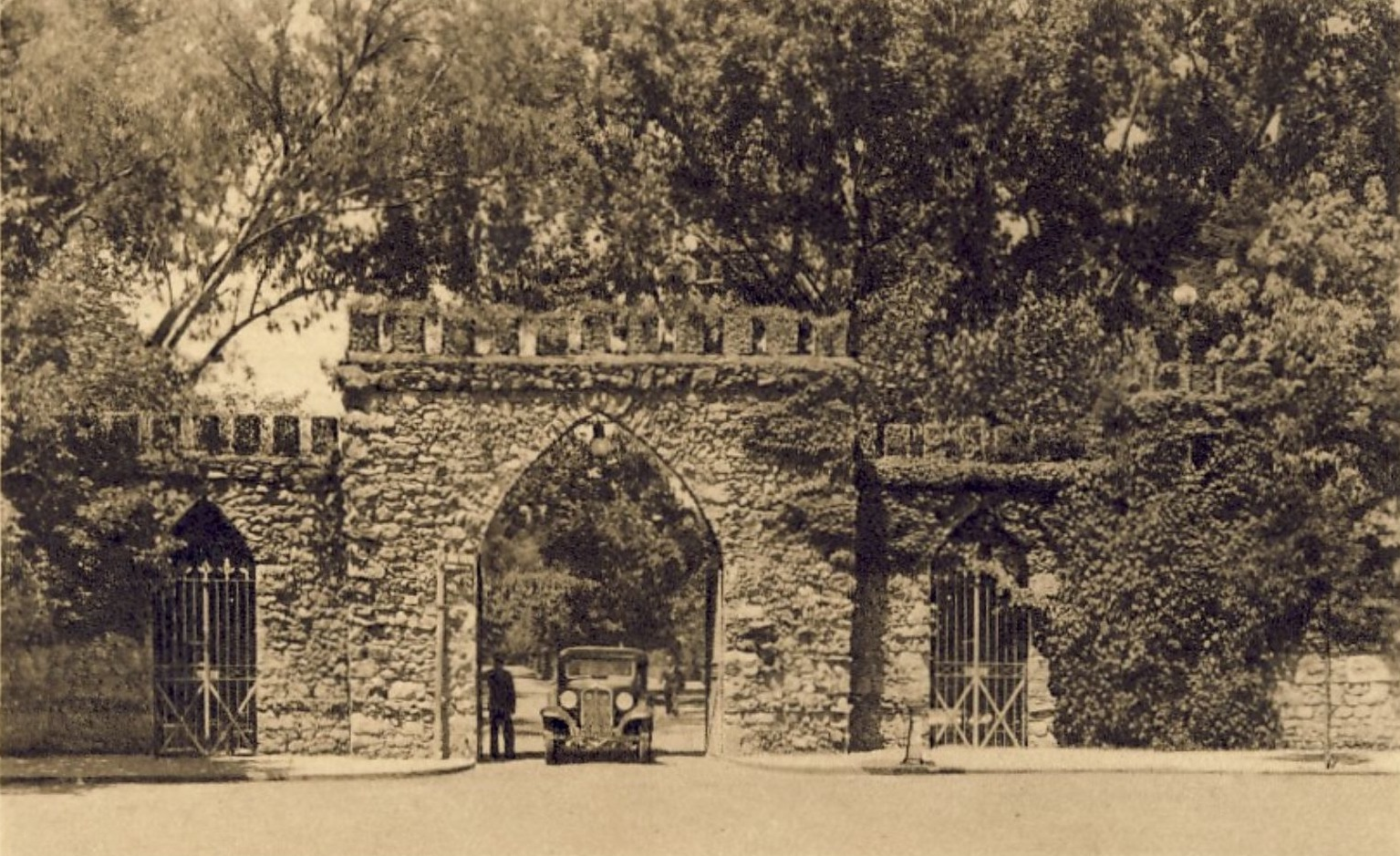
Entrada.
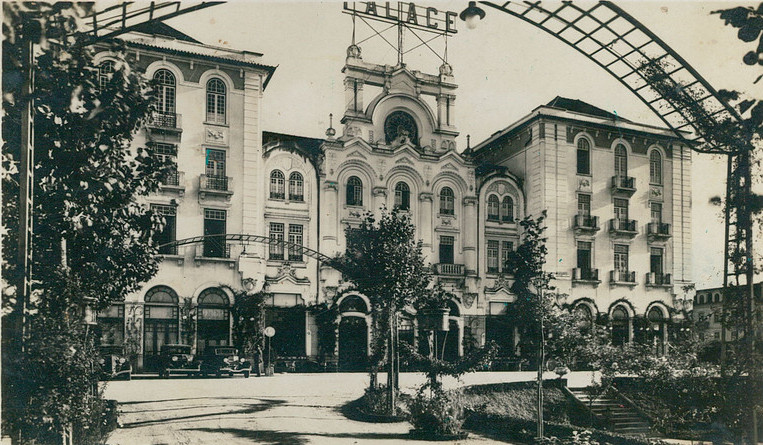
Palace Hotel.
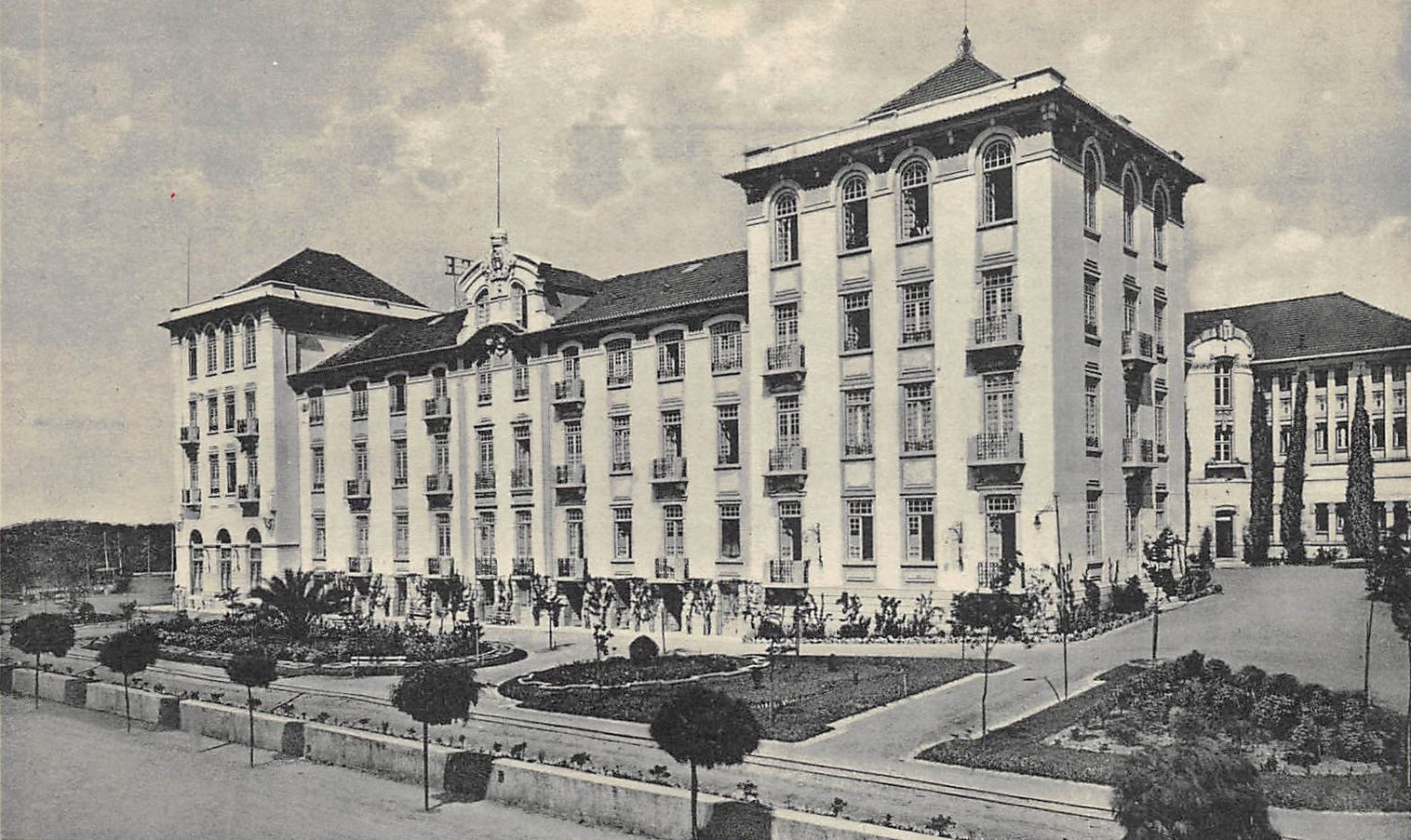
Palace Hotel.
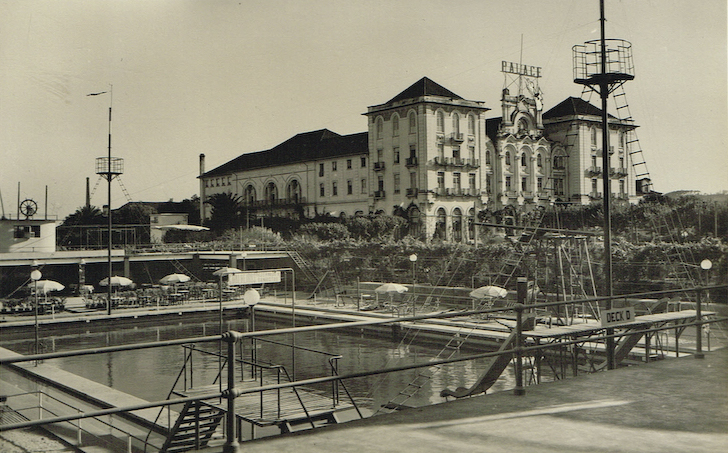
Piscina Paraíso.
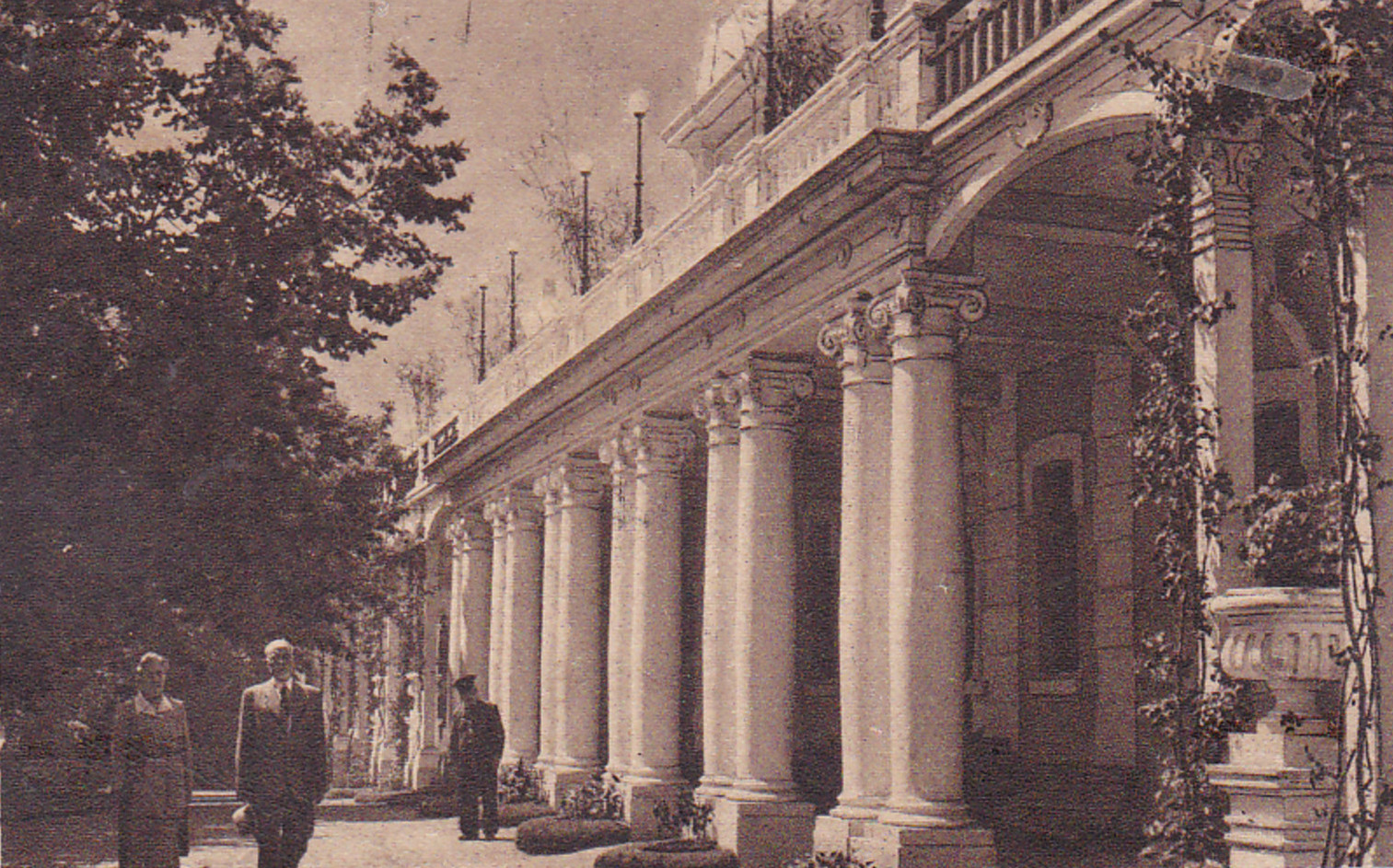
Casino.
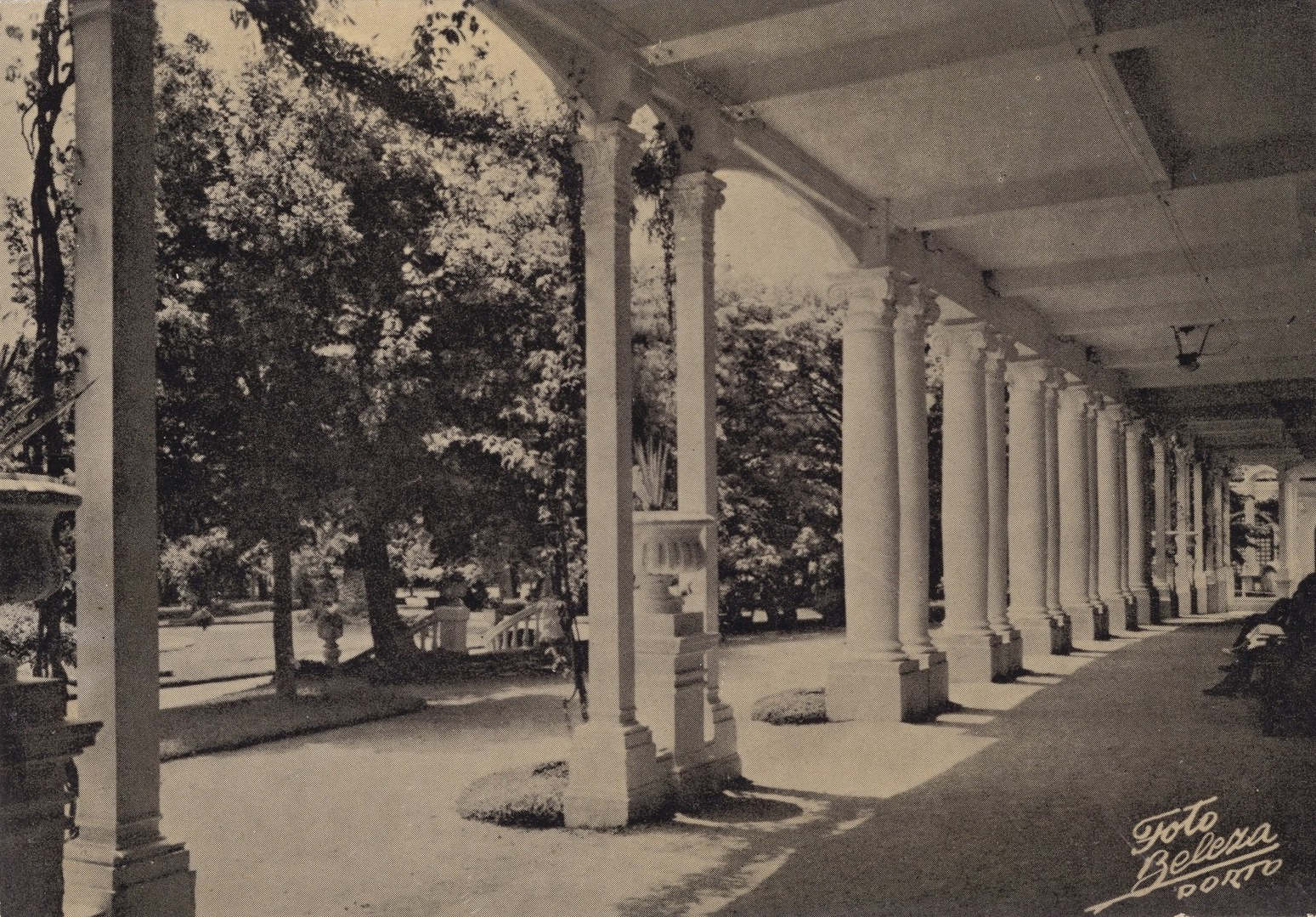
Casino.
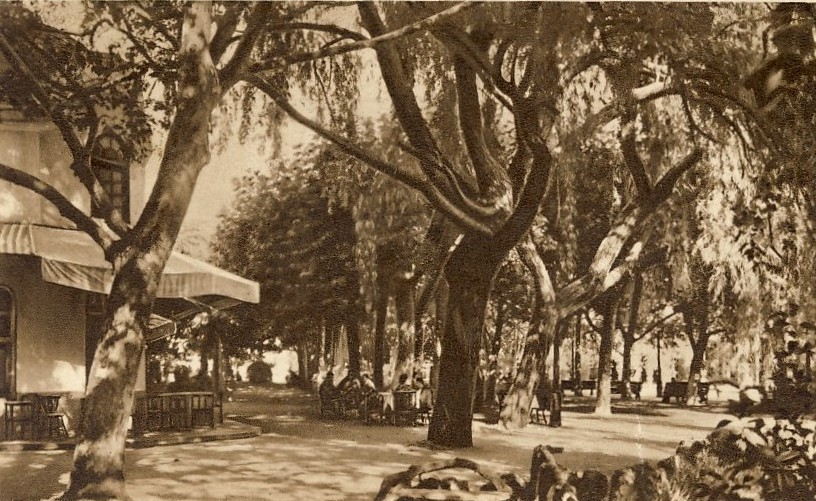
Confeitaria Bijou.
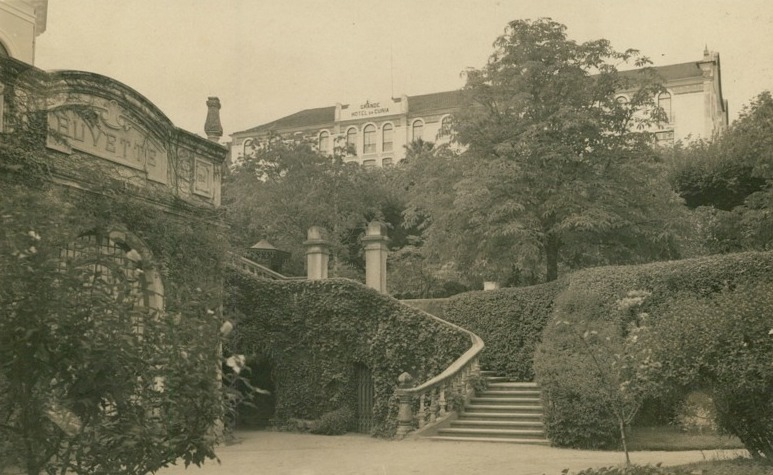
Buvette.
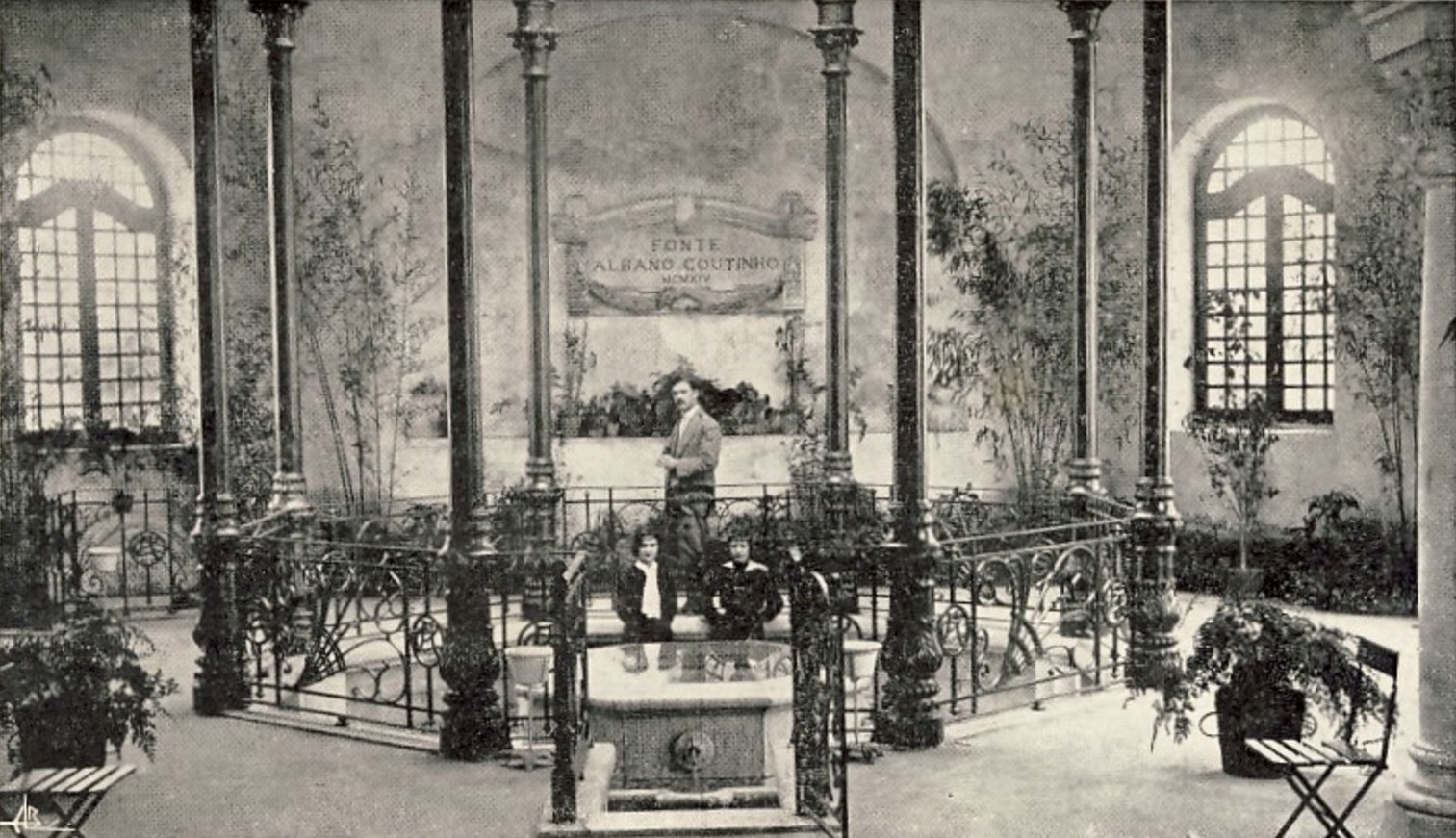
Buvette (interior).
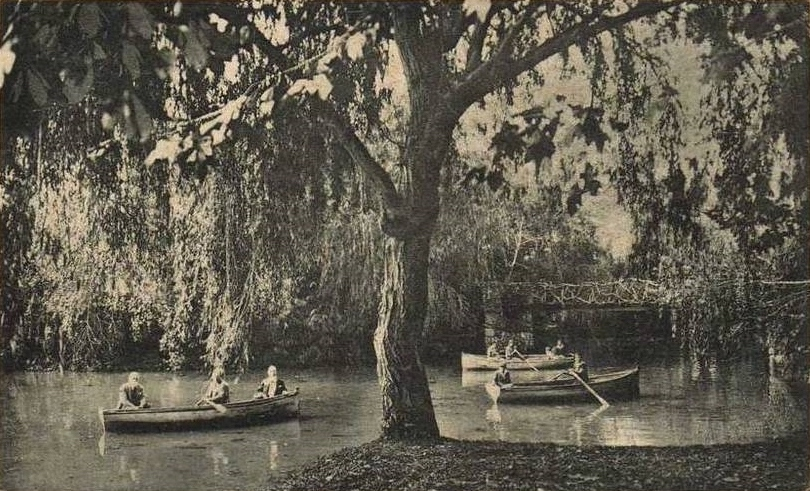
Ponte dos Amores.
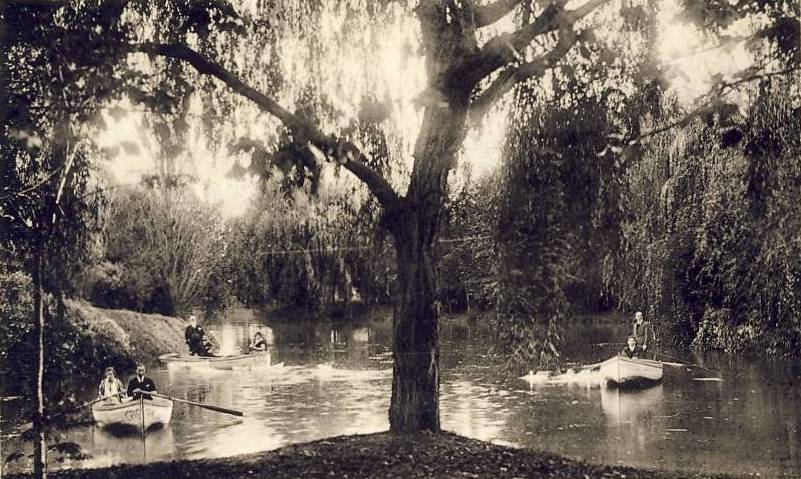
Lago.
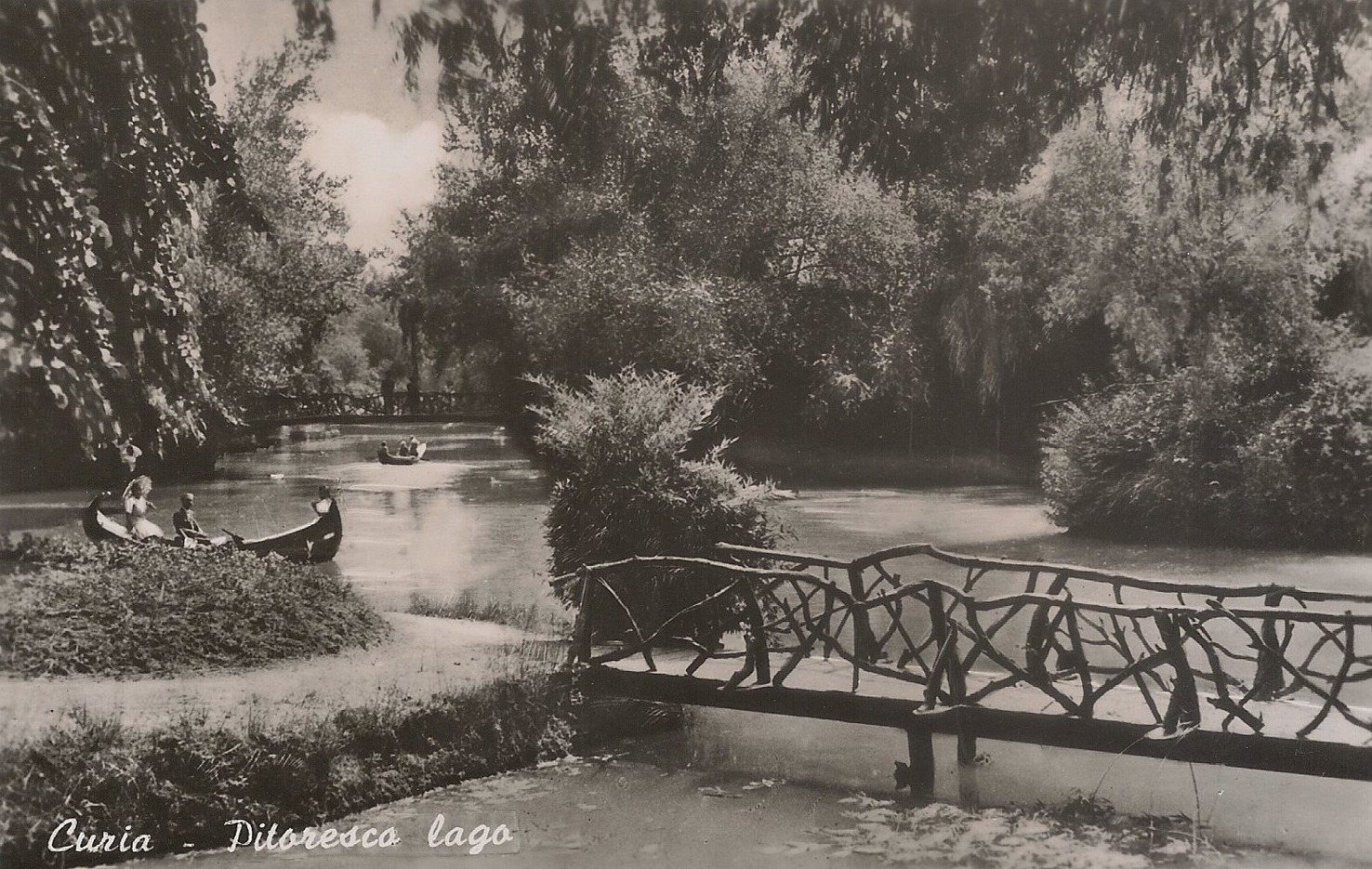
Passeio de barco.
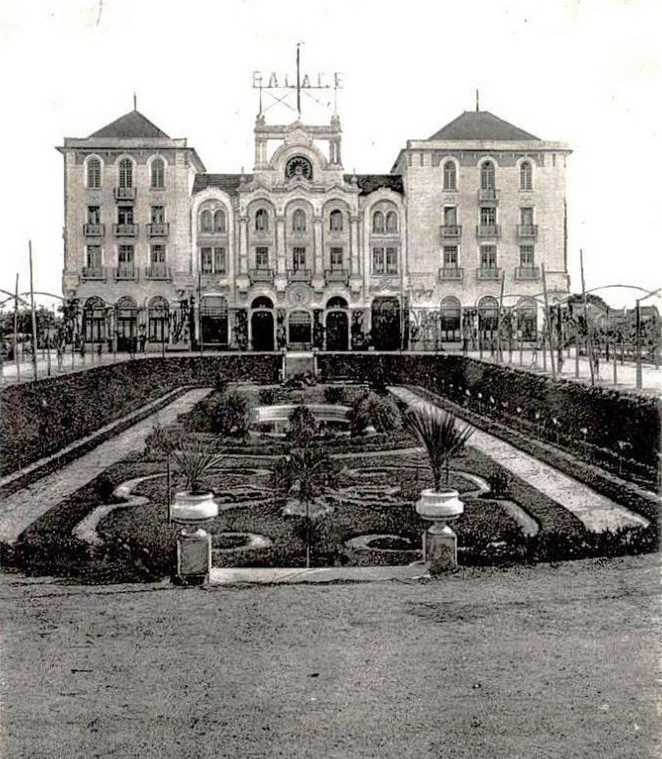
Parterre.
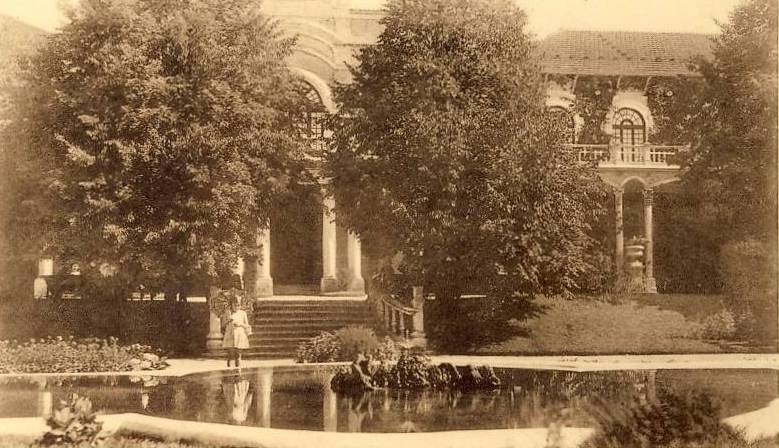
Buvette.
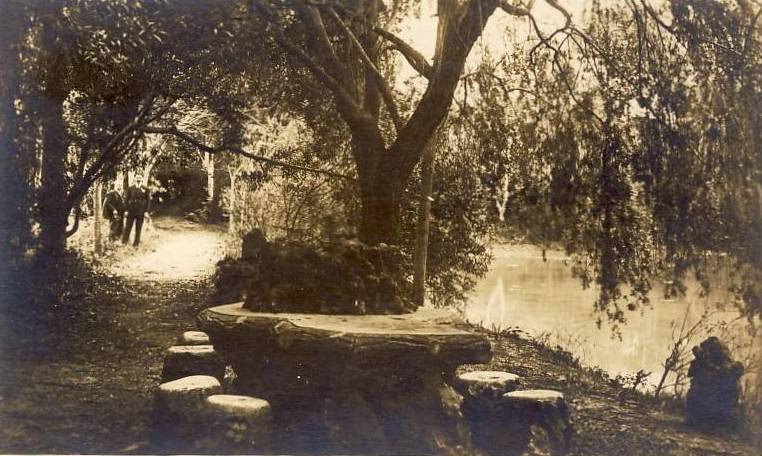
Mesas do Jardim.
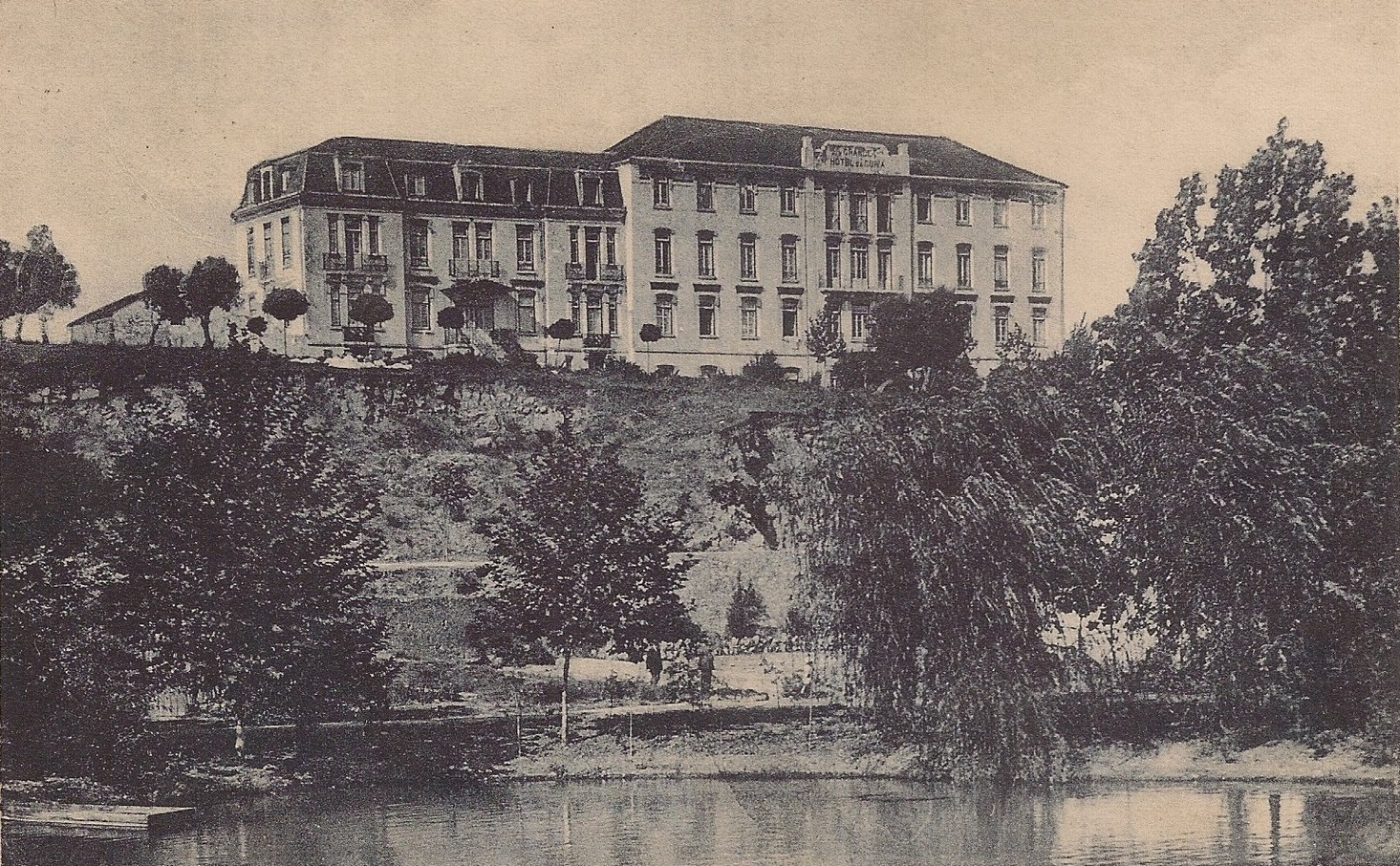
Hotel e Lago.

### Parque de Santa Cruz / Jardim da Sereia, Coimbra (requalificação)

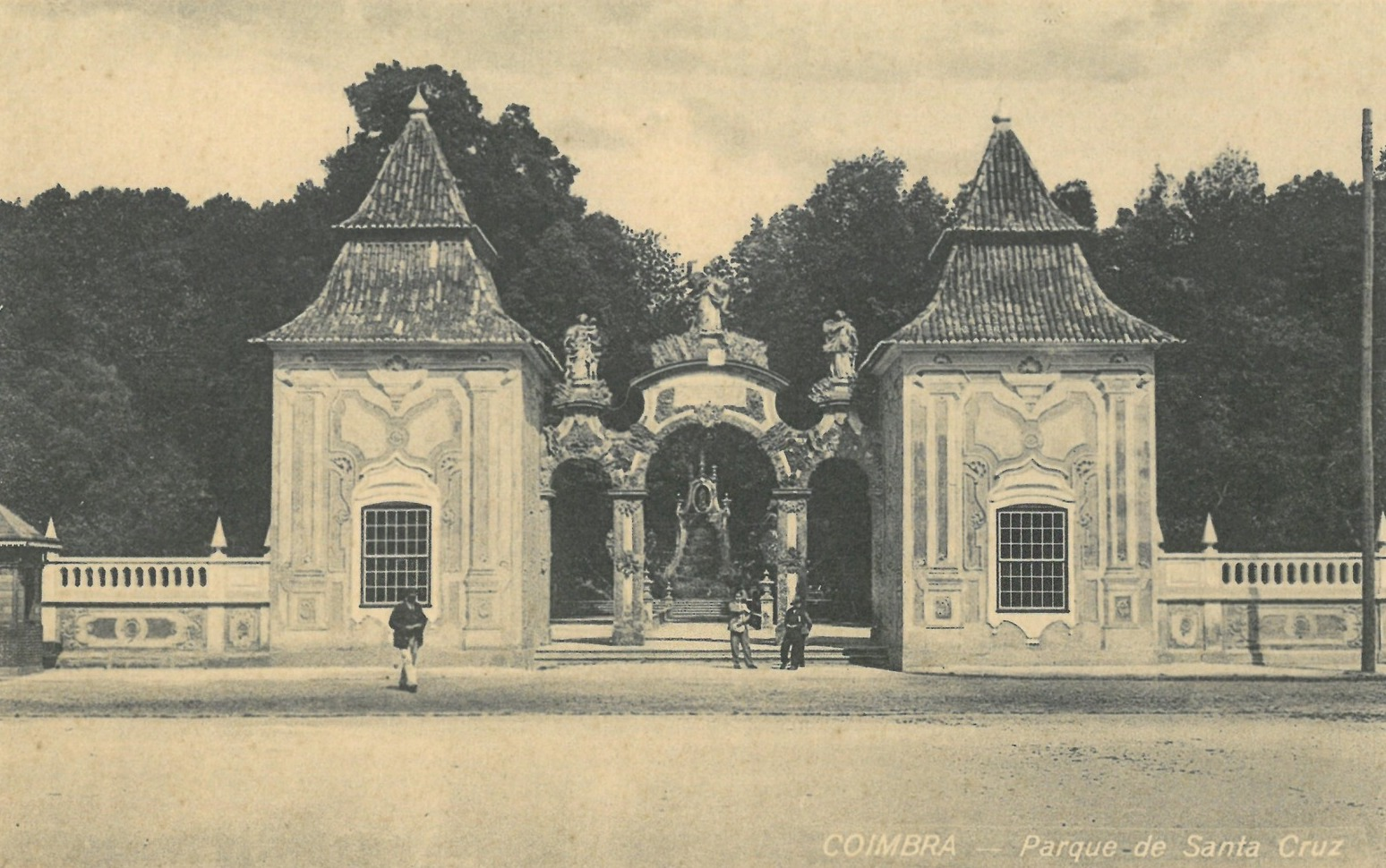
Pórtico (Caridade, Fé, Esperança)
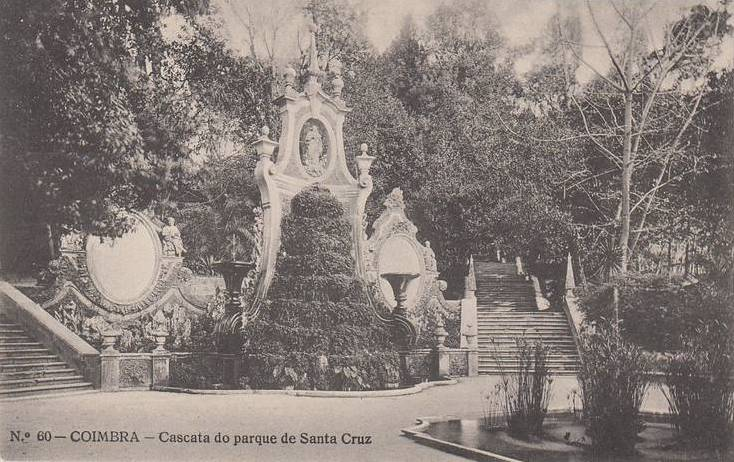
Cascata.
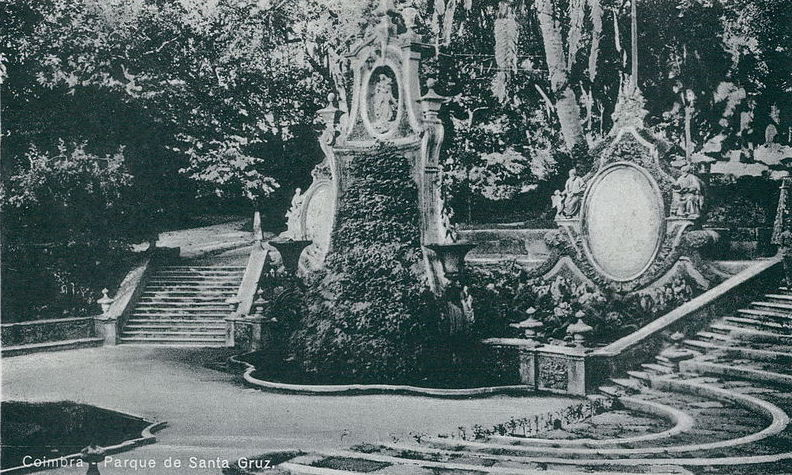
Cascata.
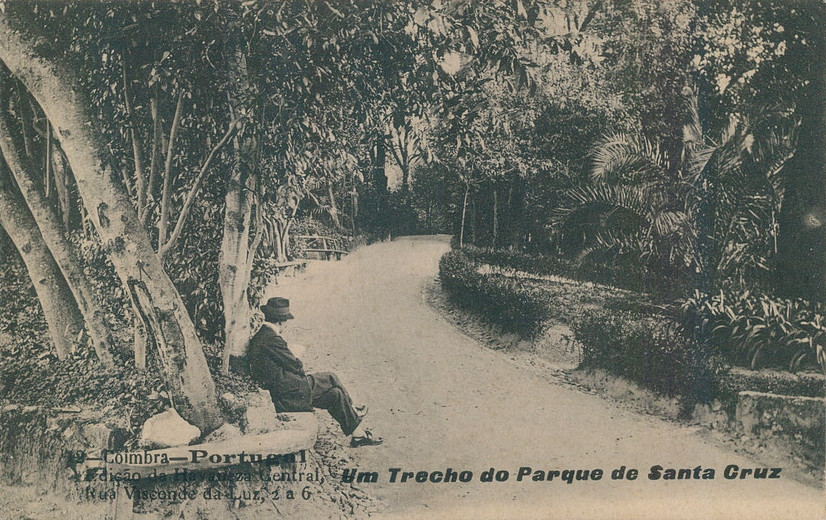
Alameda.
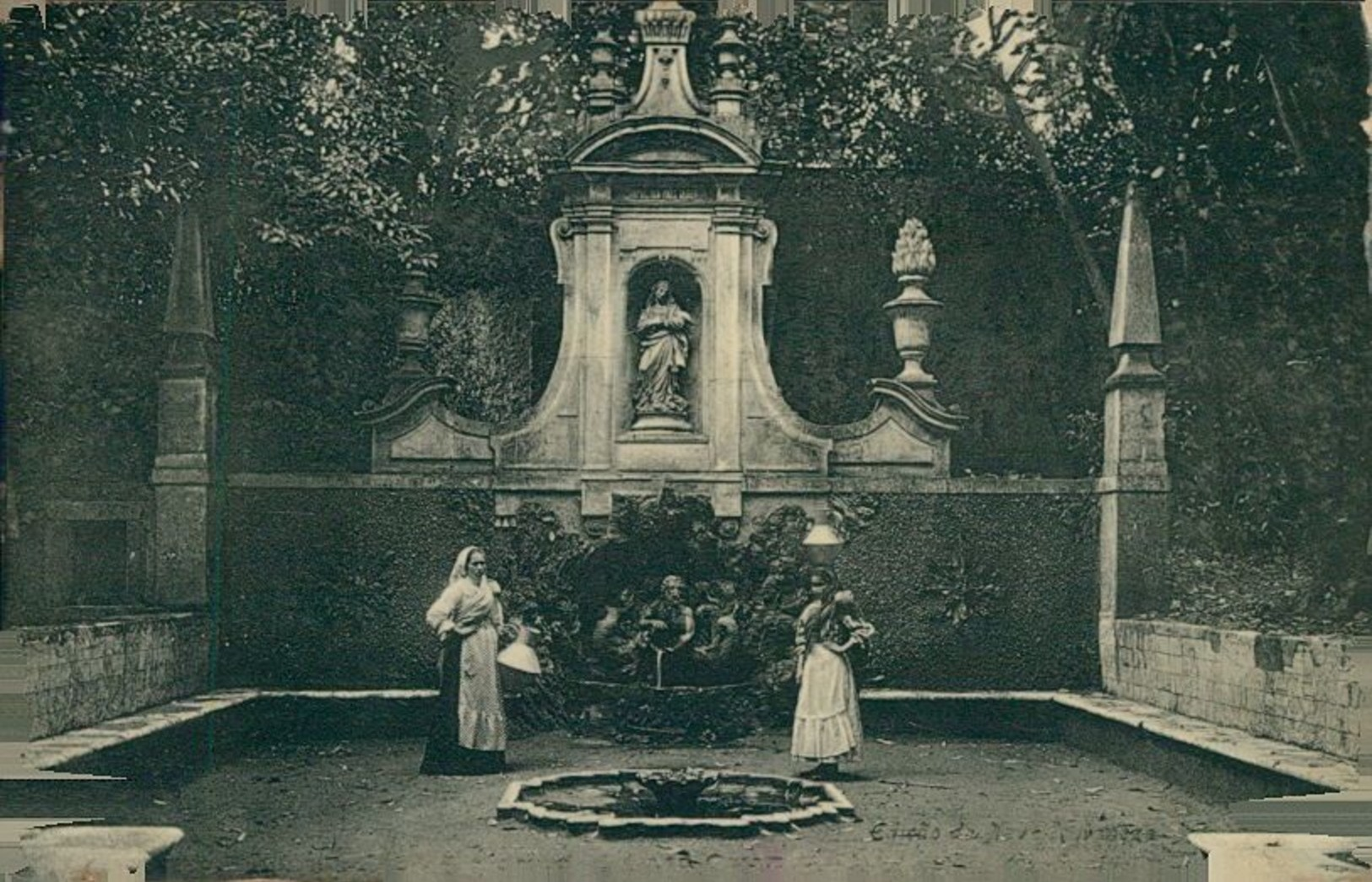
Fonte da Sereia ou Tritão.
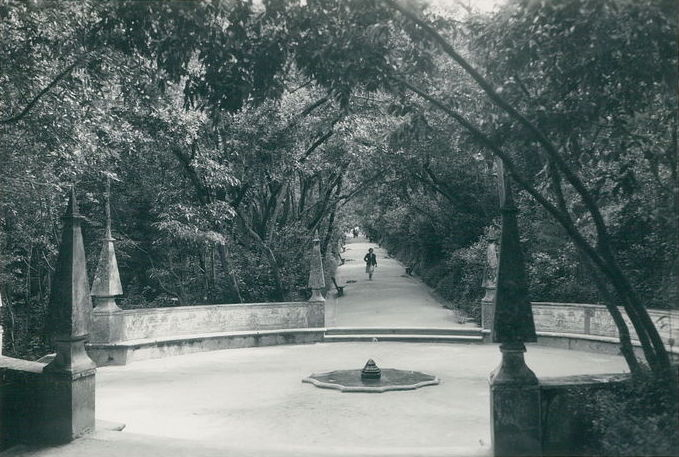
Patamar.
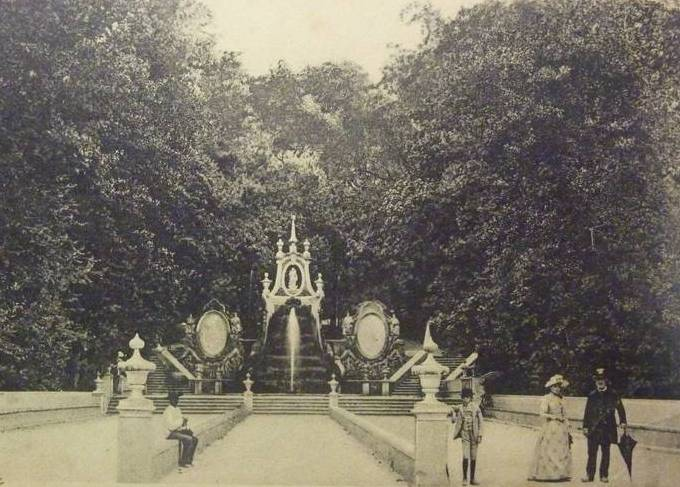
Jogo da Bola e Repuxo.

### Penedo da Saudade, Coimbra, 1930

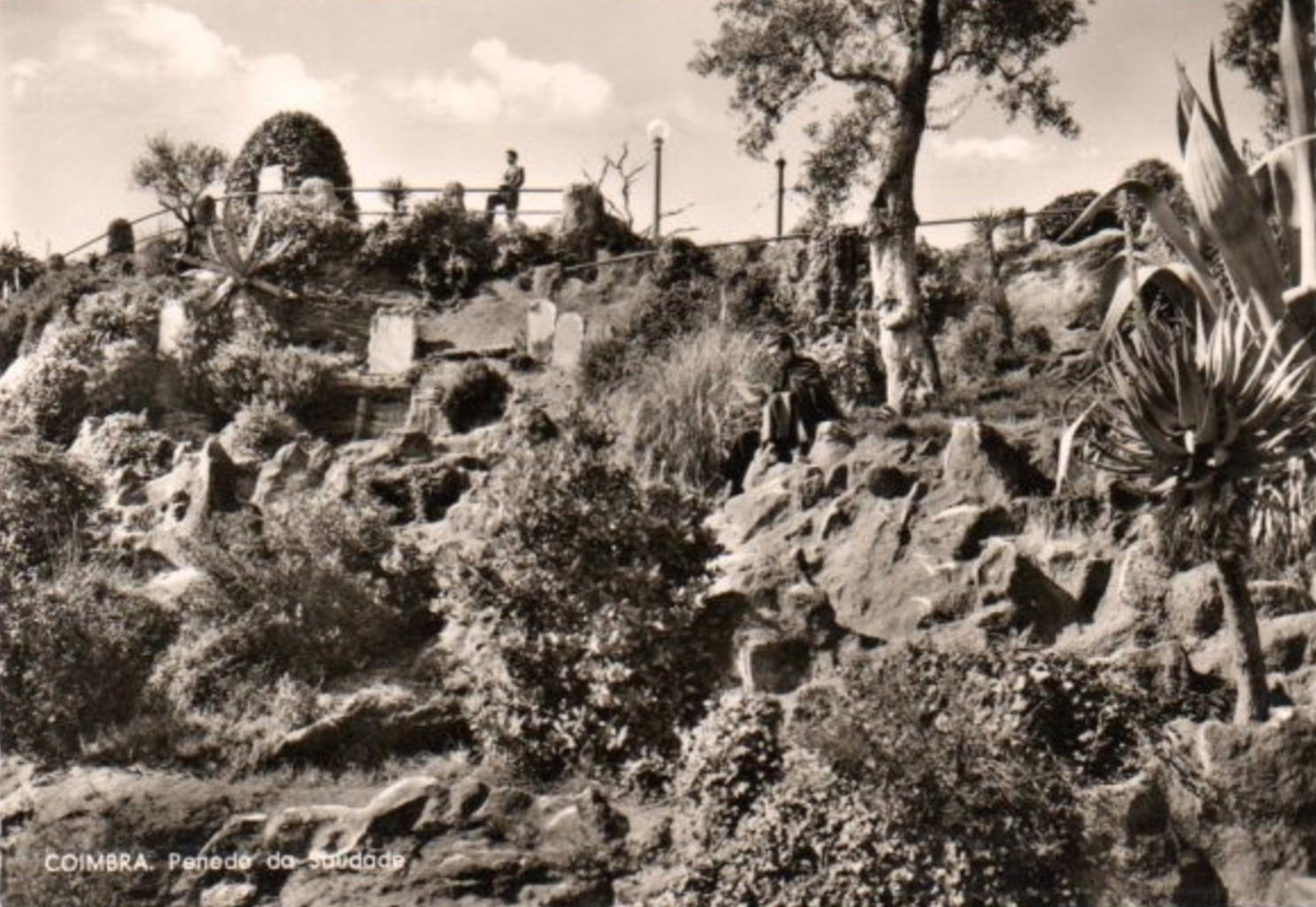
Penedo da Saudade.
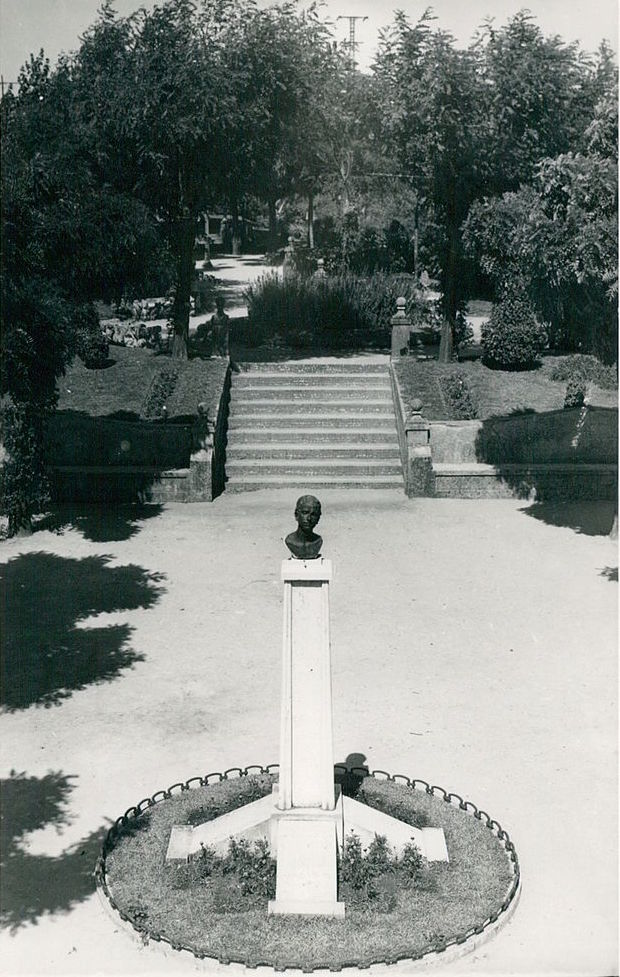
António Nobre.
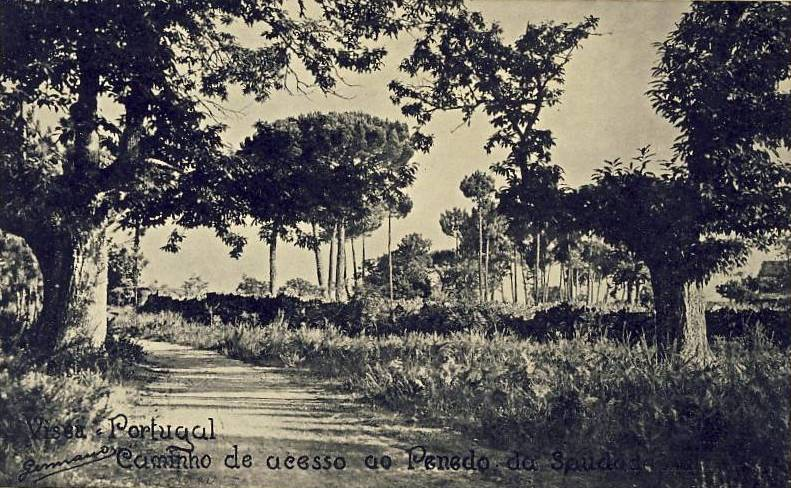
Caminho.
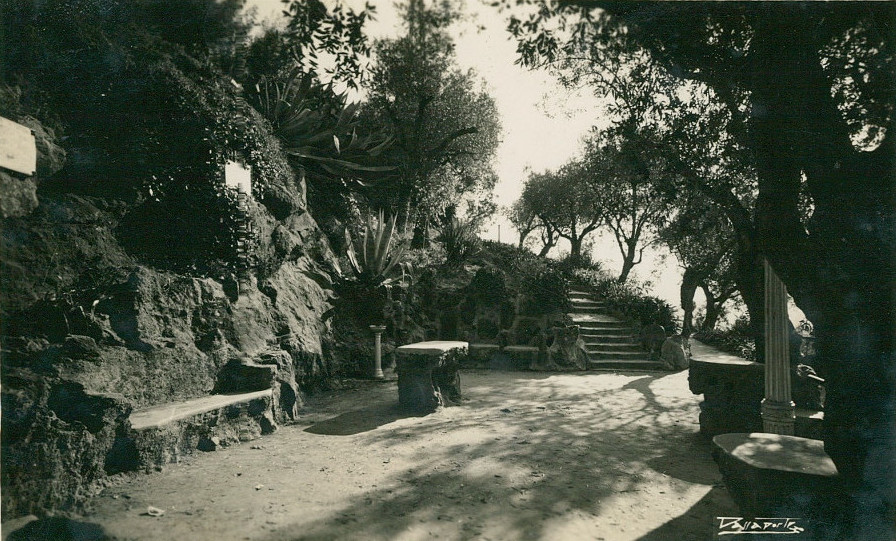
Retiro dos Poetas.
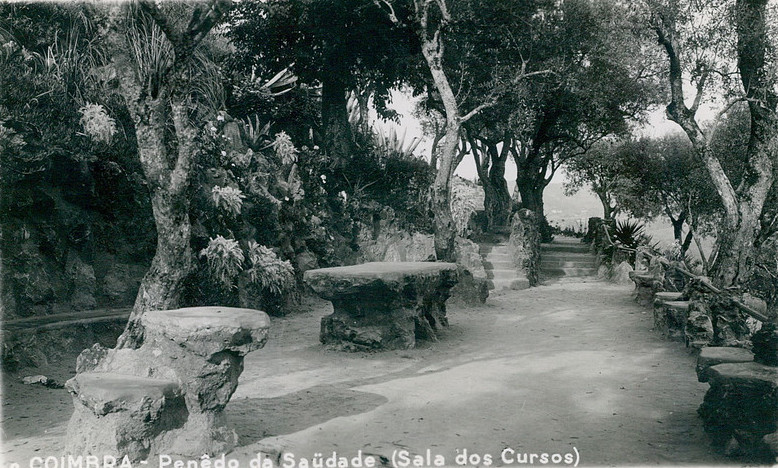
Sala dos Cursos.
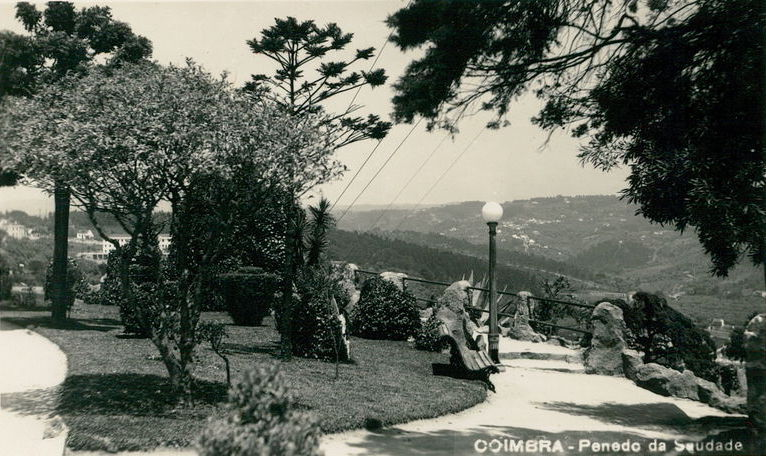
Terraço.
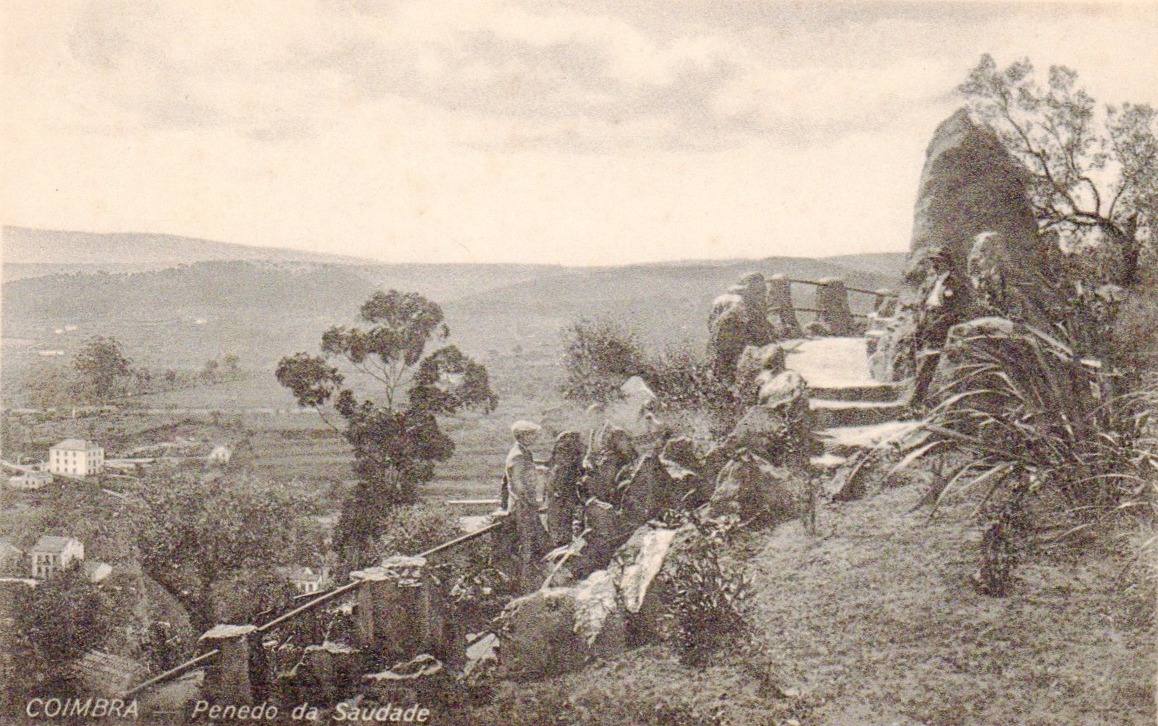
Miradouro.
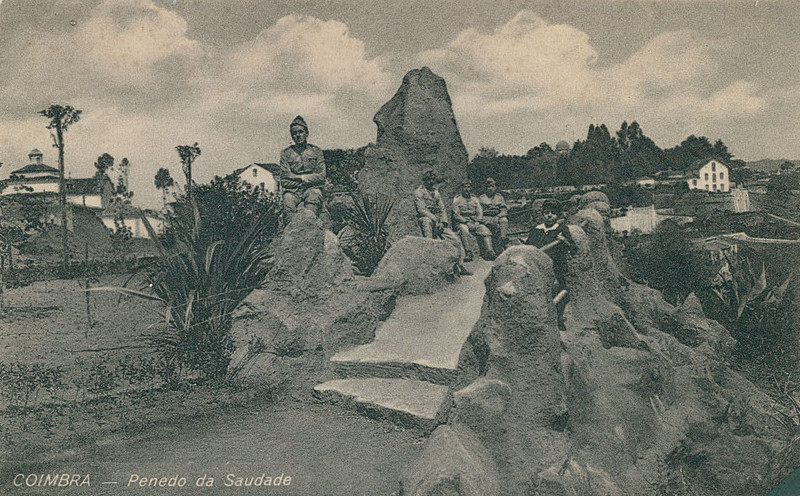
Miradouro.

### Parque Municipal Infante D. Pedro, Aveiro, 1925-1927

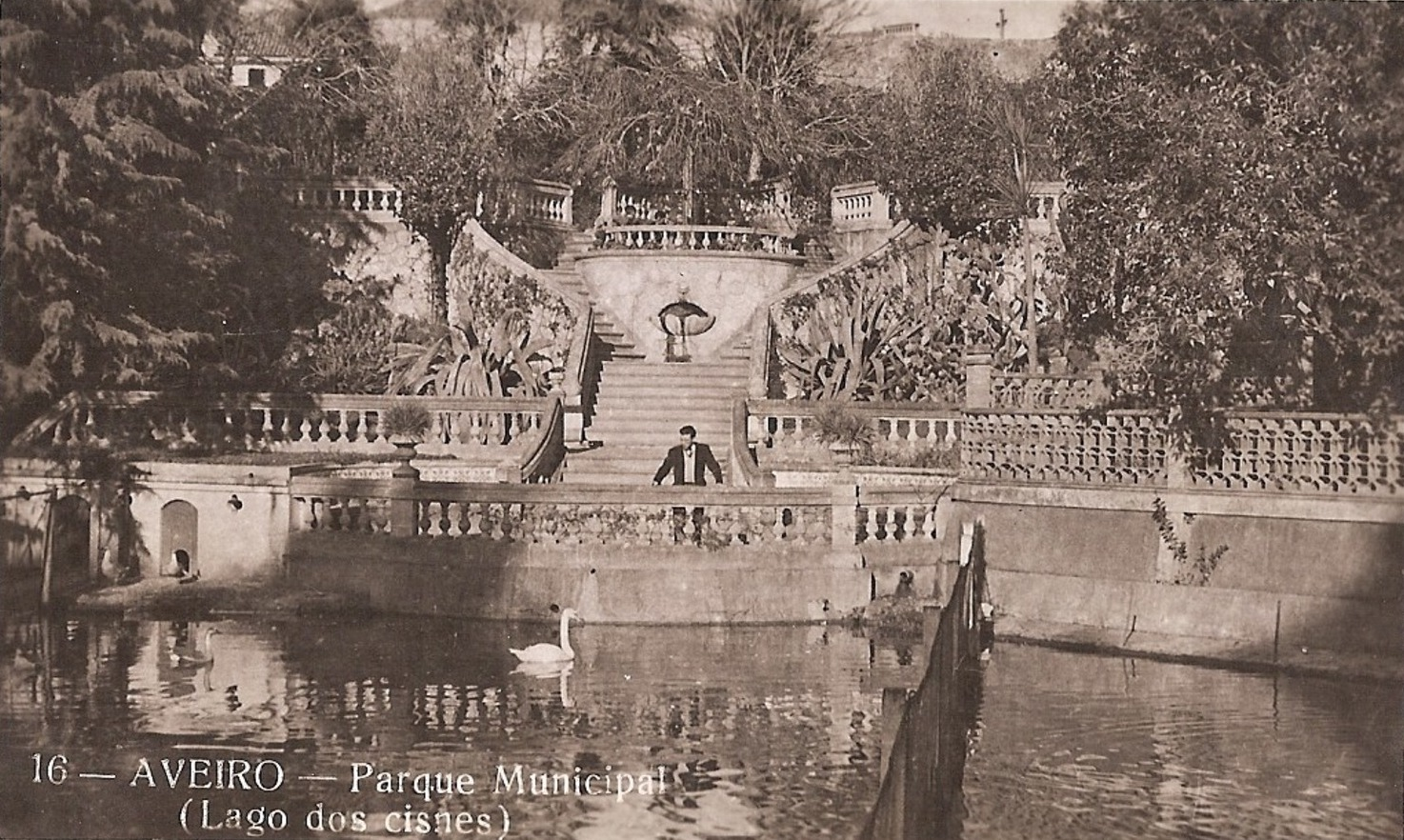
Lago dos Cisnes.
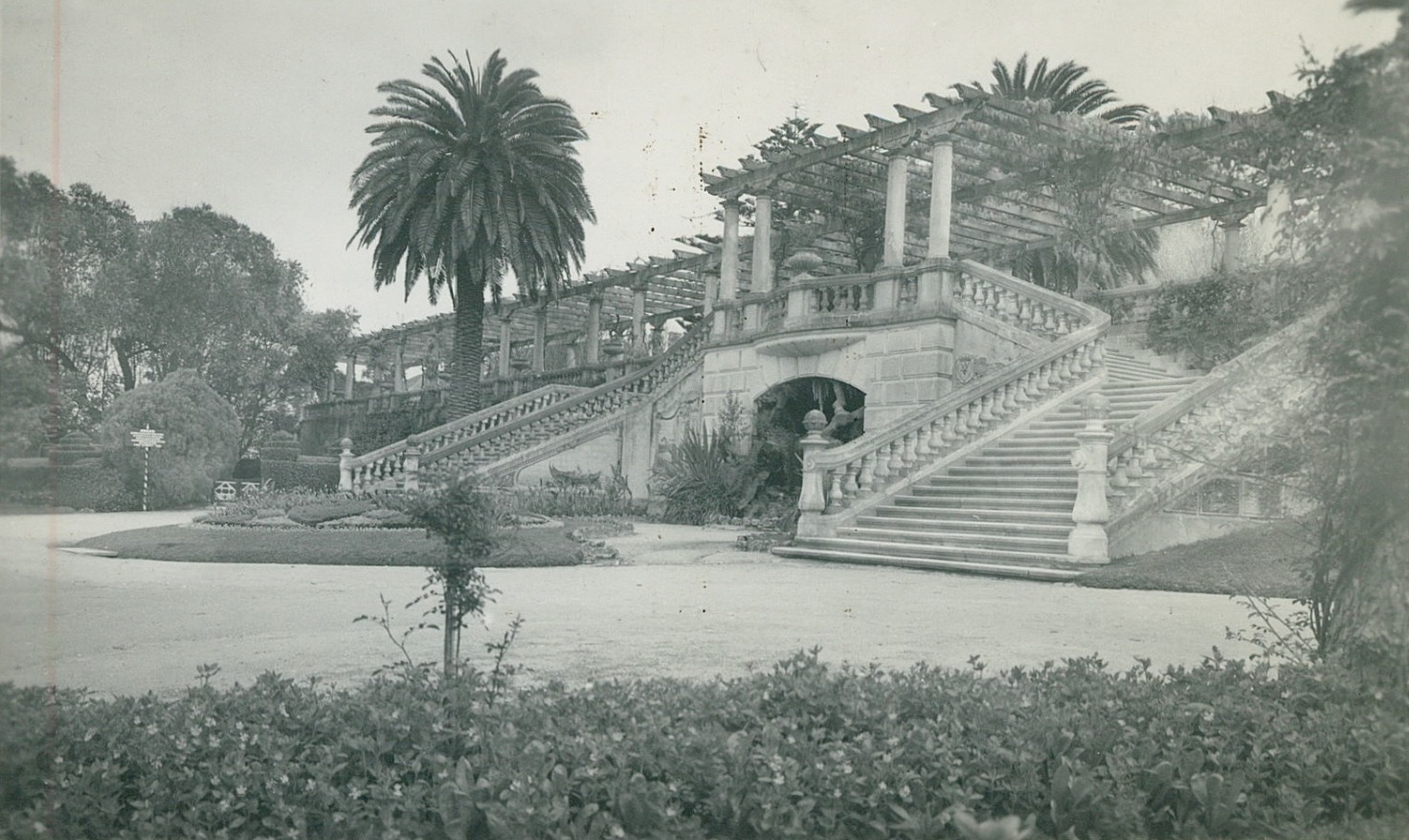
Escadaria com gruta.
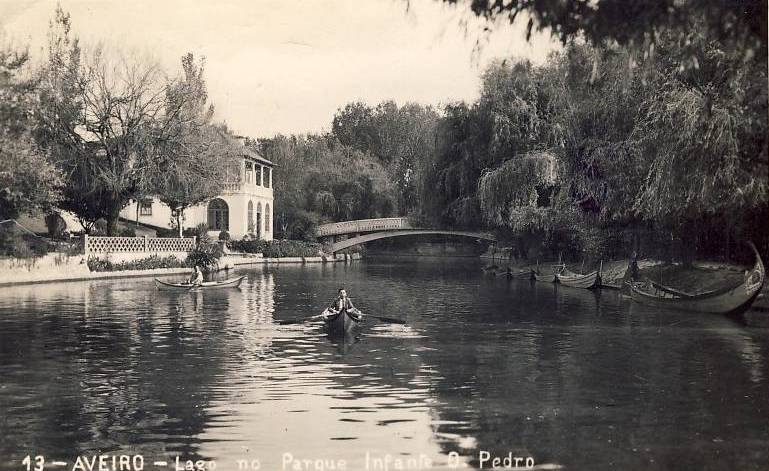
Lago.
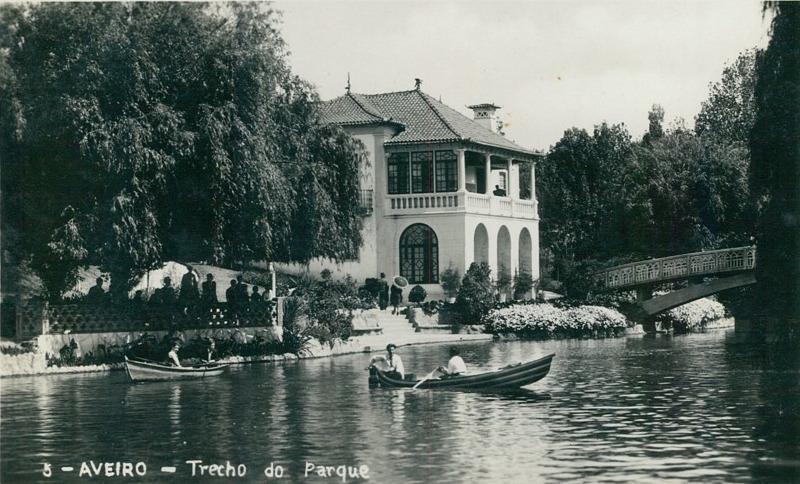
Casa do Chá.
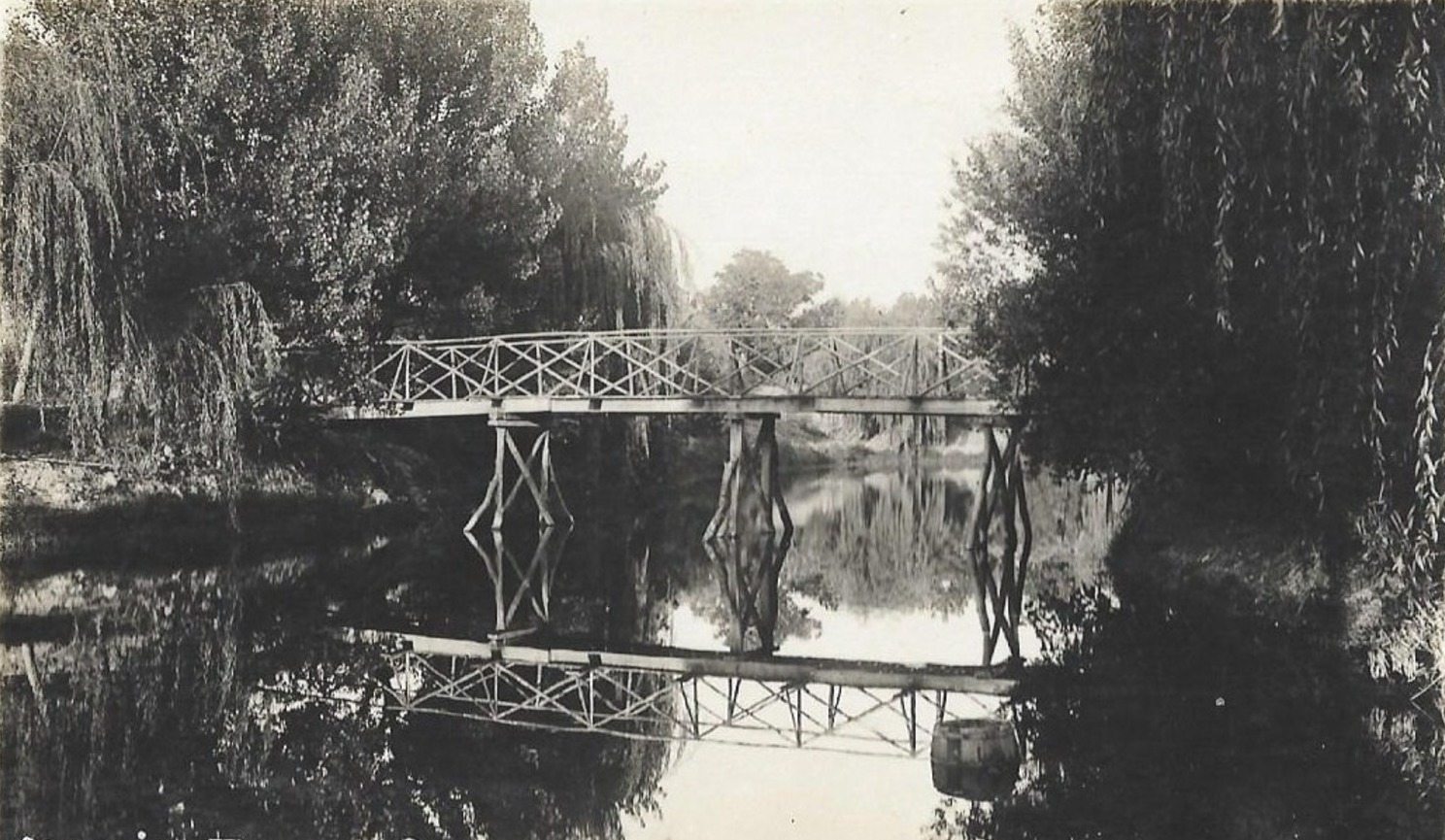
Ponte de Madeira
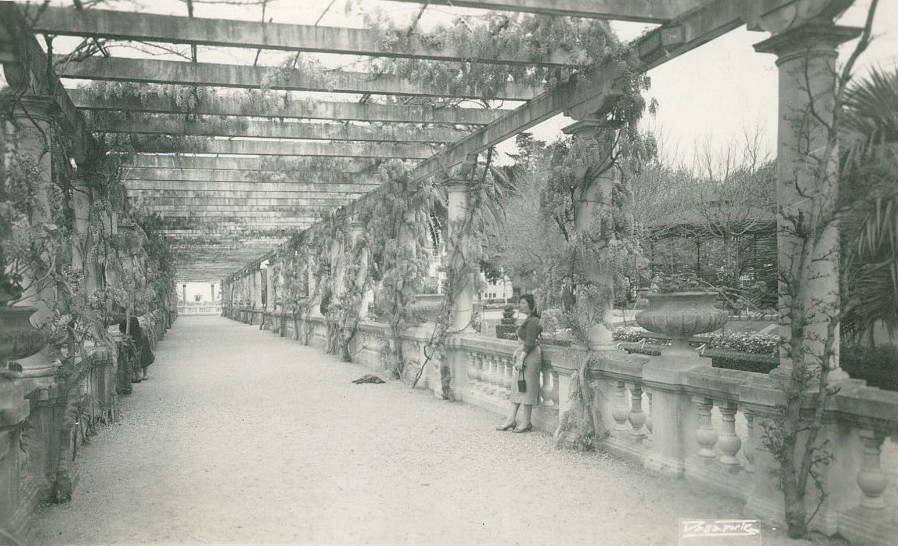
Pérgola.
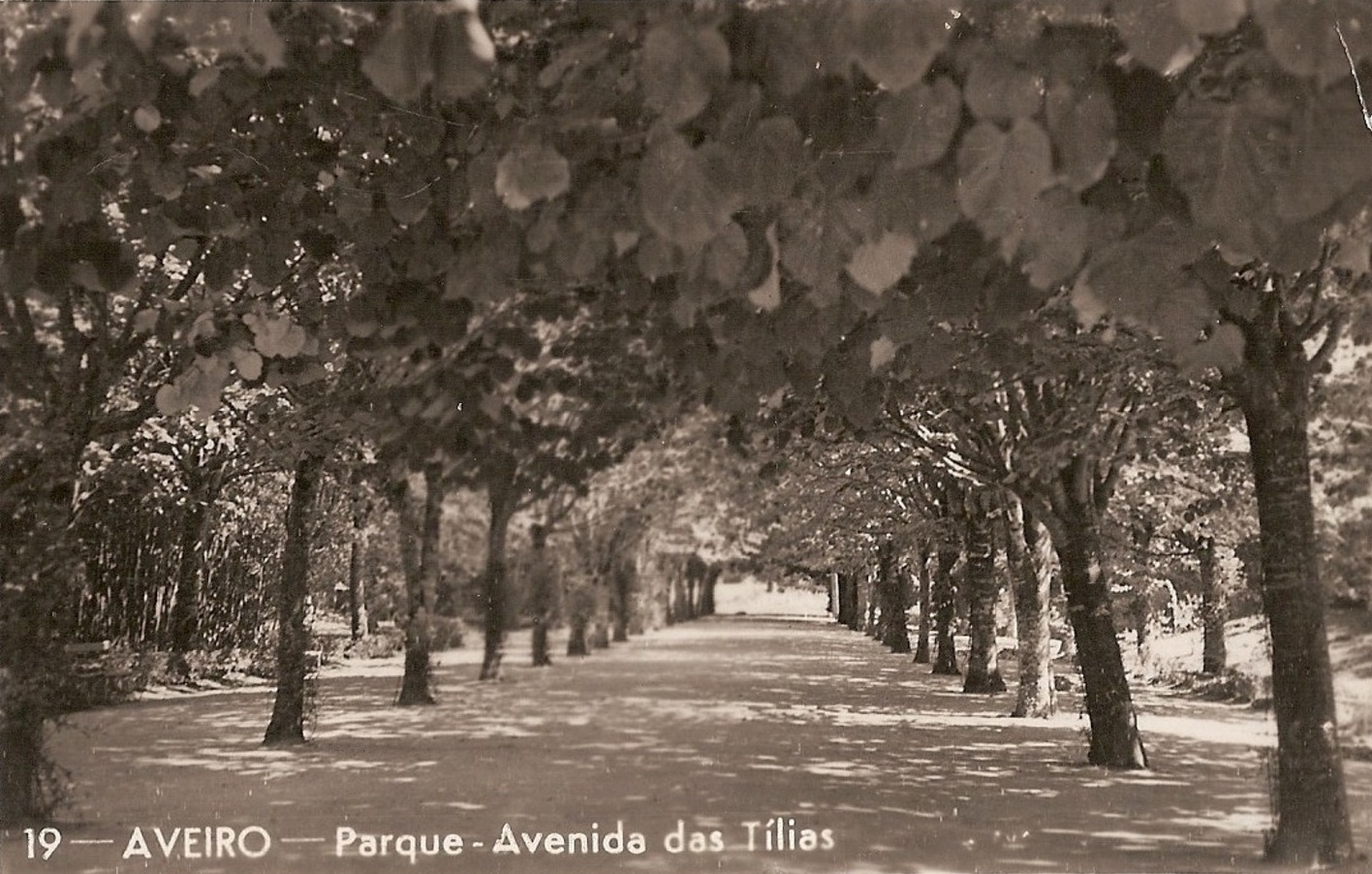
Avenida das Tílias.
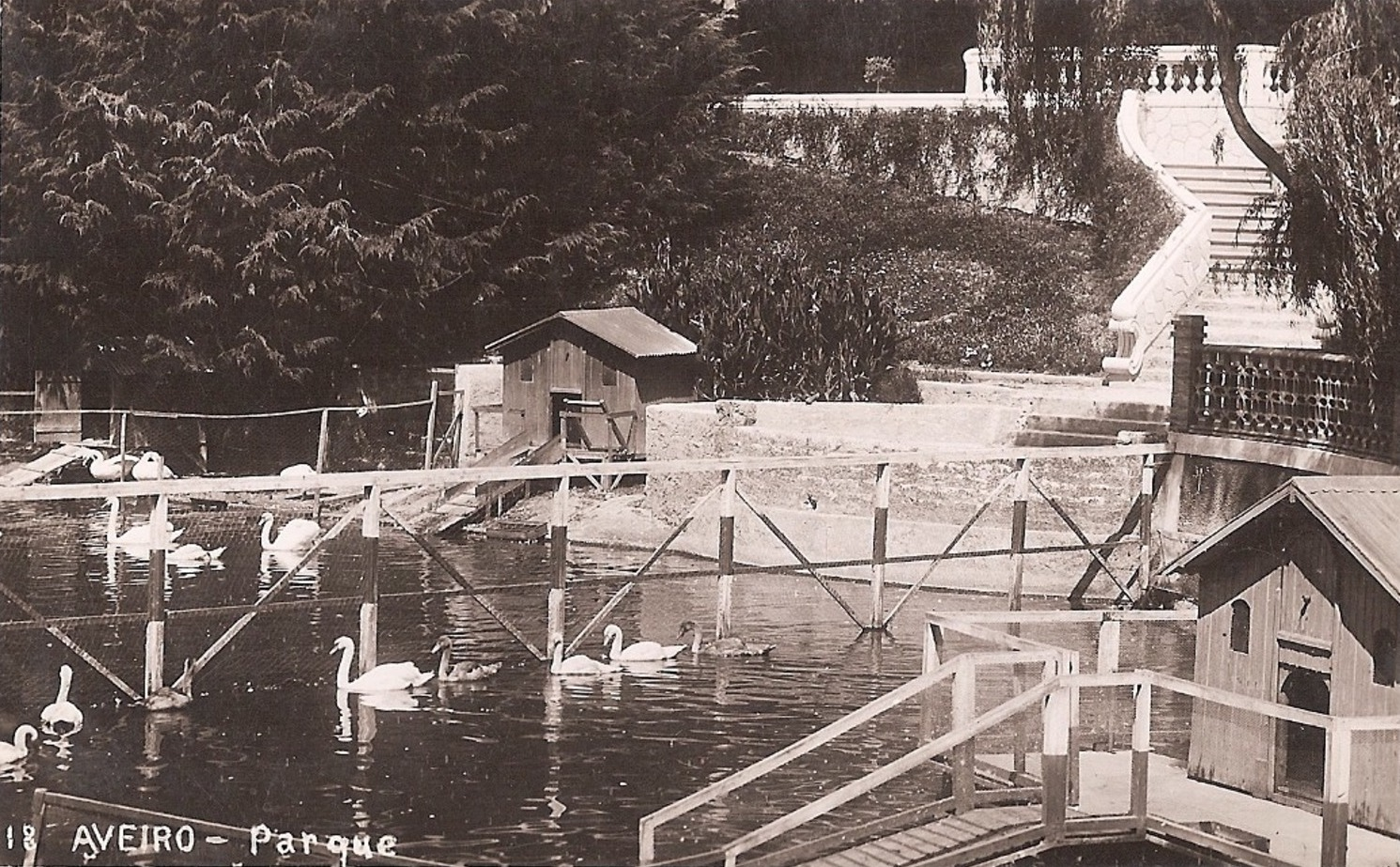
Casas dos Cisnes.

### Jardins Públicos

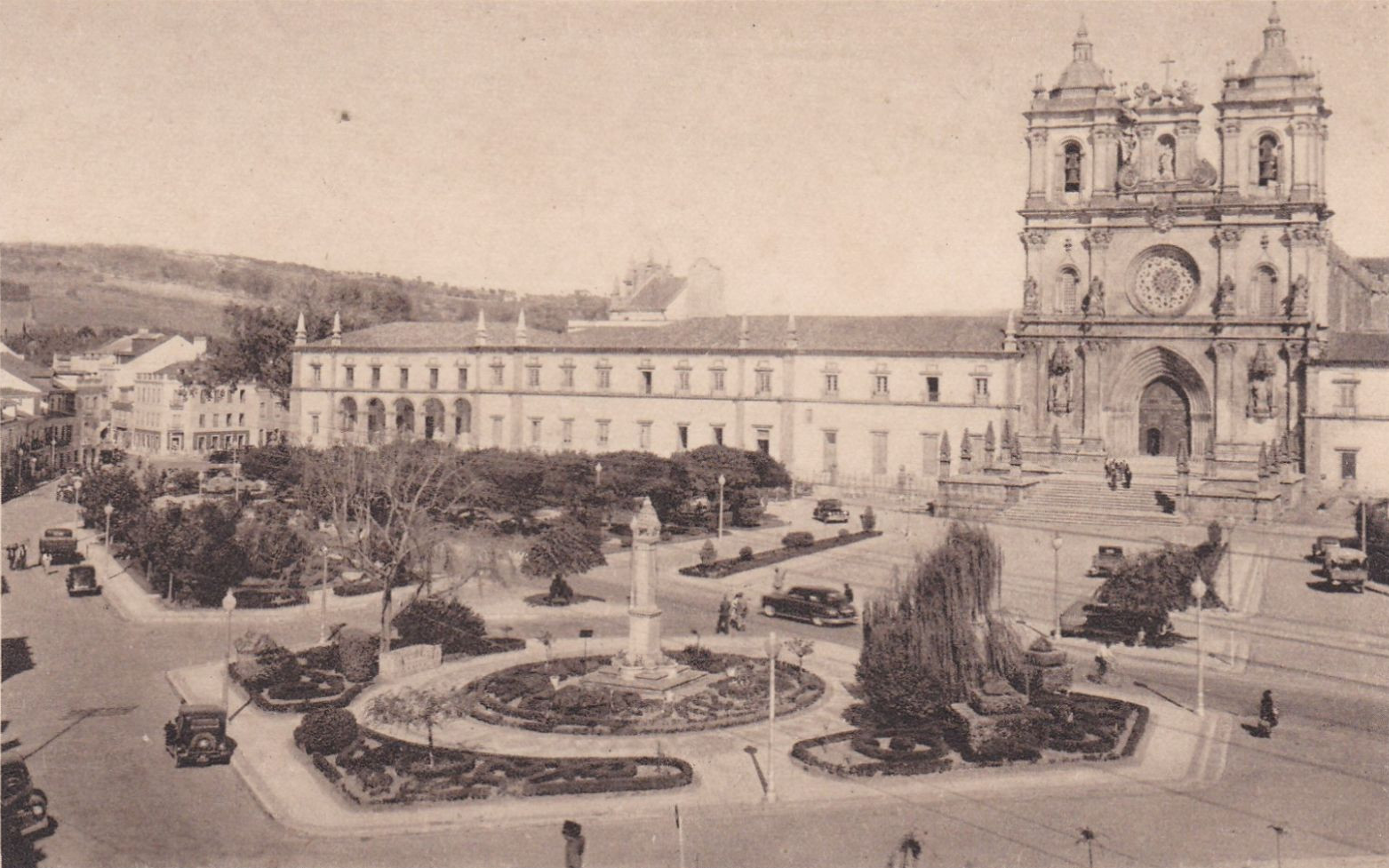
Alcobaça (Praça 25 de Abril).
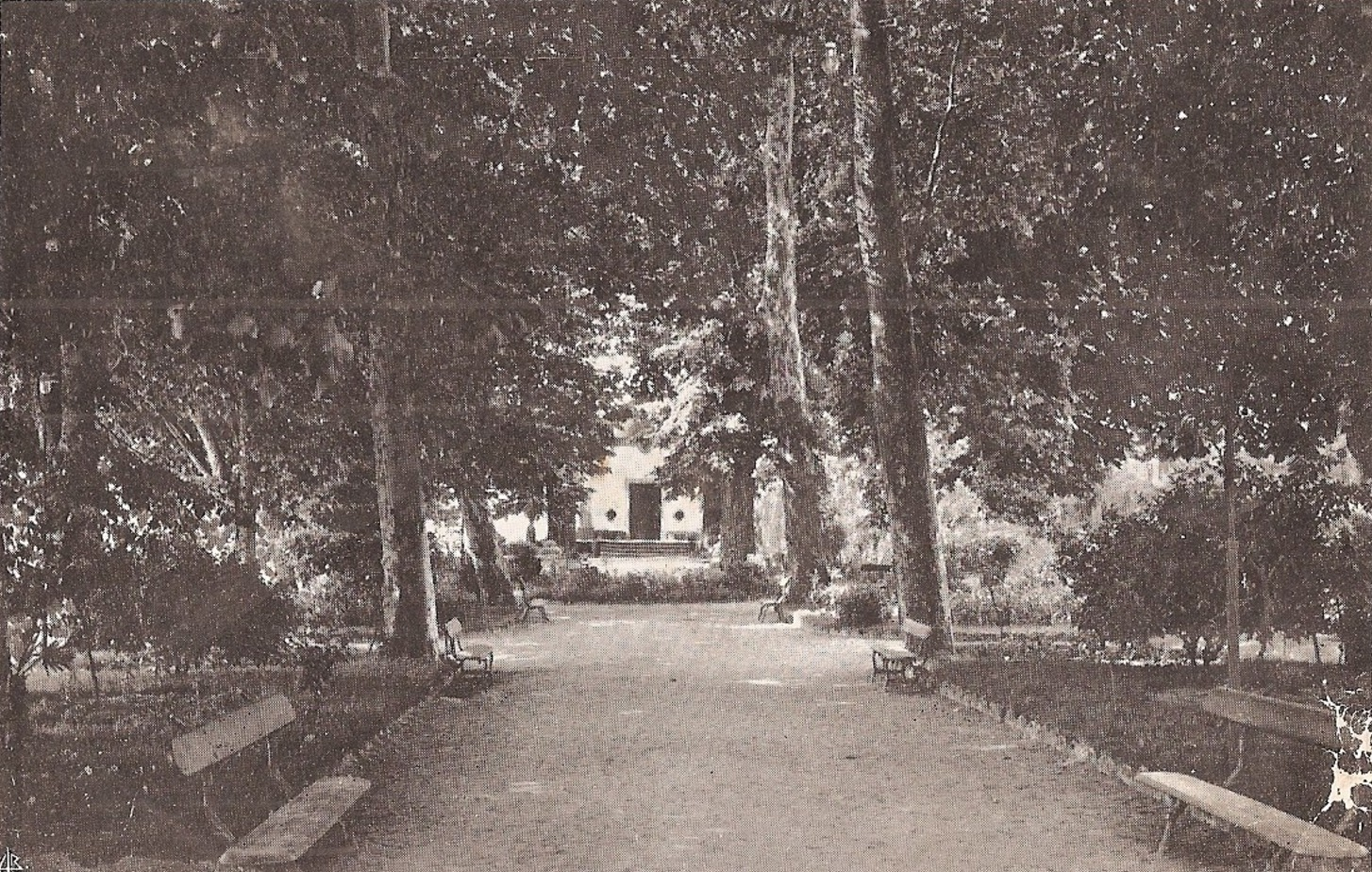
Alijó (Jardim Matos Cordeiro).
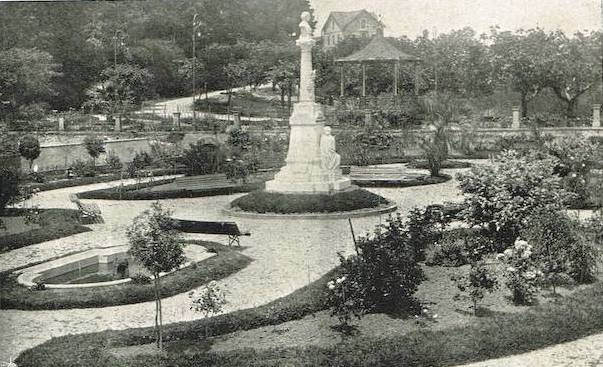
Arganil (Mata Jardim do Hospital, 1924)
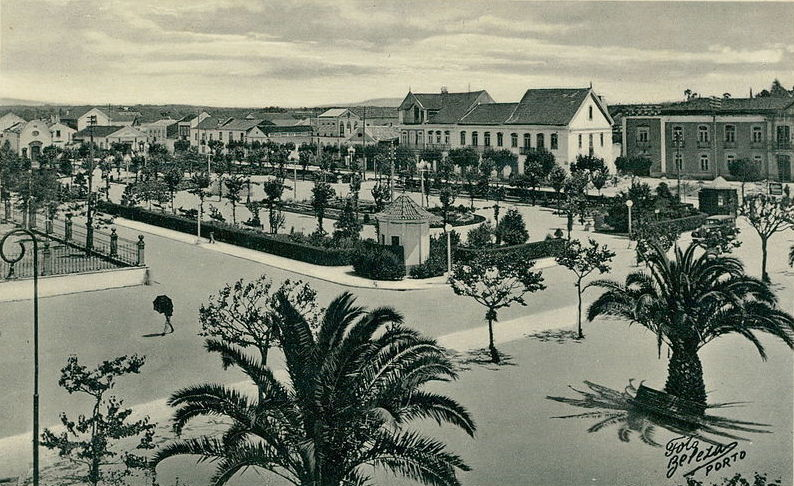
Cantanhede (Jardim Municipal).
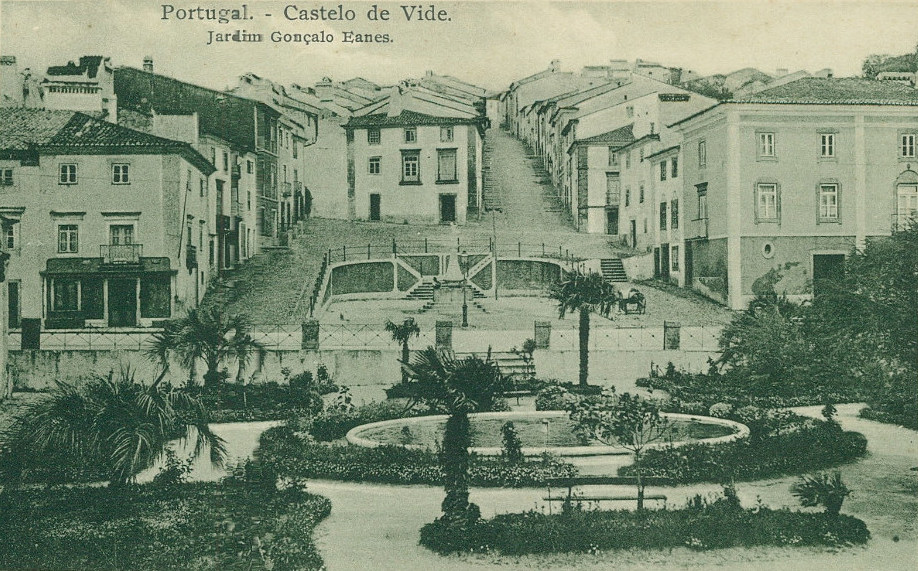
Castelo de Vide (Jardim Gonçalo Eanes)
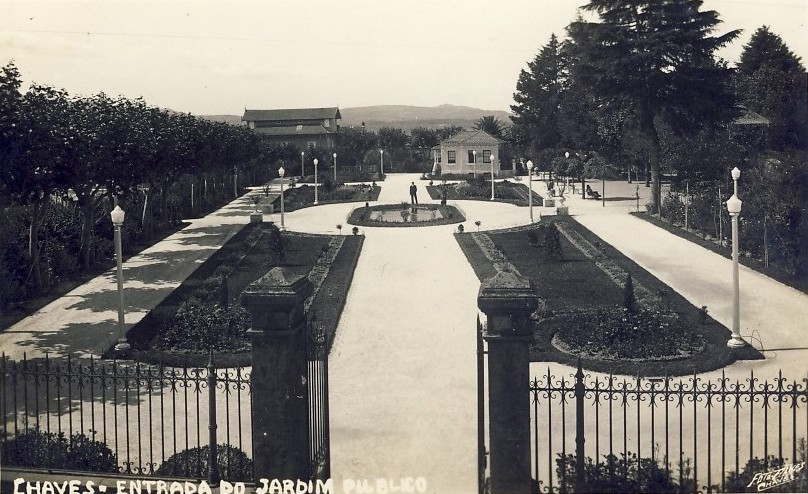
Chaves (Jardim Público)
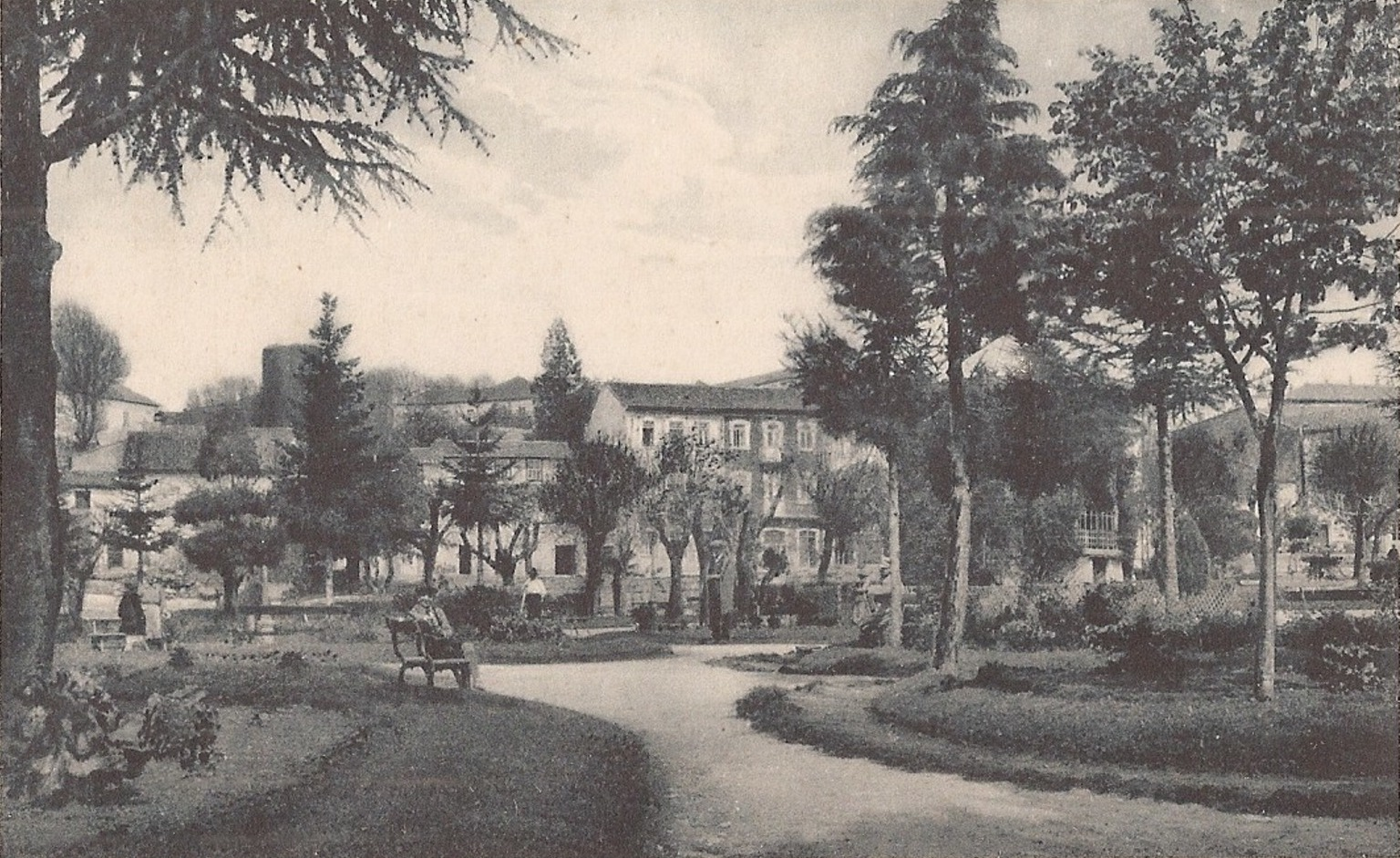
Guarda (Jardim José de Lemos)
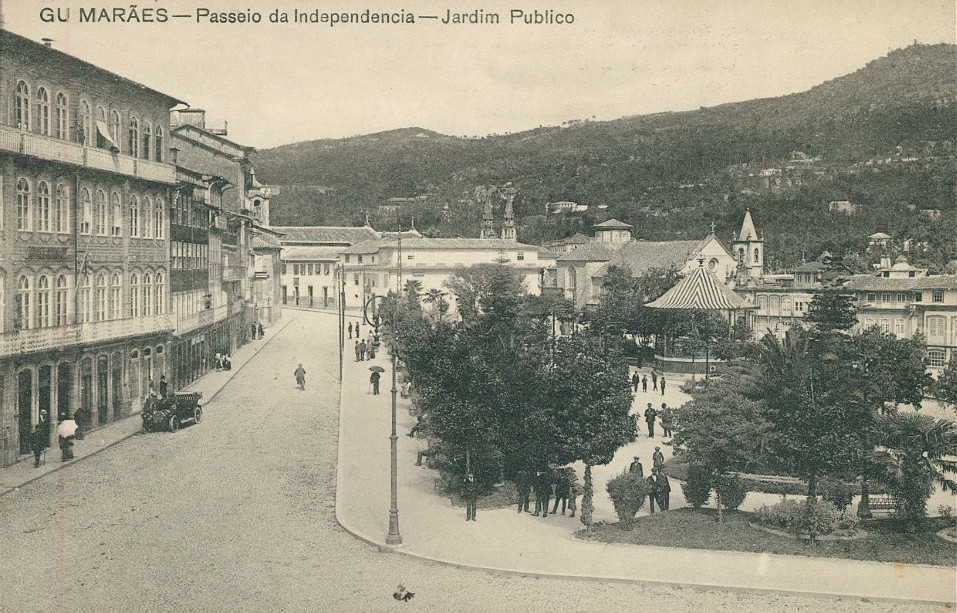
Guimarães (Jardim da Alameda)
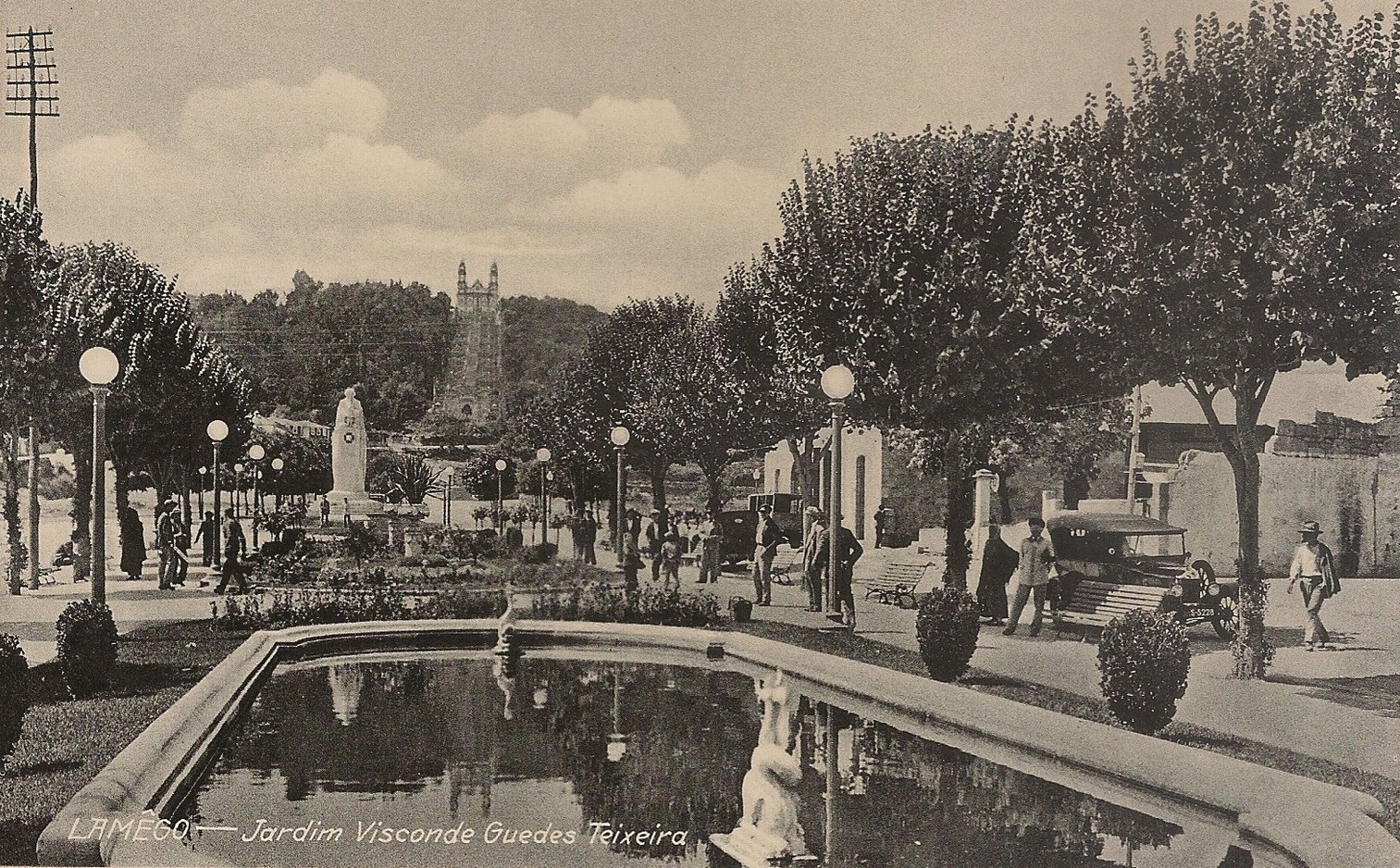
Lamego (Jardim Visconde Guedes Teixeira, 1930)
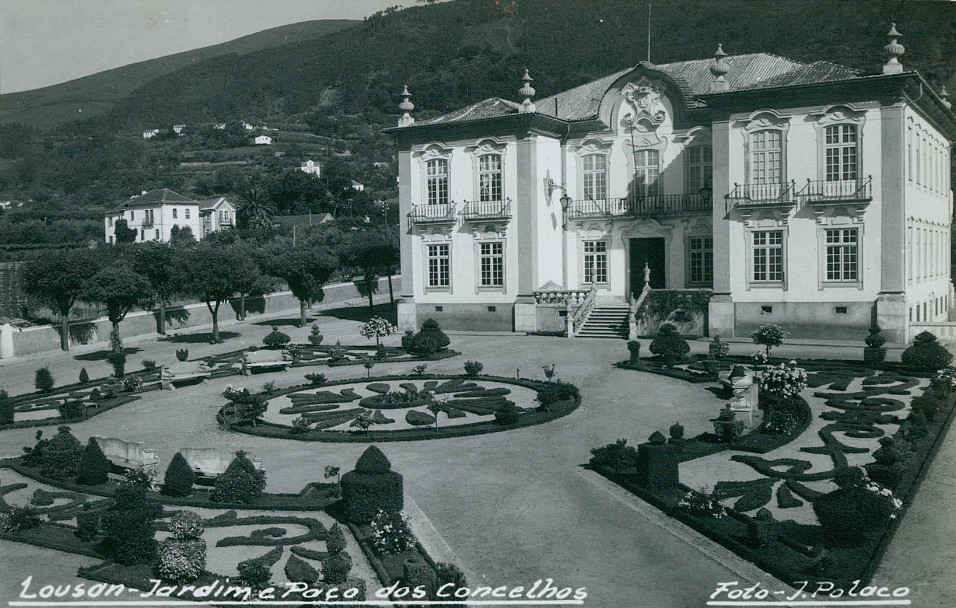
Lousã (Jardim Alcino Simões Lopes, 1934)
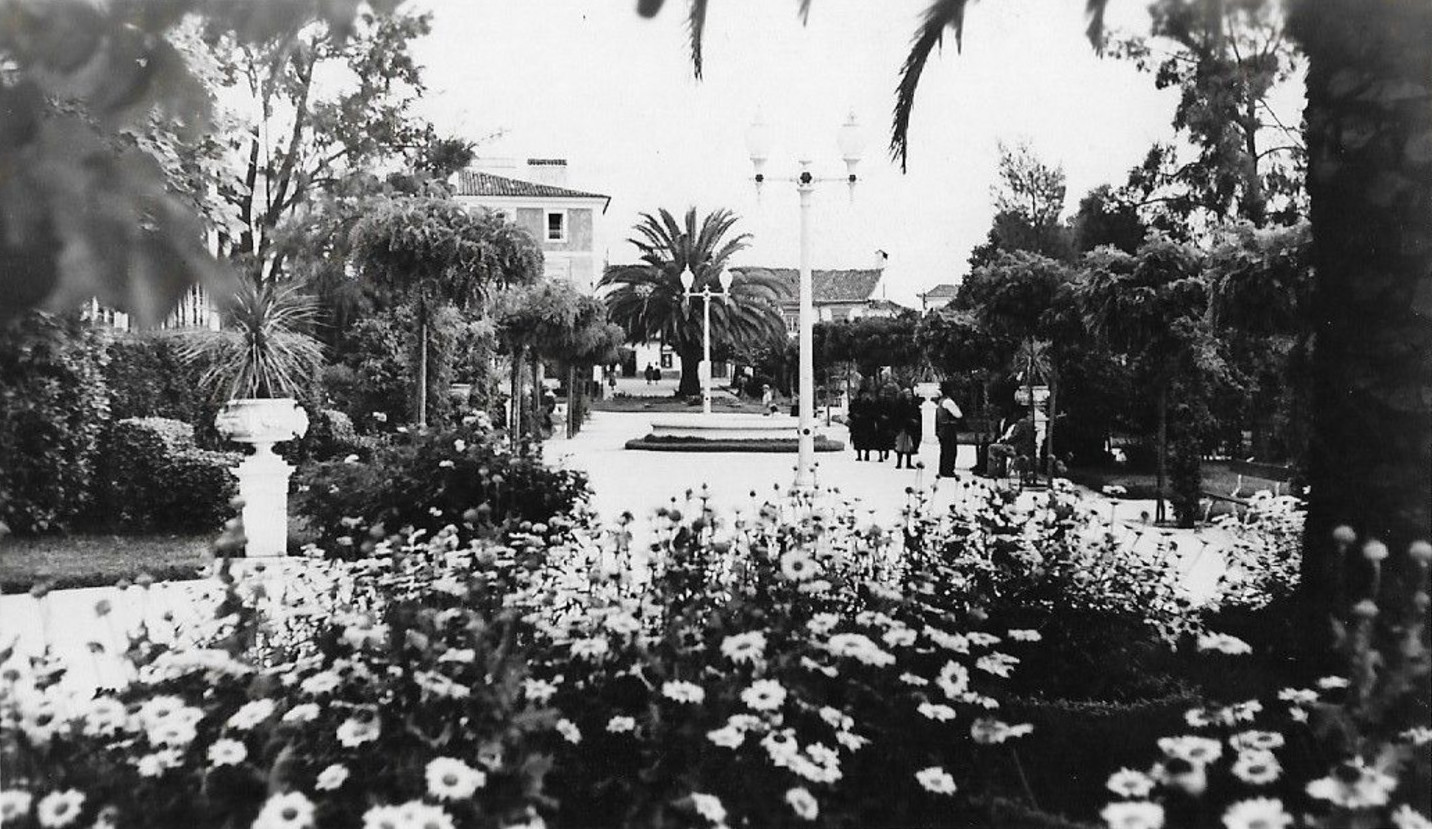
Nisa (Praça da República).
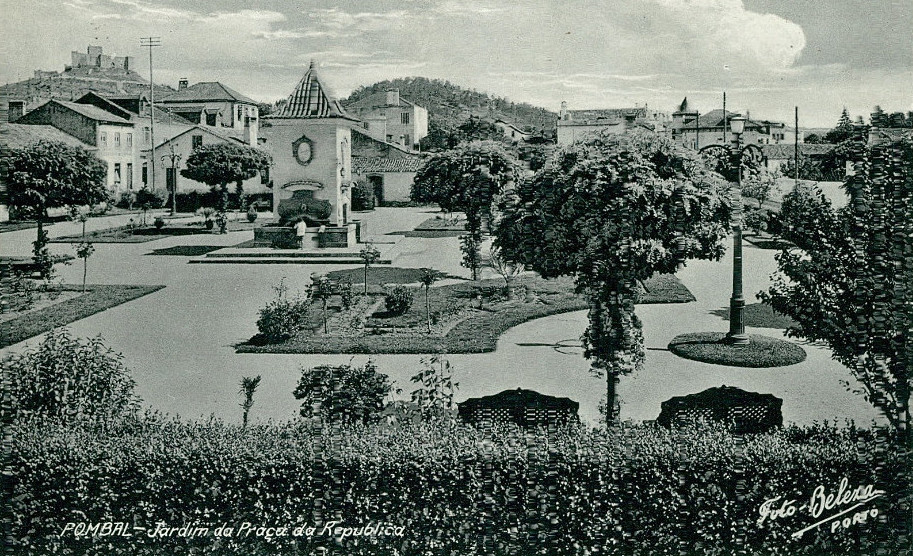
Pombal (Jardim da Várzea)
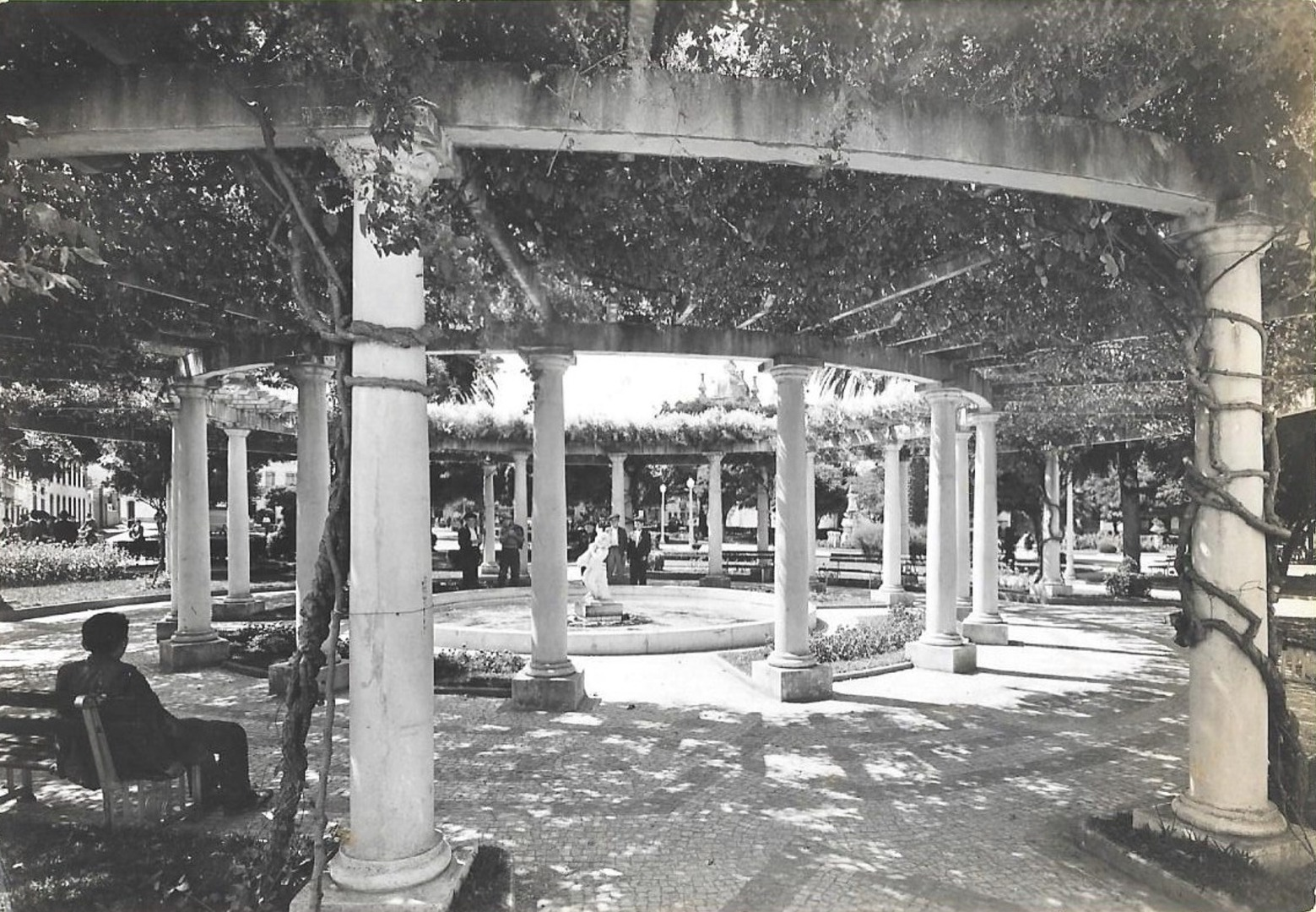
Pombal (Jardim do Marquês de Pombal)
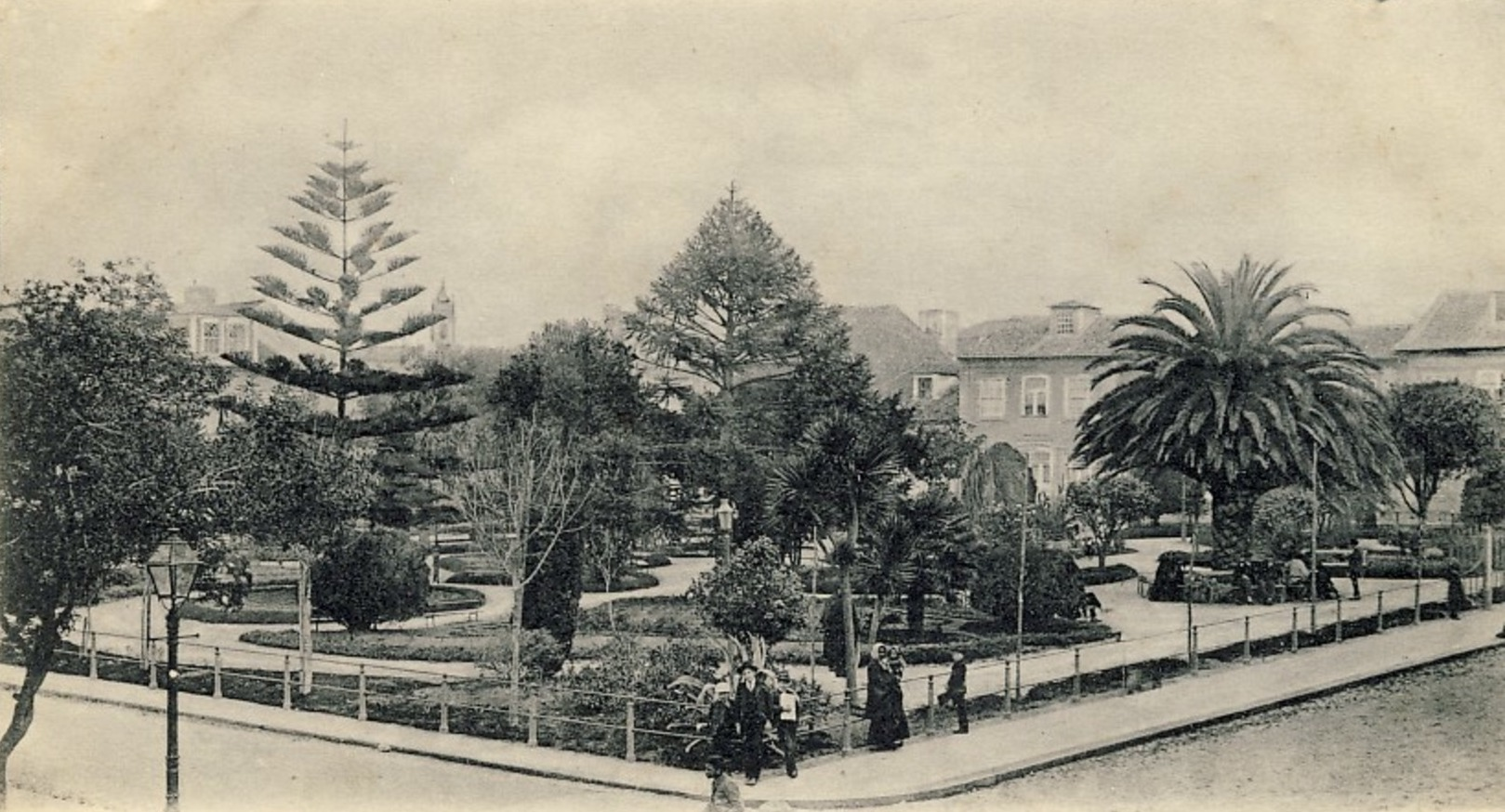
Póvoa do Varzim (Praça do Almada)
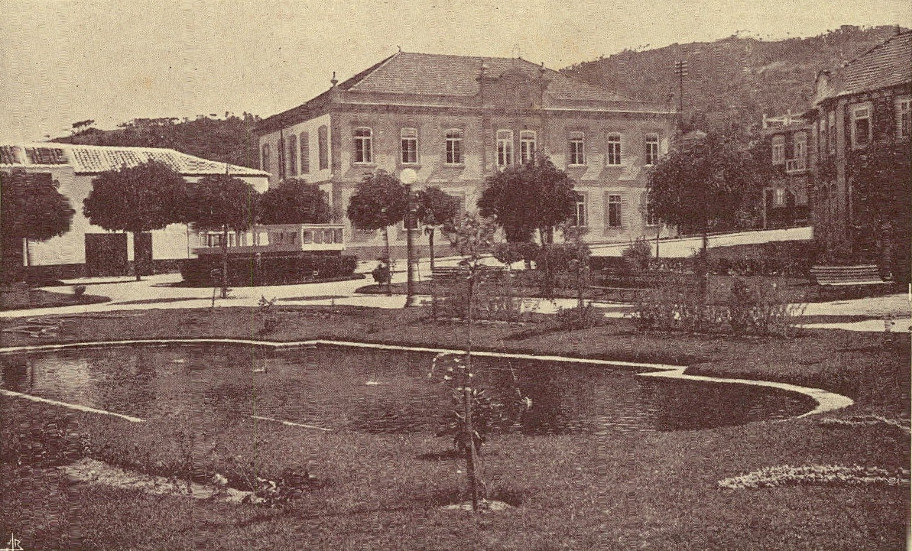
Resende (Jardim 25 de Abril)
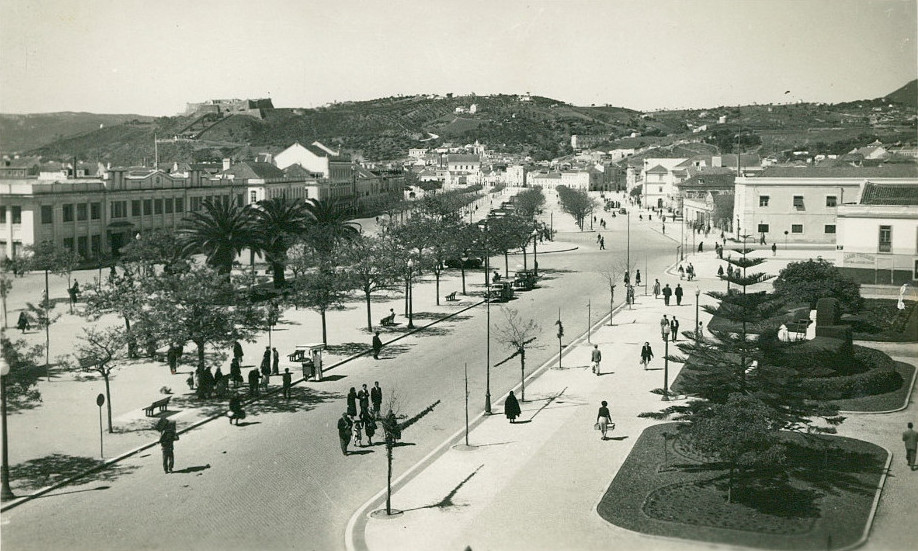
Setúbal (Avenida Luisa Todi)
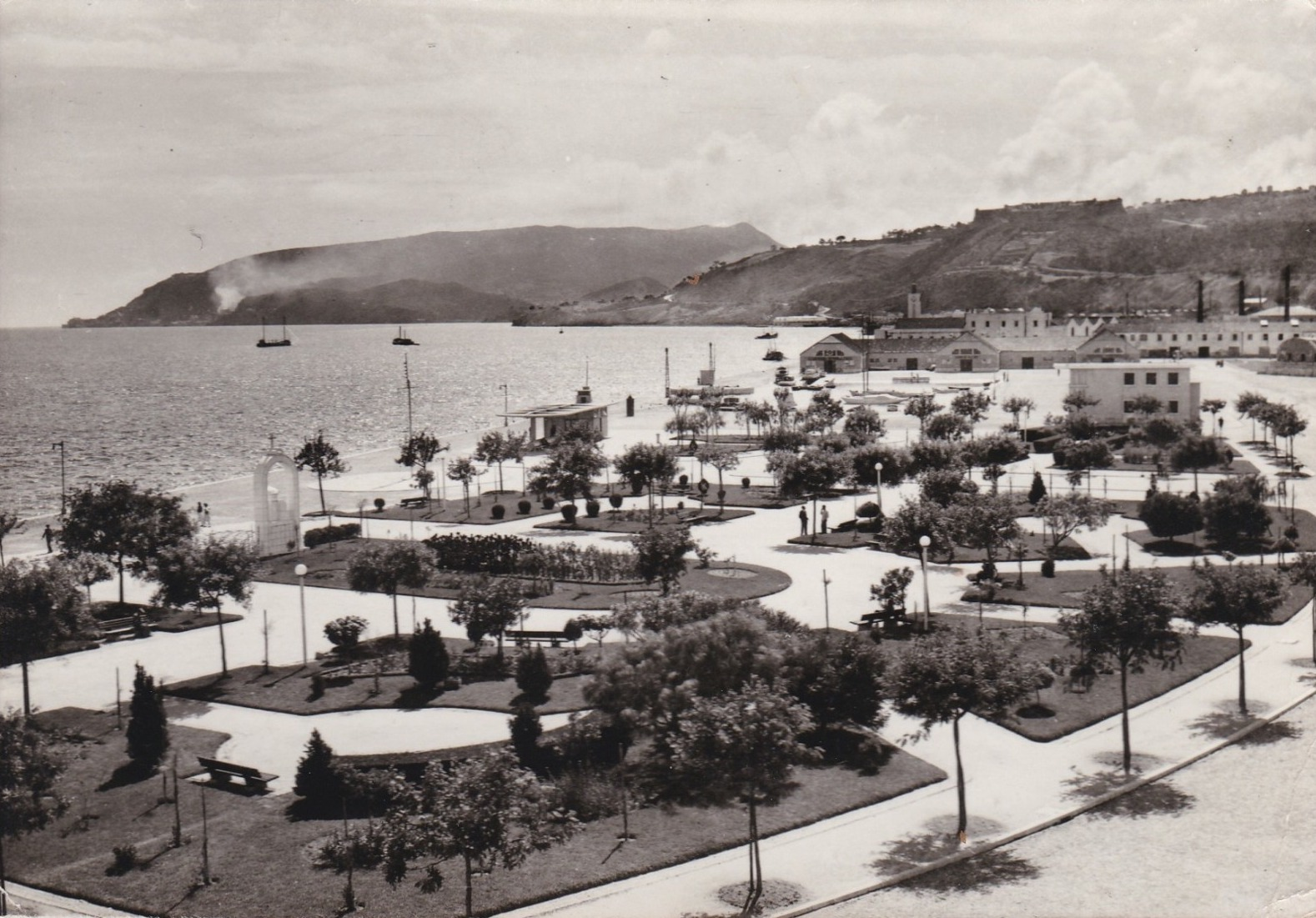
Setúbal (Jardim Luís da Fonseca)
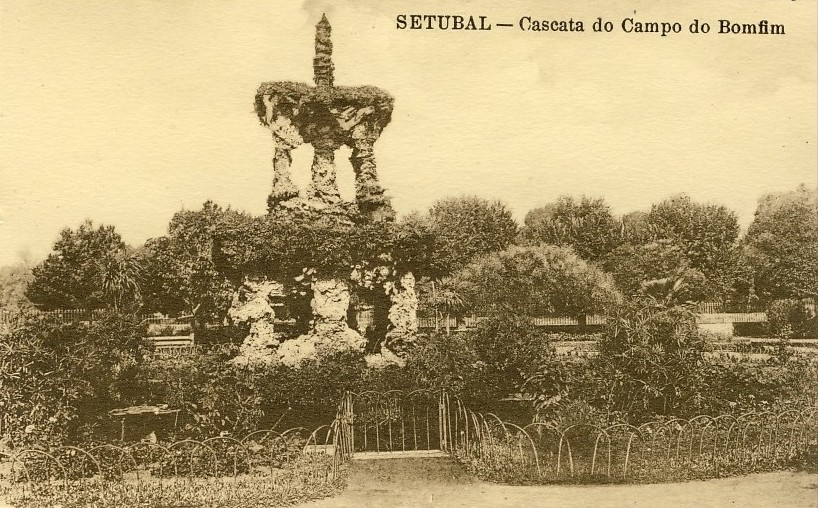
Setúbal (Parque do Bonfim)
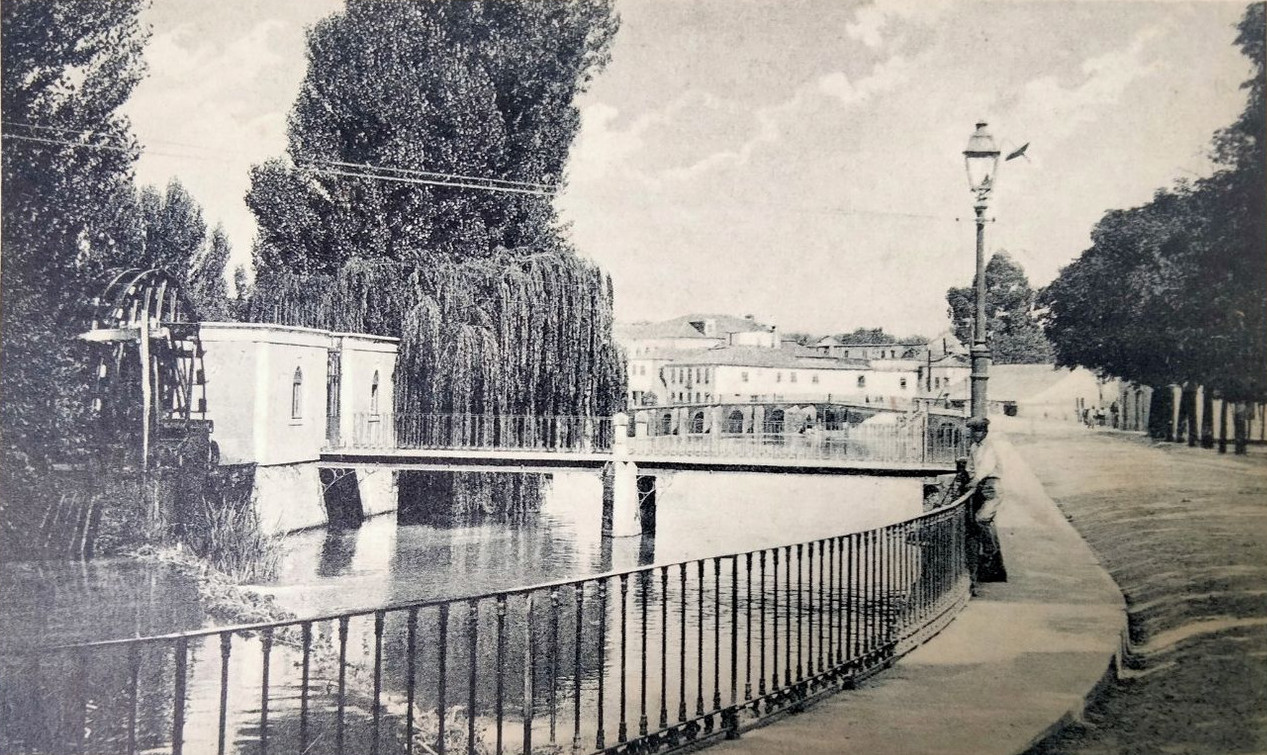
Tomar (Parque do Monchão)
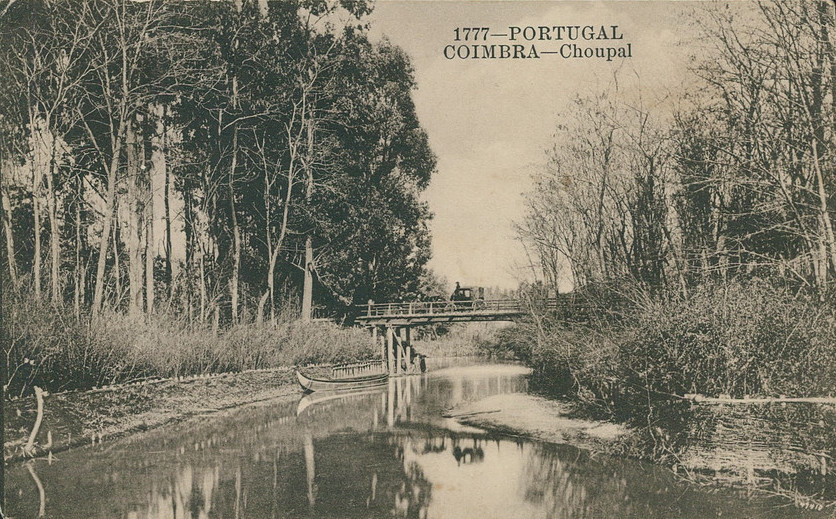
Coimbra (Choupal)
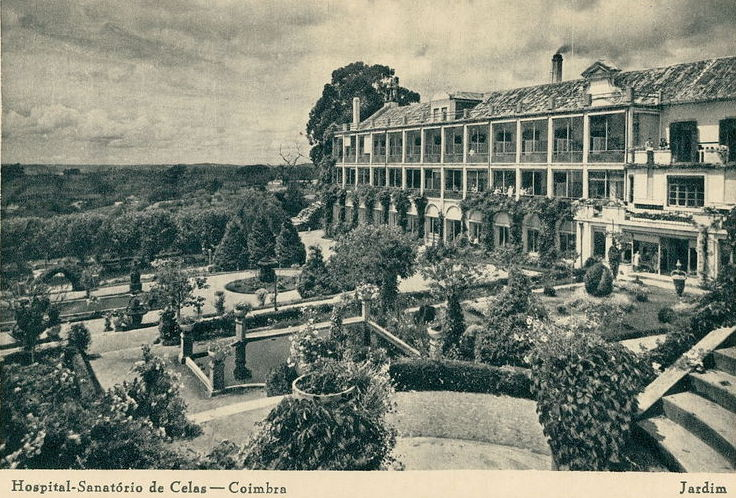
Coimbra (Ex-Hospital Pediátrico)
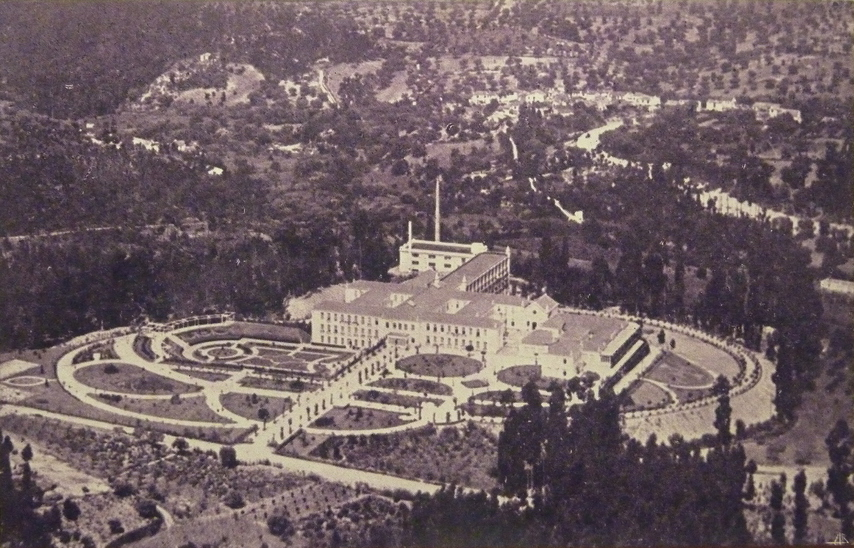
Coimbra (Hospital dos Covões)
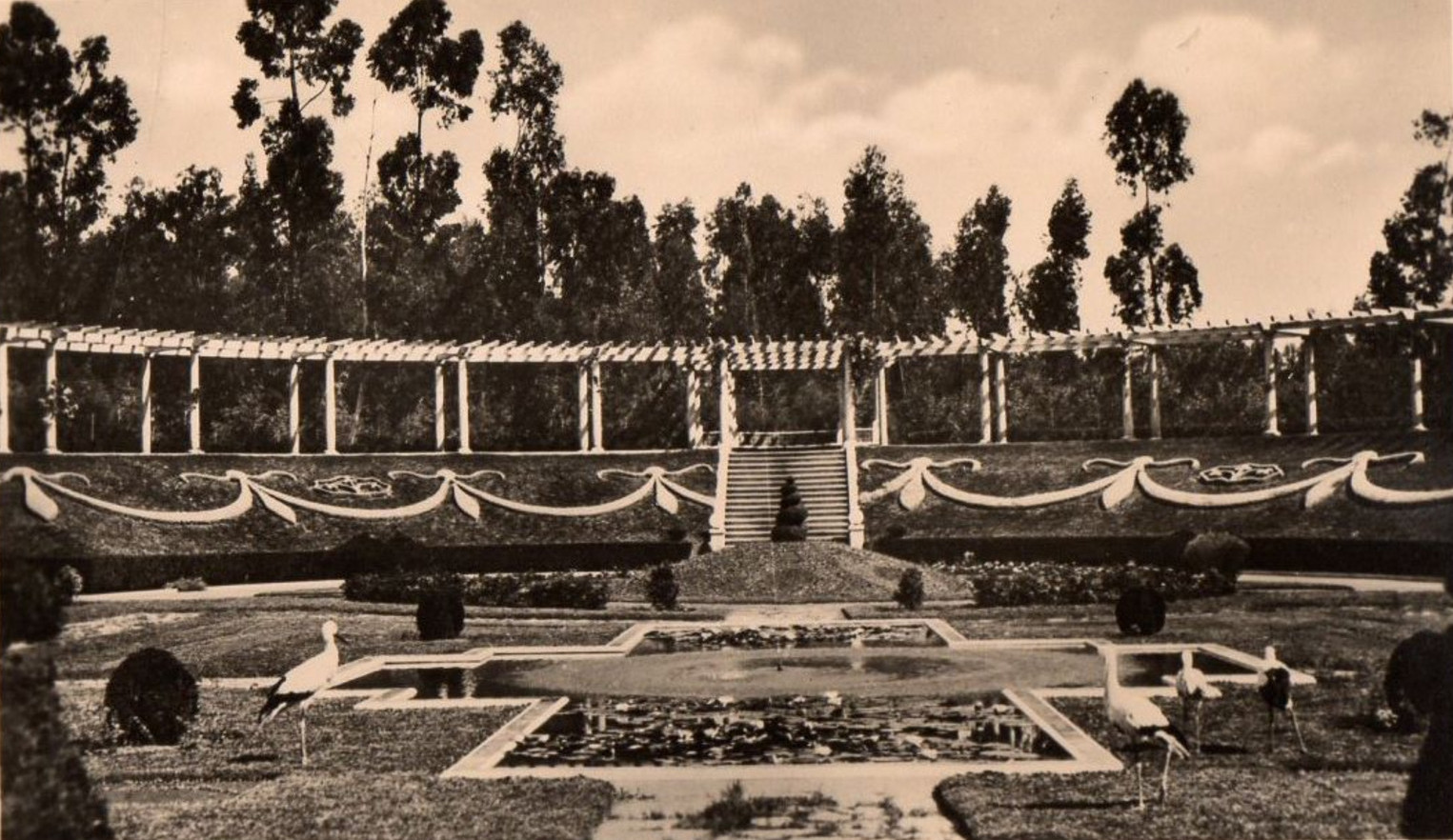
Coimbra (Hospital dos Covões)
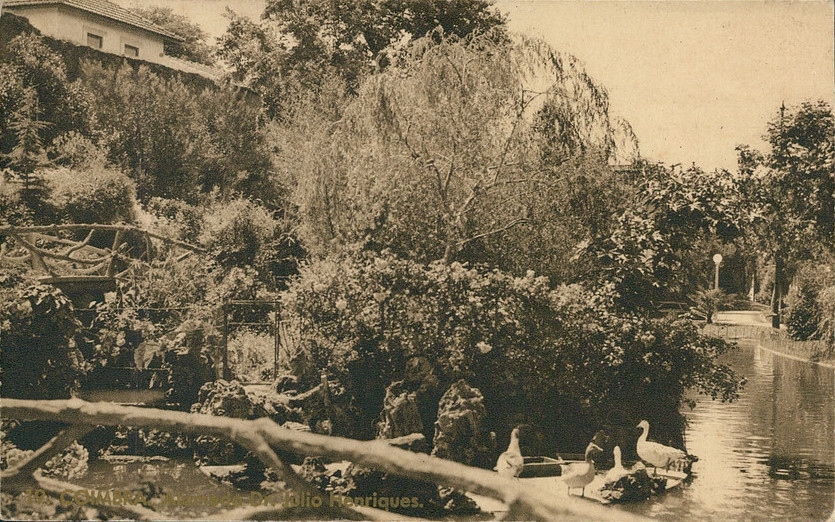
Coimbra (Alameda Dr. Júlio Henriques)
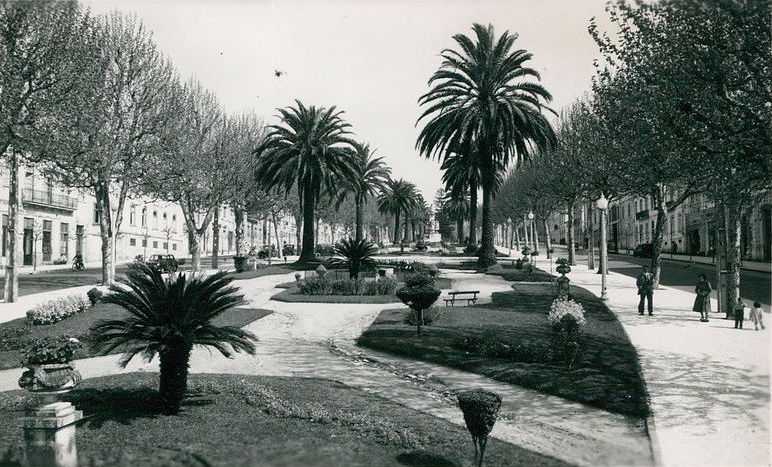
Coimbra (Avenida Sá da Bandeira)
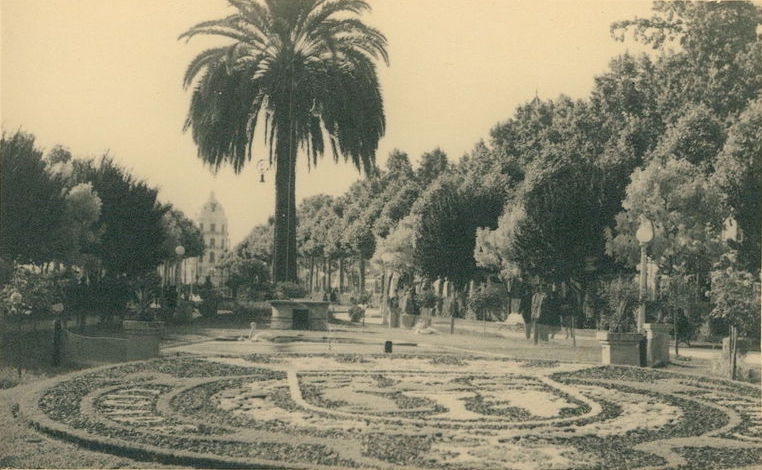
Coimbra (Parque Dr. Manuel Braga)

## Aspectos arquitectónicos e espécies vegetais
O bem conservado jardim da Secção Regional do Norte da Ordem dos Médicos, junto à Arca d’Água, pertenceu à família Riba d’Ave.   Possui lago, gruta e miradouro decorados com os tradicionais motivos naturais em cimento armado, para além de várias esculturas modernas. A vegetação inclui um Cedro-do-Atlas e um Tulipeiro, ambos classificados em 2011, ciprestes, araucácias, rododendros, magnólias, palmeiras, camélias e uma monumental araucária-do-Brasil.  Destacam-se ainda as 13 magnólias e os plátanos monumentais, coreto, lago, gruta e subterrâneos/reservatórios de águas.
O Parque Manuel Braga em Coimbra começou a ser construído nos meados da década de 20 do século passado e foi inaugurado em 1927. Destacam-se várias espécies de árvores, tais como os plátanos, tílias,  olaias, castanheiros-da índia e ulmeiros, entre outras. Notáveis são igualmente os belos canteiros ajardinados, onde sobressaem desenhos com buxos e flores compondo o brasão da Rainha Isabel de Aragão, padroeira da cidade, e o escudo de Coimbra, além de um emblema do Clube de Futebol União de Coimbra e um outro da Associação Académica.
No parque natural de Pedras Salgadas, descobre-se o denso e valioso património arbóreo, com exemplares notáveis de sequoia-sempre-verde (Sequoia sempervirens), sequoia-gigante (Sequoiadendron giganteum), abeto-de-Douglas (Pseudotsuga menziesii), cedro-do-Atlas (Cedrus atlântica), cipreste-do-Buçaco (Cupressus lusitanica), calocedro (Calocedrus decurrens), faia (Fagus sylvatica), ou exemplares admiráveis de espécies raras como a cuningamia (Cunninghamia lanceolata), ou a metasequoia (Metasequoia glyptostroboides). Os jardins do parque adquiriram o desenho de caráter marcadamente romântico com Jacinto de Matos, surpreende com os pequenos recantos e grutas, a água que corre nas fontes ou as antigas casas de pássaros e o observatório meteorológico, que guardam lembranças do passado. Existem dois pequenos jardins formais: o Jardim do Casino, com topiárias de buxo (Buxus microphylla), e o Roseiral, construído nos anos 1950, recentemente recuperado.
A Casa Nova, que alberga a Fundação Engenheiro António de Almeida, foi construída nos anos trinta do século XX tendo os seus jardim sido desenhado pelo horticultor e paisagista portuense, que segundo o livro Jardins Históricos do Porto, o jardim da Casa Nova, um dos últimos da grande tradição dos jardins portuenses. É, acima de tudo, um jardim para a disposição de plantas e, ainda hoje, é notável a diversidade arbórea e arbustiva. Entre os arbustos, cabe destacar as azáleas, os rododendros e a variada colecção de camélias; e, entre as numerosas árvores hoje adultas, de assinalar a alameda de tulipeiros e várias faias, liquidâmbares e carvalhos de avantajado porte.
À obra de Jacinto Matos há que acrescentar a colaboração com seu amigo José Zagalo Ilharco (1860-1910) na criação do Parque Zagalo Ilharco, jardim que rodeava a vivenda mandada construir por este último em 1902 na Avenida da Boavista, no Porto.